# Opole
Opoleⓘ (niem. Oppeln, śl. Ôpole, dś. Uppeln, łac. Oppolia) – miasto na prawach powiatu w południowo-zachodniej Polsce, siedziba władz województwa opolskiego i powiatu opolskiego. Historyczna stolica Górnego Śląska. Dwudzieste siódme co do wielkości populacji miasto w Polsce (125 492 mieszkańców na 31 grudnia 2024 roku). Pod względem powierzchni szesnaste (149,03 km²) (za Jaworznem (152,42 km²) oraz przed Rybnikiem (148,27 km²)).
Opole leży na Górnym Śląsku na Nizinie Śląskiej, w Pradolinie Wrocławskiej i Równinie Opolskiej, nad Odrą, w odległości około 270 km od Warszawy, w odległości około 120 km od Katowic, około 40 km od granicy z Czechami.
Jedno z najstarszych miast w Polsce, lokowane na prawie magdeburskim przed 1217 przez Kazimierza I opolskiego, prawnuka Bolesława III Krzywoustego. W czasach średniowiecza i renesansu Opole było centrem handlu dzięki jego położeniu na kilku szlakach handlowych. Miasto było stolicą księstwa opolsko-raciborskiego. Szybka rozbudowa miasta była też spowodowana powstaniem rejencji opolskiej w 1816. Pierwsza linia kolejowa łącząca Opole z Brzegiem i Wrocławiem została otwarta w 1845, a pierwsze zakłady produkcyjne powstały w 1859, co znacznie przyczyniło się do znaczenia regionalnego miasta. W okresie PRL nastąpił gwałtowny rozwój Opola. W tym czasie liczba ludności wzrosła ponad trzykrotnie. Zbudowano szereg zakładów przemysłowych, wzniesiono nowe dzielnice mieszkaniowe.
Od 28 czerwca 1950 jest stolicą województwa opolskiego i jego głównym ośrodkiem gospodarczym, naukowym, kulturalnym i administracyjnym. Od 1999 siedziba władz ziemskiego powiatu opolskiego. Opole wraz z powiatem opolskim i krapkowickim tworzy aglomerację opolską, zamieszkałą przez ponad 315 tys. osób.

## Położenie
Opole znajduje się w południowo-zachodniej Polsce, w środkowej części województwa opolskiego. Miasto położone na Górnym Śląsku, na obszarze dwóch mezoregionów fizjograficznych: zachodnia część na Pradolinie Wrocławskiej, a wschodnia na Równinie Opolskiej. Te dwa obszary są częściami makroregionu Nizina Śląska.
Opole położone jest w dolinie rzeki Odry, a także w dolinach mniejszych cieków.
Według danych z 2022 powierzchnia miasta wynosi 149 km².
Opole stanowi centralną część aglomeracji opolskiej. Miasto graniczy z 8 gminami powiatu opolskiego.

## Środowisko naturalne

### Stosunki wodne

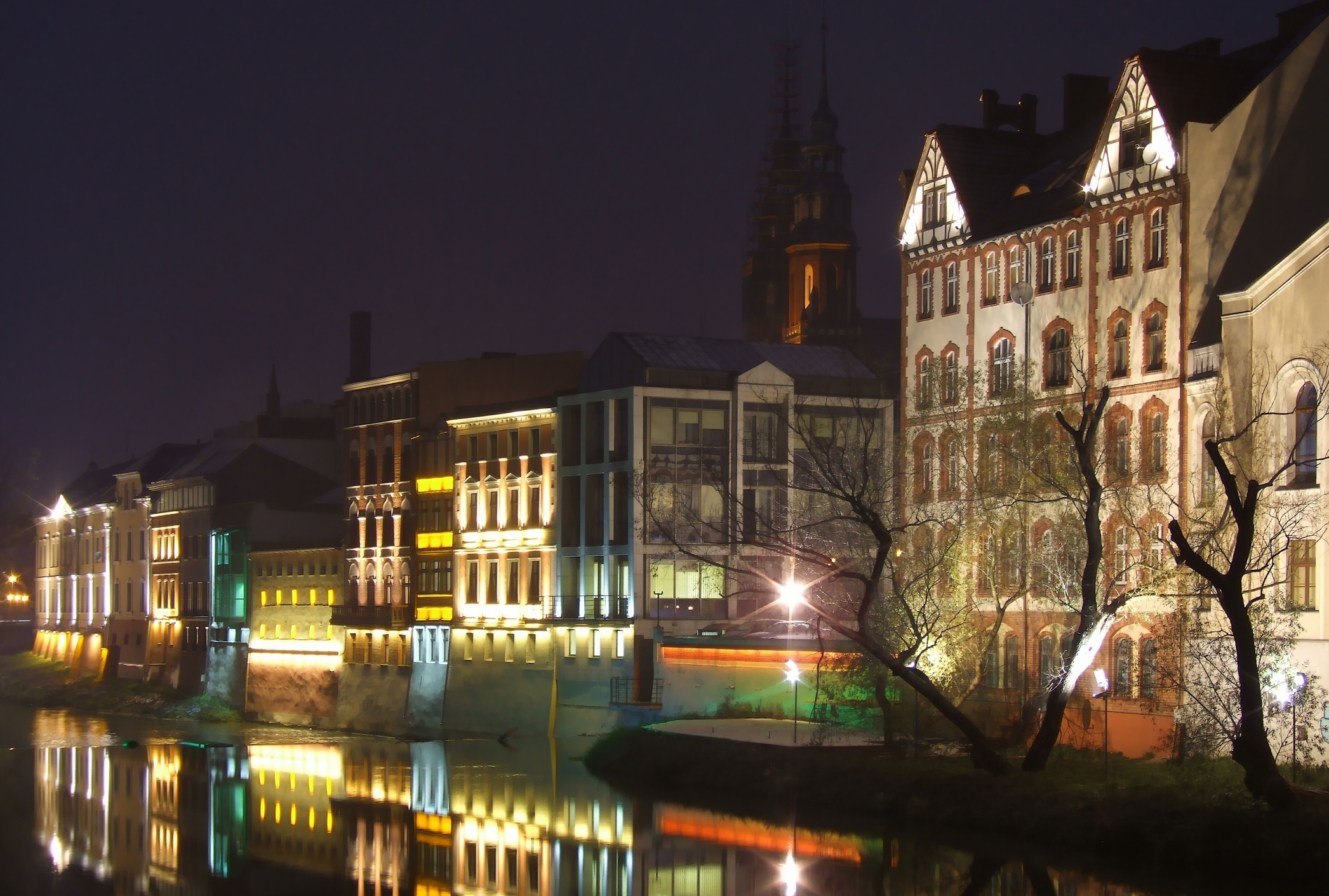
Opolska Wenecja (Młynówka)

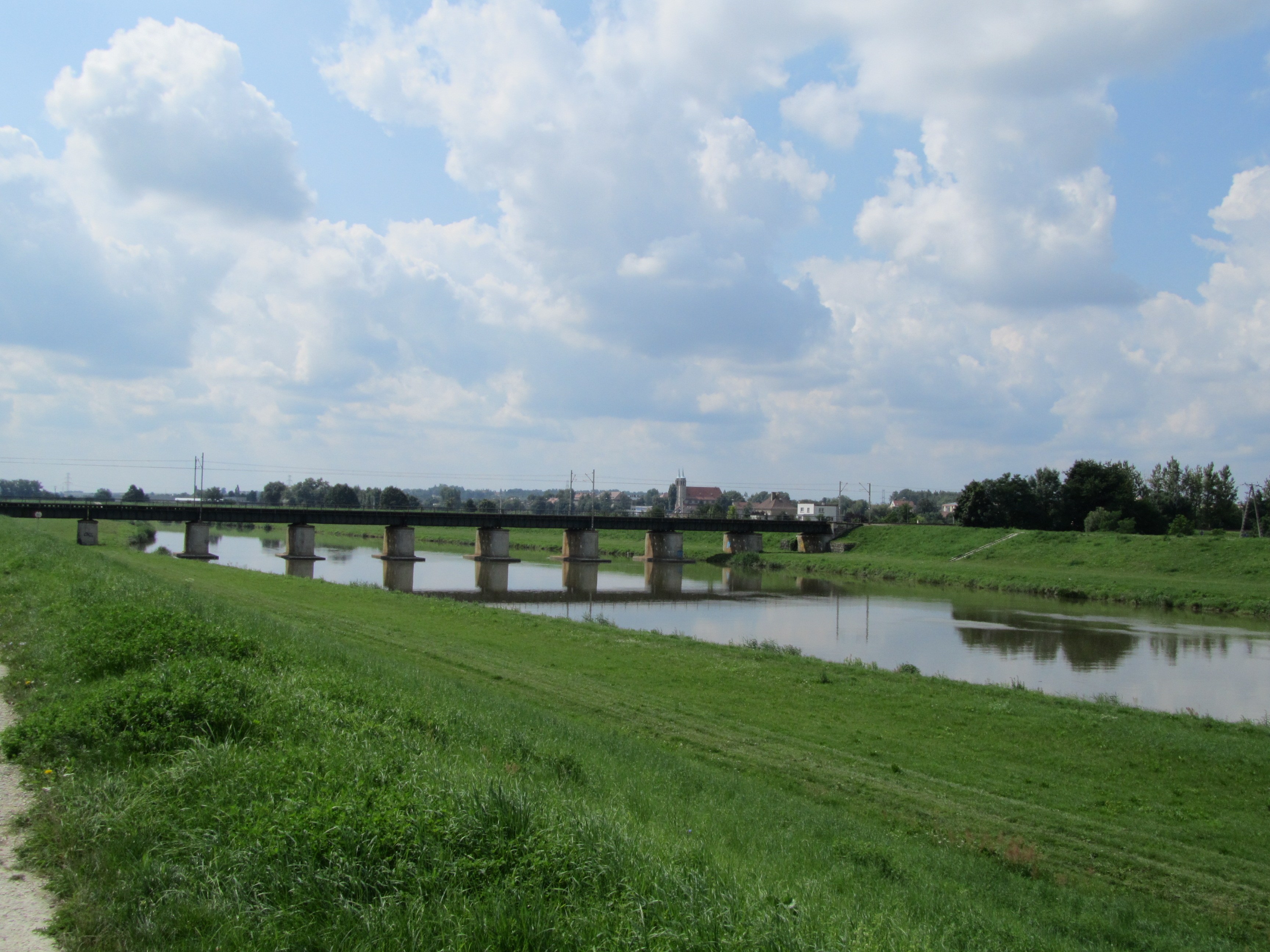
Opolski Kanał Ulgi

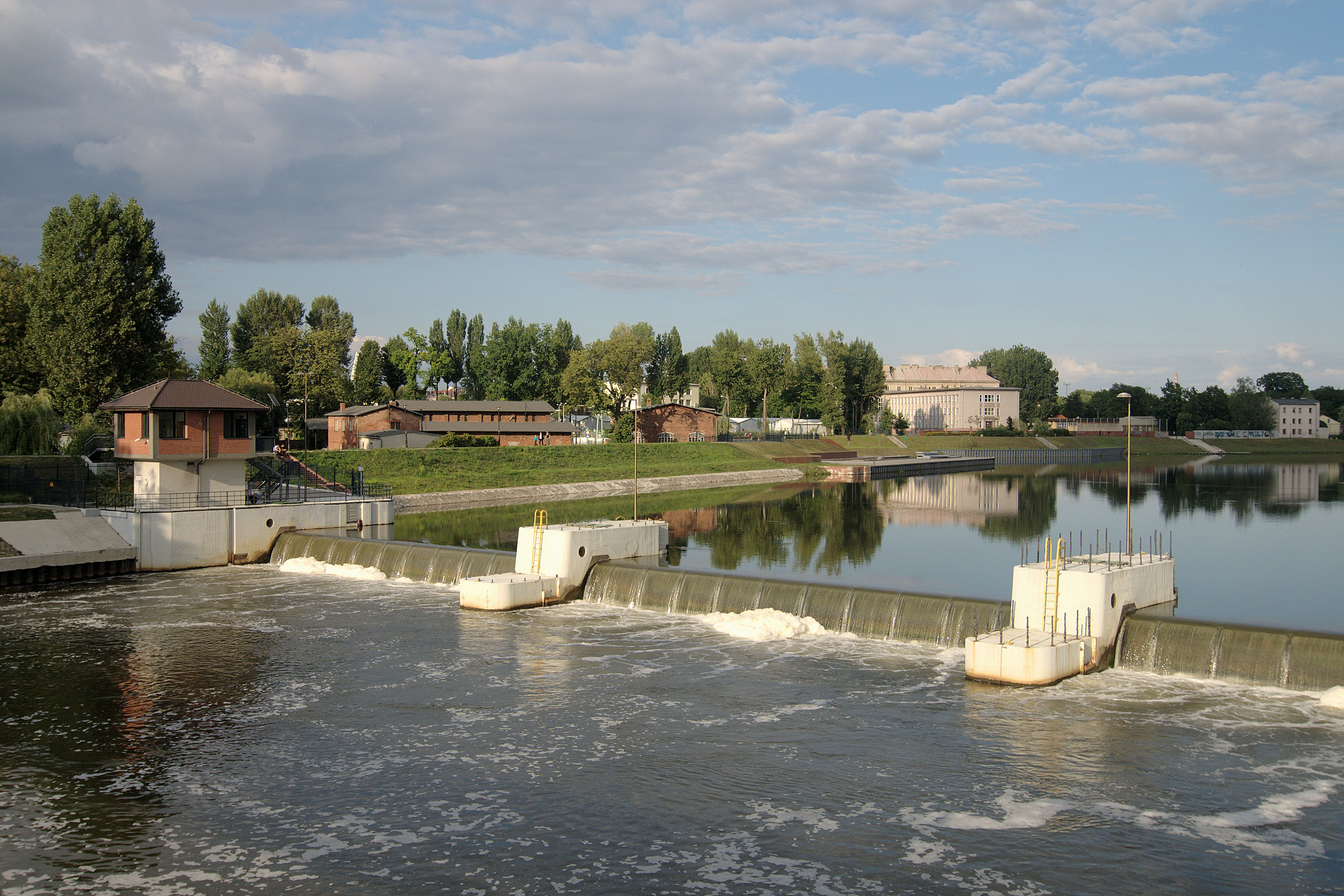
Jaz przy wyspie Bolko

Przez Opole przepływa druga co do wielkości rzeka Polski, Odra. W okolicach dzielnicy Groszowice oraz w centrum miasta, koryto rzeki uformowało się w szerokie zakola. Poza tym nie występują na niej meandry i duże zakręty. Już na południowym krańcu miasta wpływa do niej niewielki ciek wodny, Lutnia, biorący początek kilka kilometrów na wschód, w okolicach wsi Przywory. Kolejnym prawym dopływem Odry jest nieco większa Czarnka, która wpływa do rzeki w Groszowicach. Innymi dopływami są lewostronne Prószkowski Potok i Olszanka, a prawym dopływem w dzielnicy Czarnowąsy jest rzeka Mała Panew.
W mieście znajdziemy również liczne kanały. W okolicy dzielnicy Nowa Wieś Królewska Odra rozdwaja się. Jej główne koryto płynie początkowo na północny wschód, a kanał Ulgi – na północny zachód. Niebawem rzeka ponownie się dzieli, część jej wody trafia do Młynówki, starego koryta rzeki zwanego mylnie kanałem. Młynówka płynie przez centrum historyczne miasta, a z głównym korytem rzeki łączy się jeszcze w Śródmieściu, Kanał Ulgi wpływa do Odry dopiero w okolicy Zakrzowa, będącego jedną z północnych dzielnic miasta. Odra wraz z jej odnogami tworzą dwie wyspy: Bolko oraz Pasiekę. Na pierwszej z nich znajdziemy także Kanał Wiński, który ma mniejsze znaczenie.
Spośród zbiorników wodnych, na terenie Opola do większych należą zbiorniki poeksploatacyjne: Bolko oraz Kamionka, znajdujące się w Nowej Wsi Królewskiej, Kamionka Piast w okolicy ulic Armii Krajowej i Tadeusza Rejtana, a także Silesia przy ulicy Luboszyckiej. Niewielkie zbiorniki wodne występują także na Wyspie Bolko, na wschód od Groszowic i na terenie Zakrzowa. Na wyspie Pasieka znajduje się natomiast Staw Zamkowy.

### Klimat
| \| I \| II \| III \| IV \| V \| VI \| VII \| VIII \| IX \| X \| XI \| XII \| \| 1.3 34 23 \| 1.2 27 25 \| 1.2 45 31 \| 1.5 56 37 \| 2.6 66 46 \| 3 72 52 \| 3.3 74 54 \| 3.1 74 53 \| 2 66 48 \| 1.6 56 40 \| 1.7 45 34 \| 1.5 37 28 \| \| Temperatury w °F Opad całkowity w calach \| \| \| \| \| \| \| \| \| \| \| \| |           |           |           |           |         |           |           |         |           |           |           |
| I | II        | III       | IV        | V         | VI      | VII       | VIII      | IX      | X         | XI        | XII       |
| 1.3 34 23 | 1.2 27 25 | 1.2 45 31 | 1.5 56 37 | 2.6 66 46 | 3 72 52 | 3.3 74 54 | 3.1 74 53 | 2 66 48 | 1.6 56 40 | 1.7 45 34 | 1.5 37 28 |
| Temperatury w °F Opad całkowity w calach |           |           |           |           |         |           |           |         |           |           |           |

| I                                        | II        | III       | IV        | V         | VI      | VII       | VIII      | IX      | X         | XI        | XII       |
| 1.3 34 23                                | 1.2 27 25 | 1.2 45 31 | 1.5 56 37 | 2.6 66 46 | 3 72 52 | 3.3 74 54 | 3.1 74 53 | 2 66 48 | 1.6 56 40 | 1.7 45 34 | 1.5 37 28 |
| Temperatury w °F Opad całkowity w calach |           |           |           |           |         |           |           |         |           |           |           |

Opole znajduje się w strefie klimatu umiarkowanego przejściowego. Według uaktualnionej klasyfikacji Köppena-Geigera miasto leży w strefie Cfb – klimatu oceanicznego.
Na warunki klimatyczne Opola wpływ mają naturalne czynniki geograficzne, jak ukształtowanie terenu i wysokość nad poziomem morza, odległość od dużych akwenów (w tym przypadku Oceanu Atlantyckiego) oraz sąsiedztwo kontynentu azjatyckiego.
Średnia temperatura roczna wynosi +8,4 °C. Duże zróżnicowanie dotyczy termicznych pór roku. Średnie roczne opady atmosferyczne w rejonie Opola wynoszą 611 mm. Dominują wiatry zachodnie.
| Miesiąc                          | Sty  | Lut  | Mar  | Kwi  | Maj  | Cze  | Lip  | Sie  | Wrz  | Paź  | Lis  | Gru  | Roczna |
| -------------------------------- | ---- | ---- | ---- | ---- | ---- | ---- | ---- | ---- | ---- | ---- | ---- | ---- | ------ |
| Średnie temperatury w dzień [°C] | 1,9  | 3,5  | 8,1  | 15,9 | 20,6 | 23,5 | 25,5 | 25,2 | 19,9 | 14,3 | 8,8  | 3,0  | 14,2   |
| Średnie dobowe temperatury [°C]  | -1,0 | 0,0  | 3,6  | 9,8  | 14,6 | 17,7 | 19,6 | 19,3 | 14,2 | 9,7  | 5,4  | 0,3  | 9,4    |
| Średnie temperatury w nocy [°C]  | -3,9 | -3,2 | -0,3 | 3,9  | 8,8  | 12,1 | 14,2 | 13,8 | 9,1  | 5,7  | 2,3  | -2,4 | 5,0    |
| Opady [mm]                       | 34   | 30   | 31   | 38   | 67   | 76   | 83   | 80   | 50   | 41   | 42   | 39   | 611    |
| Średnia liczba dni z opadami     | 20,3 | 17,5 | 17,1 | 11,1 | 12,9 | 12,2 | 14,4 | 10,3 | 11,7 | 13,2 | 15,4 | 19,5 | 175,6  |
| Wilgotność [%]                   | 84.8 | 81.7 | 76.1 | 68.6 | 70.9 | 71.3 | 72.1 | 73.4 | 77.7 | 81.9 | 84.8 | 86.4 | 77,5   |
| Źródło: 2020-03-29               |      |      |      |      |      |      |      |      |      |      |      |      |        |

### Fauna

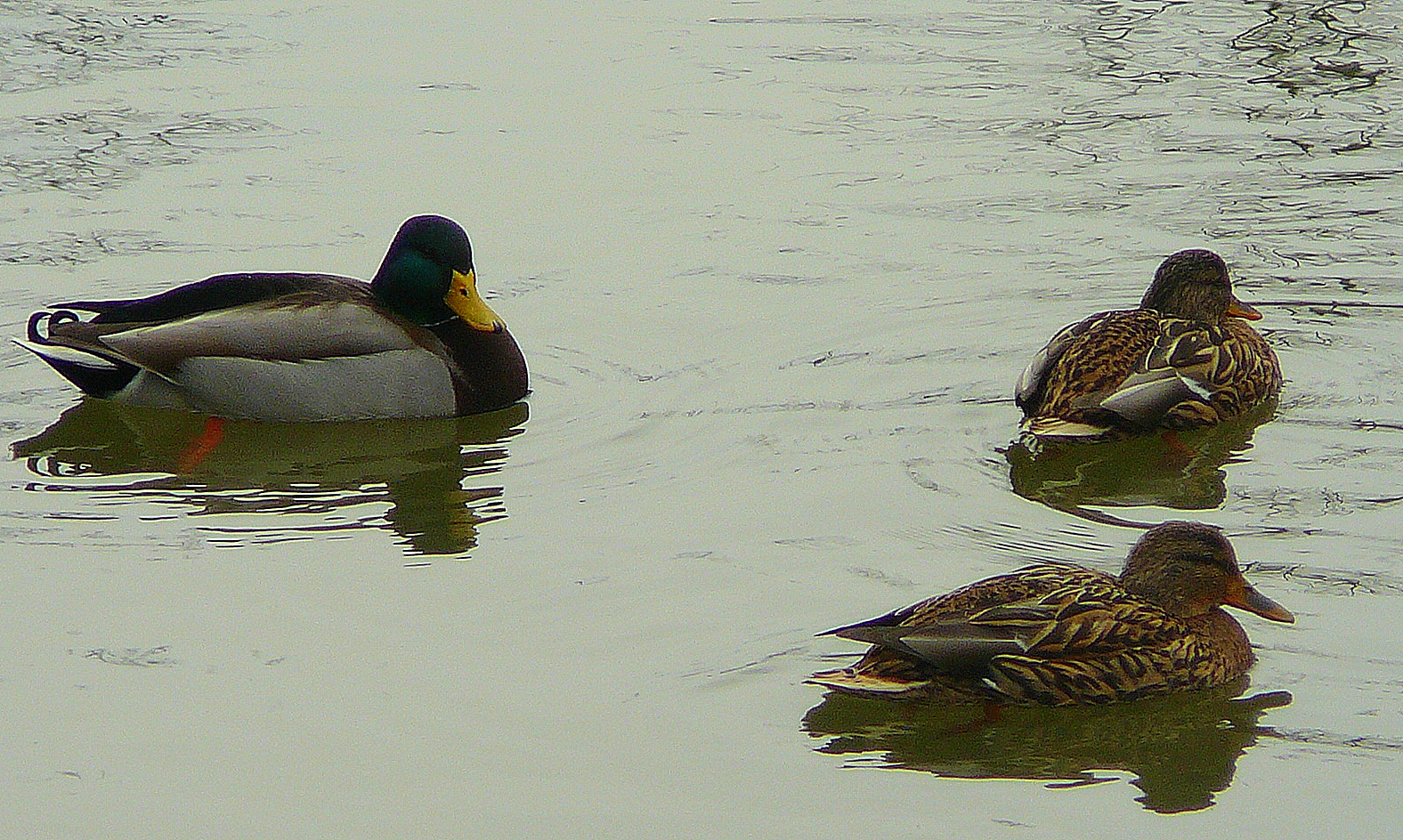
Kaczki na kanale Młynówka

Dzięki zróżnicowanemu krajobrazowi, na terenie Opola spotkać można wiele gatunków zwierząt.

#### Bezkręgowce
Spośród bezkręgowców istotną grupą są motyle. Występują tu zarówno gatunki pospolite, takie jak bielinek kapustnik, latolistek cytrynek, modraszek ikar, rusałka pawik, dostojka latonia, przestrojnik trawnik, czy karłątek kniejnik, jak i te rzadziej spotykane: szlaczkoń sylwetnik, ogończyk wiązowiec, modraszek malczyk, modraszek argiades oraz przeplatka cinksia, a także chronione: paź królowej, modraszek telejus, modraszek nausitous i mieniak strużnik. Motyle występują głównie na wschodnich obrzeżach miasta, w okolicy dzielnic Grudzice oraz Kolonia Gosławicka. Świat bezkręgowców reprezentują w Opolu także pająki, m.in.: tygrzyki paskowane.

#### Ptaki
W Opolu istnieją bardzo dobre warunki do osiedlania się ptaków. Możliwość taką daje Odra z licznymi kanałami, a także szereg zalanych kamieniołomów, zlokalizowanych w różnych częściach miasta. W okolicy jednego z nich, w Groszowicach, a także w żwirowni w Malinie, stwierdzono obecność perkoza dwuczubego, wodnika, perkoza rdzawoszyjego, rybitwy rzecznej, zausznika oraz bąka. Bączek gniazduje jedynie w okolicy obwodnicy, nieopodal miejscowości Kępa, ewentualnie w Malinie, jednak dawniej można go było spotkać także w Groszowicach.
Na północnych, południowych i zachodnich obrzeżach miasta (Malina, Groszowice, Półwieś, Wójtowa Wieś, Wróblin) obserwuje się także bociany białe. Na terenie Groszowic i Maliny występuje także łabędź niemy, brzegówka, cyranka oraz błotniak stawowy. Na łąkach w okolicy Gosławic można spotkać błotniaka łąkowego, na północy Opola bardzo rzadką kanię rudą, a w lasach na południu krogulca. W całym mieście żyją pustułki. Nieliczne przepiórki pojawiają się w okolicach Szczepanowic, Sławic, Bierkowic, Maliny, Grotowic oraz Kolonii Gosławickiej.
Na obrzeżach Opola, w dolinach rzek i na podmokłych łąkach, można spotkać derkacza, natomiast na północy i południu stolicy województwa krwawodzioba. W dawnym kamieniołomie na granicy Groszowic i Nowej Wsi Królewskiej znajduje się wielka kolonia mew śmieszek, licząca kilkaset gniazd. Na terenie miasta zlokalizowane są także dwa stanowiska płomykówki: w Śródmieściu i Gosławicach.
Wyspa Bolko i Pasieka są kolejnym sporym siedliskiem ptaków. Żyją tu między innymi: zimorodek, remiz, dziwonia, dzięcioł zielonosiwy, dzięcioł syryjski, dzięcioł zielony oraz dzięcioł średni. Na licznych osiedlach (Armii Krajowej, Metalchem, Zaodrze, Malinka, Kolonia Gosławicka) występuje w dużych ilościach dzierlatka. Nad Kanałem Ulgi, a także w okolicach Kolonii Gosławickiej gniazduje kląskawka, świerszczak, czy strumieniówka. Na terenie całego miasta pojawiają się też gawrony.
Wśród ptaków przebywających okresowo na terenie Opola znajdziemy pojawiające się nad Odrą liczne odmiany kaczek: lodówkę, ogorzałkę, szlachara. Ponadto przez miasto migrują rybołów, łabędź niemy, bielik, krzyżówka, czernica, łyska, głowienka, mewa pospolita, czajka, bernikla kanadyjska oraz mandarynka. Na miejskim wysypisku odpadów obserwuje się wiele gatunków mew, np.: mewy srebrzyste, mewy żółtonogie, śmieszki, czy mewy białogłowe.

#### Ryby
W opolskich rzekach, kanałach i jeziorach licznie występują również ryby: płoć, ukleja, lin, jazgarz, okoń oraz szczupak.

#### Płazy i gady
Na terenach podmokłych spotkać można żaby – żabę trawną, wodną, oraz ropuchy – ropuchę szarą i zieloną. Występuje tu także rzekotka drzewna, a w okolicach obwodnicy kumak nizinny. W dolinie Odry bardzo rzadko obserwuje się płazy ogoniaste: traszkę zwyczajną i traszkę grzebieniastą. Spośród gadów często spotykane są jaszczurki: zwinkę oraz padalca, a także jadowitą żmiję zygzakowatą. Na wyspie Bolko występują natomiast zaskrońce.

#### Ssaki
Na terenie miasta pojawiają się ssaki owadożerne: rzęsorek rzeczek, ryjówka aksamitna, zębiełek, kret oraz jeż. Spotyka się tu też nietoperze, a także (na obrzeżach) dziki, sarny i zające.
W mieście pojawiają się również bobry, głównie nad Młynówką oraz w okolicy wyspy Pasieka.

### Flora
W Opolu występują 23 gatunki roślin chronionych prawem. Jednym z ich głównych skupisk jest wyspa Bolko. Znaleźć można tu barwinka pospolitego, listerę jajowatą, grążela żółtego, śniedka baldaszkowatego oraz śnieżyczkę przebiśnieg. W okolicy Chabrów pojawia się kruszczyk błotny, a w Gosławicach centuria pospolita. We wschodniej części miasta rosną wawrzynek wilczełyko, buławnik mieczolistny, kruszczyk szerokolistny, oraz podkolan biały, natomiast w Grotowicach grążel żółty i zimowit jesienny. Ponadto nad zalanymi kamieniołomami w Nowej Wsi Królewskiej spotykamy bobrka trójlistkowego, goździka pysznego oraz kukułkę szerokolistną, a nad Kamionką Piast wilżynę ciernistą.
Na terenie miasta występuje wiele gatunków rzadkich, choć nieobjętych ochroną. Nad Kamionką Piast rośnie centuria nadobna, w okolicy Grudzic cieszynianka wiosenna, a w Groszowicach i na osiedlu Chabry dymnica drobnokwiatowa. Spora liczba gatunków występuje na Wyspie Bolko, np.: czosnek niedźwiedzi. Potwierdzona jest także obecność dziewięciornika błotnego, ostrożnia siwego oraz lepiężnika różowego w Nowej Wsi Królewskiej. Na kilku stanowiskach pojawia się farbownik polny: w Szczepanowicach, na Zaodrzu, w Kolonii Gosławickiej, Groszowicach, czy Malinie. Na południowym wschodzie rośnie kurzyślad błękitny, lepiężnik biały, nasięźrzał pospolity, ośmiał mniejszy, pępawa różyczkolistna, niezapominajka różnobarwna, kąkol polny i kiksja oszczepowata. W Gosławicach rośnie kiksja zgiętoostrogowa, a także miłek letni.

#### Lasy
Na terenie Opola występuje stosunkowo mała ilość lasów. Największą powierzchnię zajmują bory mieszane i sosnowe. Występują one np. w okolicy Grotowic. Grądy i łęgi spotykane są w okolicach Grudzic i na Wyspie Bolko. W Grudzicach pojawiają się także dąbrowy. Niewielkie płaty lasu znajdują się też nad Odrą w Groszowicach oraz na granicy Groszowic i Nowej Wsi Królewskiej.

### Grzyby
Na terenie Opola występują cztery gatunki grzybów chronionych i dwa rzadko występujące. Na północno-wschodnich obrzeżach miasta pojawia się czarka szkarłatna oraz gwiazdosz potrójny, w północnej części Wyspy Bolko purchawica olbrzymia, a na terenie Kolonii Gosławickiej smardz jadalny. Smardza półwolnego spotkać można na Pasiece i na Wyspie Bolko, natomiast w okolicach Grudzic sromotnika bezwstydnego.

### Ochrona przyrody

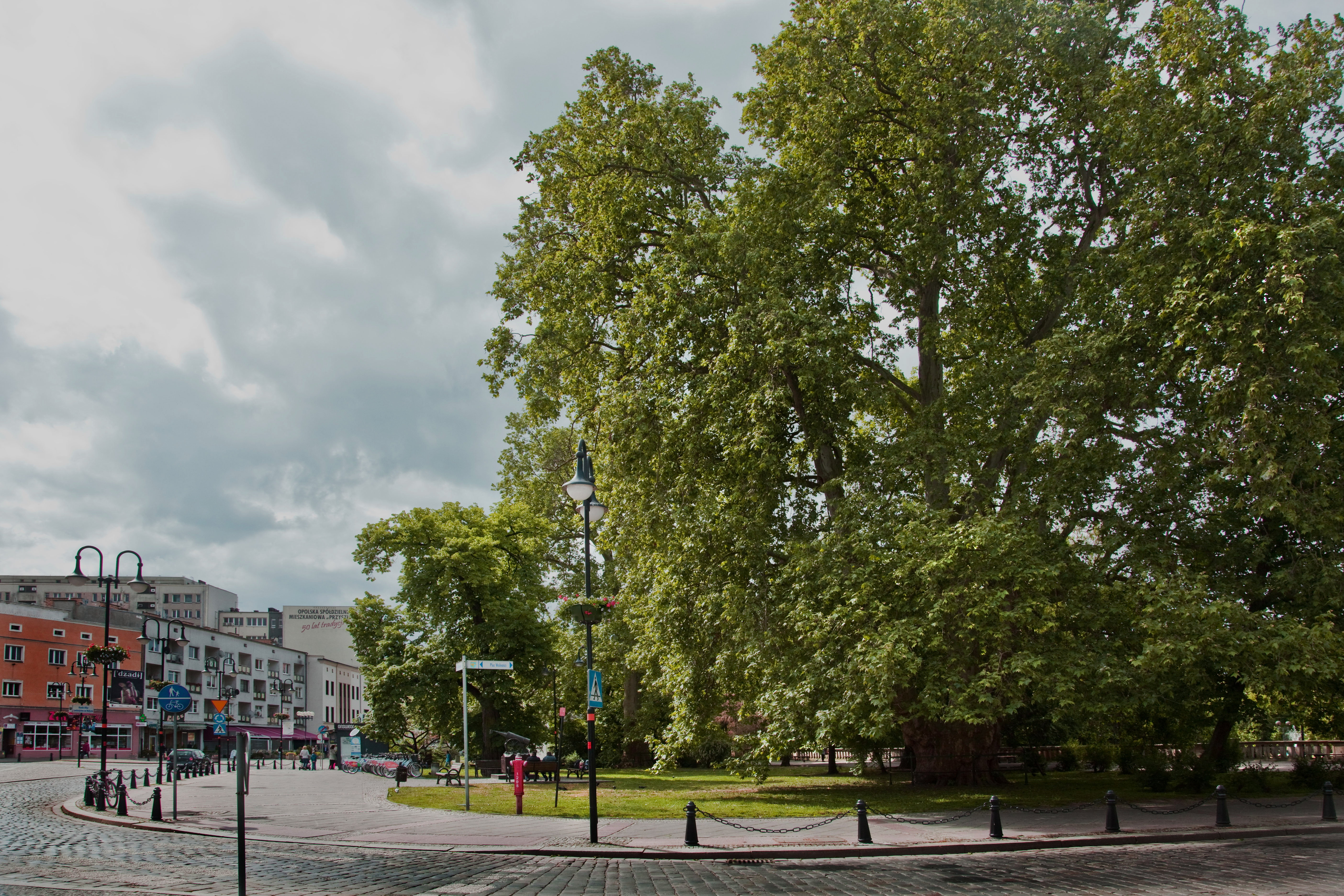
Platan klonolistny na placu Wolności

W Opolu znajduje się 30 pomników przyrody. Pierwsze z nich ustanowiono w roku 2000 (lipa drobnolistna przy ul. Oświęcimskiej, dąb szypułkowy na Wyspie Bolko, klon polny i buk pospolity przy ul. Piastowskiej). Następne obiekty uznano za pomniki w 2001. Były to: miłorząb dwuklapowy i dąb szypułkowy przy ulicy Strzelców Bytomskich, dąb szypułkowy przy ul. Norberta Barlickiego, platany klonolistne przy ul. Niedziałkowskiego, ul. Piastowskiej oraz dwa na Placu Wolności, a także wiąz szypułkowy na rogu ulic Mozarta i Żwirki i Wigury. Cztery lata później kolejne dwanaście drzew otrzymało tytuł pomnika przyrody: dwa platany klonolistne przy ul. Barlickiego, tulipanowiec amerykański i jesion wyniosły przy ul. Piastowskiej, kolejne platany klonolistne (jeden przy ul. Wojciecha Korfantego, trzy przy ul. Wrocławskiej oraz jeden przy ul. Odrowążów), dwa dęby szypułkowe: jeden przy ul. Strzelców Bytomskich, drugi w Parku Pasieka, oraz wiąz szypułkowy przy ul. Oleskiej. W 2011 r. ustanowiono dwa pomniki przyrody w Parku Pasieka: platan klonolistny oraz dąb szypułkowy, a rok później dąb szypułkowy odmiany stożkowatej przy ul. Ozimskiej. 
W Opolu istnieje także wiele terenów objętych ochroną. Są to: Obszar Chronionego Krajobrazu „Las Grudzicki”, użytki ekologiczne „Dolina Strugi Lutnia”, „Grudzicki Grąd” i „Łąki w Nowej Wsi Królewskiej”, zespoły przyrodniczo-krajobrazowe „Kamionka w Groszowicach”, „Kamionka Piast”, „Kamionka Odra”, „Żwirownie w Malinie” oraz „Dolina Odry”, a także stanowiska dokumentacyjne „Groszowickie Skały” i „Skarpa w Malinie”.

## Symbole miasta
Do symboli Opola należą:
- herb Opola
- flaga Opola
- hejnał Opola
- sztandar Miasta Opola
- pieczęć Opola

Wygląd symboli sankcjonuje Statut Miasta Opola wraz z załącznikami.

## Toponimia

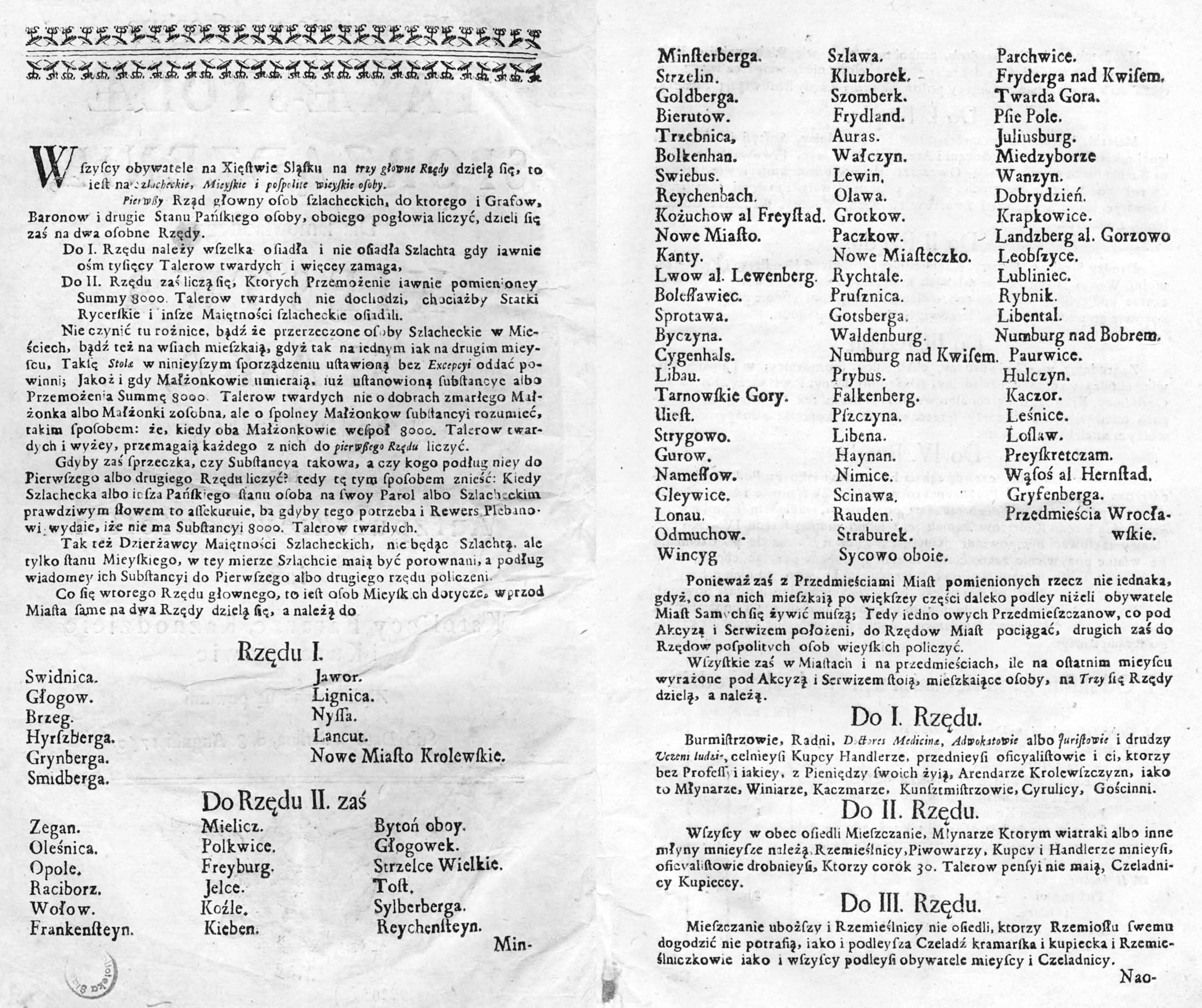
Nazwa Opole wśród innych nazw śląskich miejscowości w urzędowym pruskim dokumencie z 1750 r. wydanym w języku polskim w Berlinie.

Nazwa miasta Opole pochodzi od nazwy jednej z najstarszych jednostek terytorialnych Słowian w środkowej Europie – tzw. „opola”. Niemiecki nauczyciel Heinrich Adamy w swoim dziele o nazwach miejscowości na Śląsku wydanym w 1888 roku we Wrocławiu wymienia nazwę miejscowości zanotowaną w dokumencie z 1160 roku O pole podając jej znaczenie „Hauptort des Ortsverbandes”, czyli po polsku „Główna miejscowość związku miejscowości”.
Opola były tworzone jeszcze w plemiennych czasach przedpaństwowych, od połowy 1. tysiąclecia n.e. Termin ten określał nazwę lokalnego terytorium, na którym mieszkała wspólnota sąsiedzka wspólnie broniąca się przed wrogiem. „O-pole” oznaczało społeczność sąsiedzko-lokalną zamieszkującą wokół pasa pól uprawnych i pastwisk, czyli na około pola, które stanowiły podstawę ich bytu. Organizacja opolna przetrwała do późnego średniowiecza. Opola były podokręgami kasztelanii i stanowiły najniższą jednostką administracyjno-podatkową w Polsce średniowiecznej. Bulla z 1136 r. wymienia wśród miejscowości należących do arcybiskupa w okolicach Żnina ludną wieś o nazwie Opole. W Polsce oprócz miasta Opole od tej nazwy wywodzą się także takie nazwy własne miejscowości jak miasto Opole Lubelskie w woj. lubelskim, wieś Opole w woj. lubelskim, wieś Opole-Świerczyna w województwie mazowieckim, wsie Stare Opole i Nowe Opole w województwie mazowieckim, wieś Opole w woj. łódzkim, region pod nazwą Opole na Ukrainie oraz inne nazwy geograficzne.
W 1232 roku w łacińskim dokumencie księcia śląskiego, krakowskiego i wielkopolskiego Henryka II Pobożnego wydanym w Opolu miejscowość wymieniona jest w formie Opol, pod taką samą nazwą występuje w spisanym po łacinie dokumencie średniowiecznym Bolesława opolskiego z dnia 1 września 1310 roku.
W księdze łacińskiej Liber fundationis episcopatus Vratislaviensis (pol. Księga uposażeń biskupstwa wrocławskiego) spisanej w latach 1295–1305 miejscowość wymieniona jest w zlatynizowanej formie Oppol. Dokument wymienia również wsie lokowane na prawie polskim iure polonico, które w procesach urbanizacyjnych zostały wchłonięte przez miasto i obecnie stanowią jego części albo dzielnice: Gosławice – Goslavitz, Bierkowice we fragmencie Bircovicz solvitur decima more polonico, Nowa Wieś Królewska w formie Nova villa oraz wieś Okół we fragmencie Ocoli villa monachorum de Domo Dei solvitur decima more polonico. W roku 1613 śląski regionalista i historyk Mikołaj Henel z Prudnika wymienił miejscowość w swoim dziele o geografii Śląska pt. Silesiographia podając jej łacińską nazwę: Oppolia.
W 1750 roku nazwa Opole wymieniona została w języku polskim przez Fryderyka II pośród innych miast śląskich w zarządzeniu urzędowym wydanym dla mieszkańców Śląska. Z kolei w alfabetycznym spisie miejscowości na terenie prowincji śląskiej wydanym w 1830 roku we Wrocławiu przez Johanna Knie jako polska nazwa podana jest Oppolie we fragmencie Oppolie, polnische Benenung der Regierungs u. Kreisstadt Oppeln. Nazwę Opole w książce „Krótki rys jeografii Szląska dla nauki początkowej” wydanej w Głogówku w 1847 wymienił śląski pisarz Józef Lompa.
Obecna nazwa została administracyjnie zatwierdzona 7 maja 1946

## Historia

### Średniowiecze

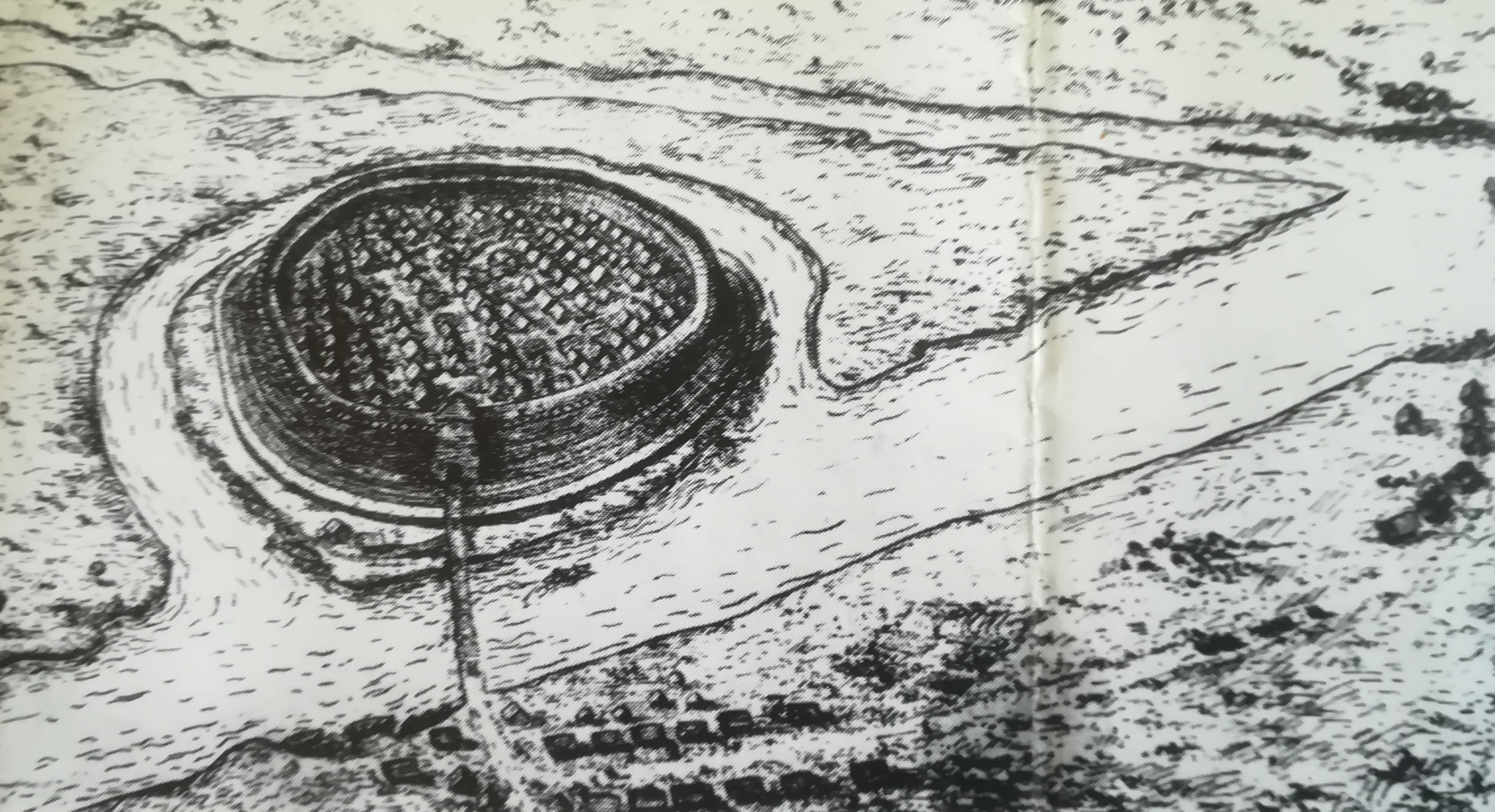
Rekonstrukcja grodu opolskiego z X–XII wieku

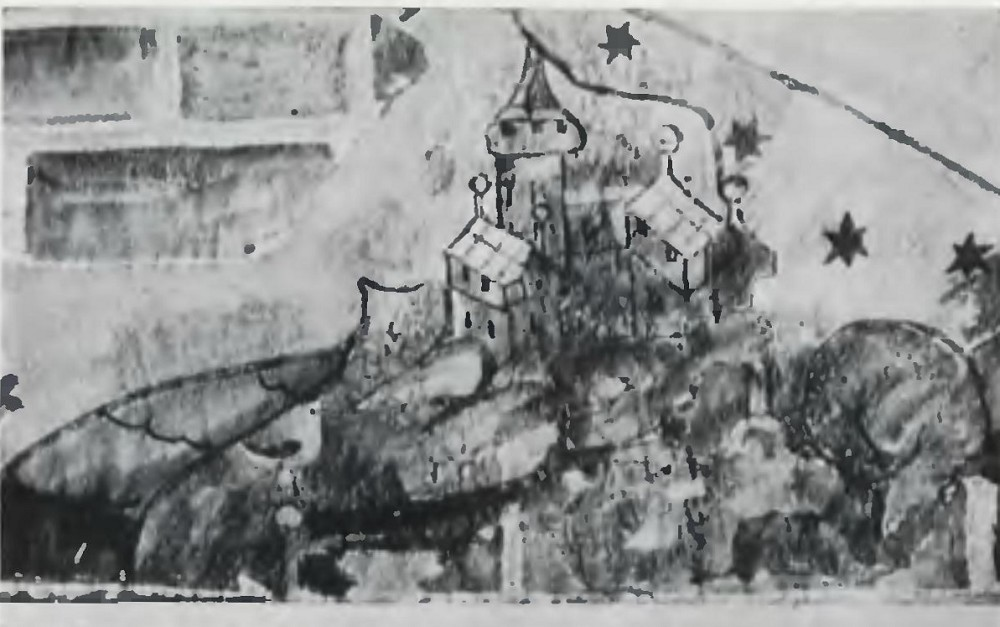
Widok Zamku Piastowskiego na polichromii w kościele Trójcy Świętej (lata 1350–1400)

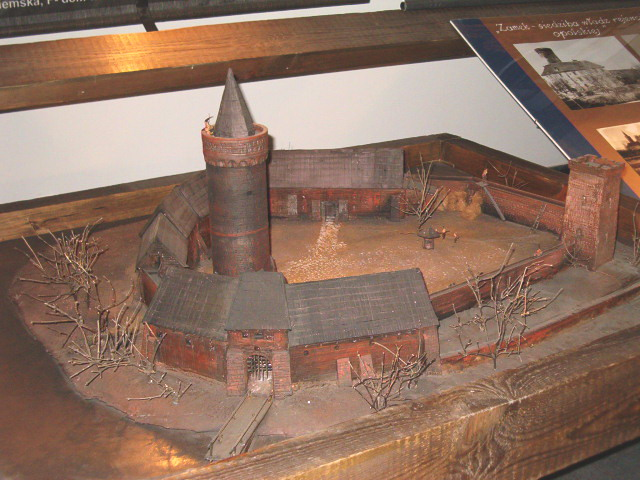
Model Zamku Piastowskiego

Gród i podgrodzie w miejscu Opola istniały już w IX wieku. Pierwsza wzmianka o nim pochodzi z 845 roku z noty anonimowego Geografa Bawarskiego Descriptio civitatum et regionum ad septentrionalem plagam Danubii, spisanej dla Ludwika II Niemieckiego. Teren ten był ośrodkiem plemienia Opolan.
W 985 Śląsk, wraz z Opolem, został przyłączony do Polski przez Mieszka I. W wyniku najazdu Brzetysława na monarchię wczesnopiastowską w 1039 Opole trafiło na 11 lat pod panowanie czeskie. Kazimierz I Odnowiciel odzyskał Śląsk w 1050.
Na mocy testamentu Bolesława III Krzywoustego w 1138 Śląsk został przyznany jako dziedziczna dzielnica najstarszemu synowi księcia, Władysławowi II Wygnańcowi, który dał początek linii Piastów śląskich. W 1179 Śląsk podzielony został na 3 dzielnice, m.in. wyodrębnione zostało księstwo opolskie, którego pierwszym władcą został książę Jarosław opolski. Po jego śmierci w 1201 księstwo zajął jego stryj Mieszko I Plątonogi. W latach 1211–1230 w Opolu rządy sprawował Kazimierz I opolski, który jako pierwszy zatytułował się księciem opolskim.
Syn Kazimierza, Mieszko II Otyły przed 1217 uzyskał dla Opola lokację miasta na prawie niemieckim. W 1228 Kazimierz I opolski rozpoczął w miejscu grodu rozpoczął budowę murowanego zamku. W XIII wieku zamek był rozbudowywany przez Piastów opolskich, w szczególności przez Bolka I opolskiego w latach 1273–1289. W tym czasie powstało palatium, a w połowie XIV wieku wzniesiono zachowaną do dzisiaj Wieżę Piastowską.
W 1230 w ramach diecezji wrocławskiej w czasie urzędowania biskupa Wawrzyńca powstał archidiakonat opolski. W 1236 założony został klasztor o.o. franciszkanów. Podczas bitwy pod Opolem w 1241 Mongołowie spalili opolskie przedgrodzie. W drugiej połowie XIII wieku miasto stało się ważnym ośrodkiem handlowo-rzemieślniczym na szlaku z Wrocławia do Krakowa. 7 kwietnia 1348 Opole zostało formalnie włączone do Świętego Cesarstwa Rzymskiego (Narodu Niemieckiego) przez cesarza Karola IV Luksemburskiego. W 1350 ludność miasta wynosiła ok. 2,3 tys. mieszkańców.
Po śmierci księcia Władysława opolskiego w 1281 nastąpił podział księstwa opolskiego na mniejsze dzielnice. Opole dostało się we władanie Bolka I opolskiego (1281–1313). W 1295 zbudowany został klasztor dominikanów („na górce”). W 1352 wzniesiony został drewniany opolski ratusz. W 1395 nastąpiło oblężenie Opola przez wojska króla Władysława II Jagiełły, jako odpowiedź na antypolskie intrygi ks. Władysława Opolczyka. Władzę w Opolu objął Bolko IV opolski oraz Bernard niemodliński.

### XV–XVII wiek

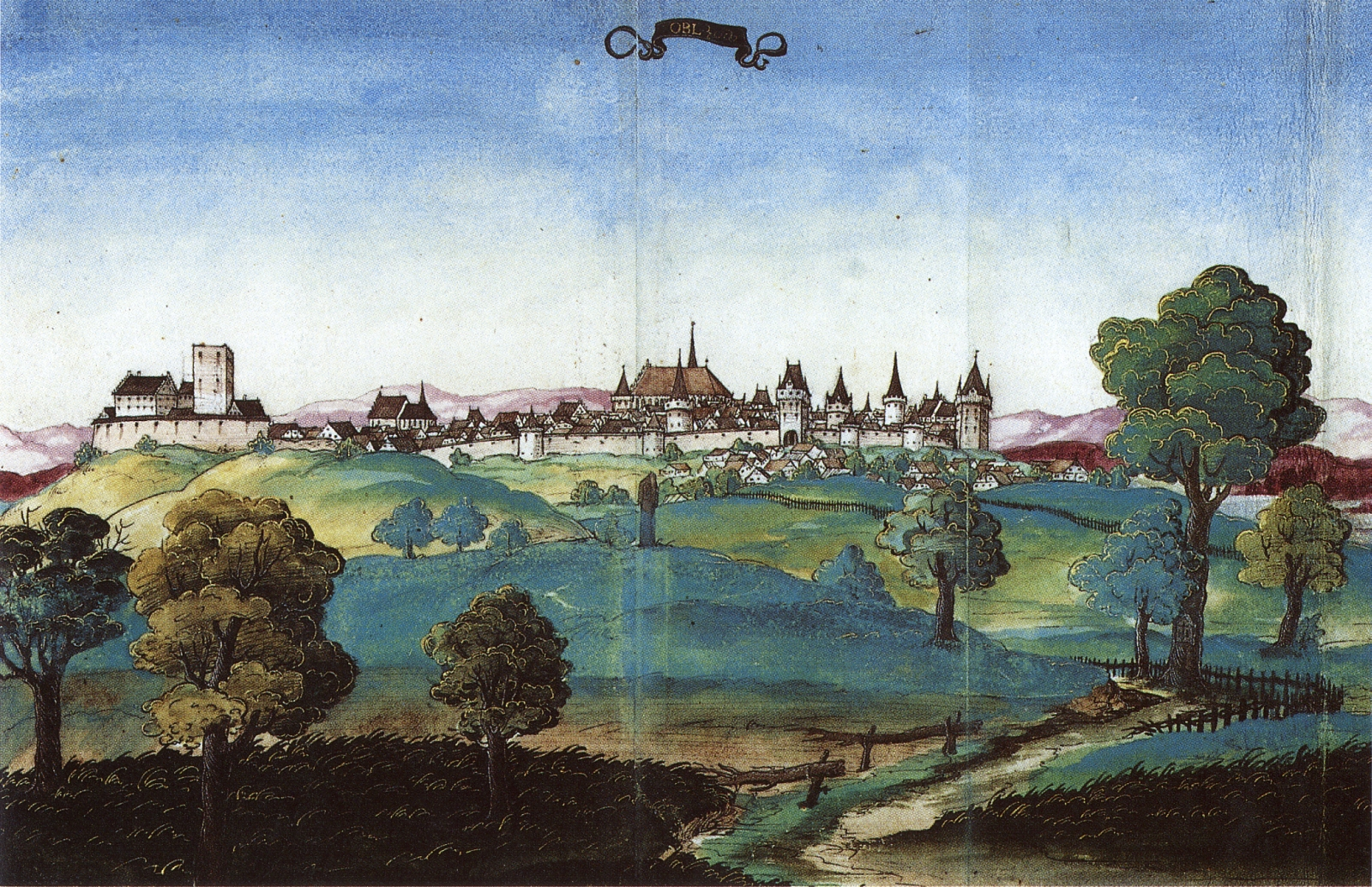
Najstarszy znany widok ogólny miasta Opola, widok z południowego wschodu (1535 r.) „Historyczne Widoki z czterech stuleci” Wilhelm Gottlieb Korn (oryginalny obraz znajduje się w Bibliotece Uniwersyteckiej w Würzburgu) (Niemcy)

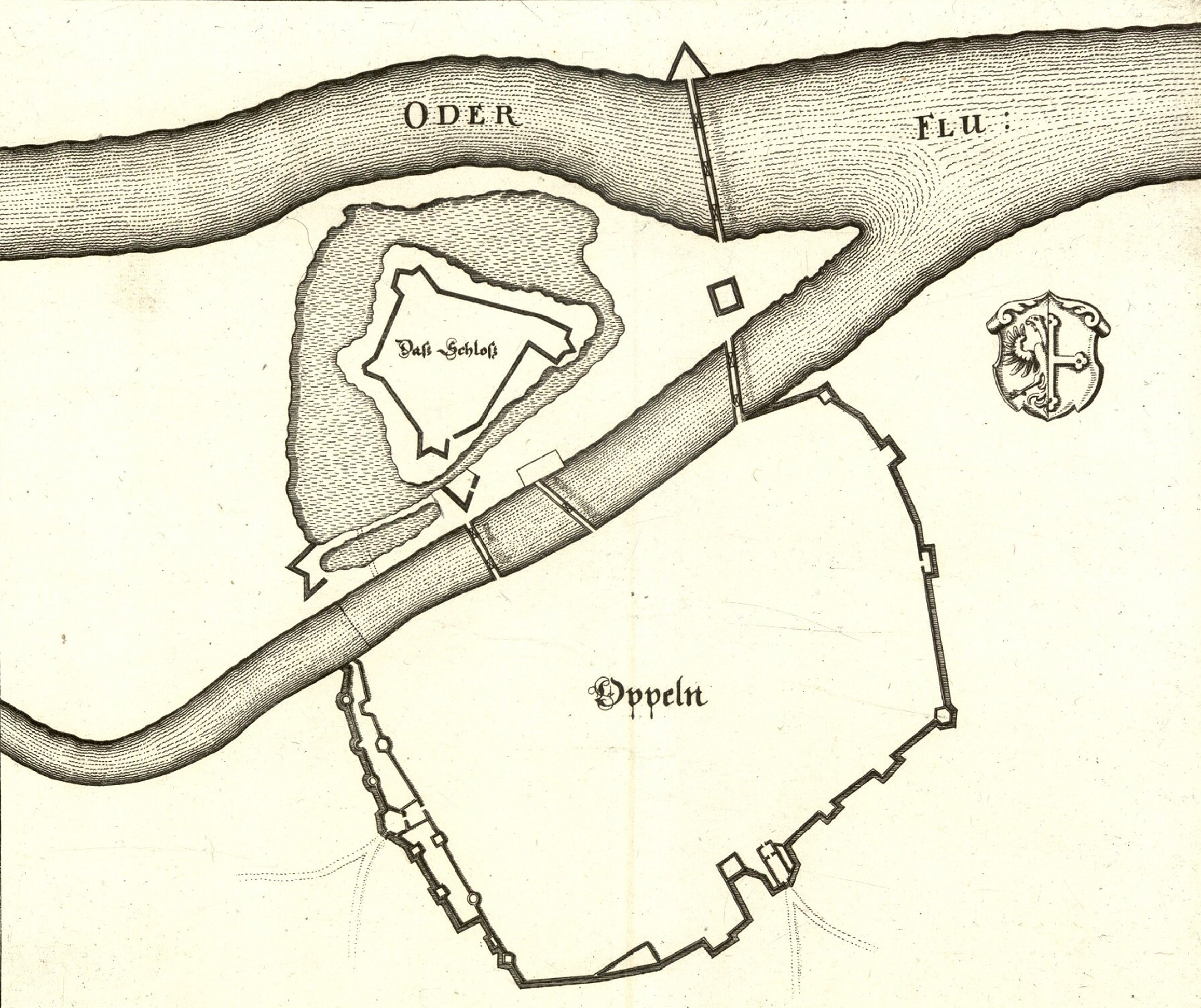
Zarys Opola z XVII wieku

W 1474 nastąpiło oblężenie Opola przez wojska polskiego króla Kazimierza IV Jagiellończyka, za poparcie udzielone przez Mikołaja I opolskiego królowi węgierskiemu Maciejowi Korwinowi. Od 1526 księstwo opolsko-raciborskie wraz z Opolem, Raciborzem, Prudnikiem, Gliwicami, Żorami i Koźlem znajdowało się pod panowanie Monarchii Habsburgów. Po śmierci ostatniego Piasta opolskiego Jana II Dobrego w 1532 cesarz Ferdynand I Habsburg oddał Opolszczyznę na 20 lat we władanie Hohenzollernom z linii ansbachskiej, a następnie księstwo przeszło pod bezpośrednie rządy habsburskie. W 1552 królowa węgierska Izabela Jagiellonka (córka króla polskiego Zygmunta I Starego i Bony Sforzy) została nową władczynią Opola, jako lenniczka cesarza Ferdynanda I Habsburga.
W 1565 z Opola została wypędzona ludność żydowska. W 1600 w wyniku wielkiej powodzi Odra przeniosła swój nurt na zachodni brzeg Pasieki. 28 sierpnia 1615 pożar zniszczył dużą część miasta. Zniszczony został wówczas Zamek Górny, z którego do dziś pozostała jedynie wieża. Opole w 1632 zostało zdobyte przez oddziały saskie i szwedzkie. Okupacja trwała dwa lata i kosztowała miasto blisko 10 tys. florenów. W 1645 wraz z całym księstwem opolsko-raciborskim przeszło, tytułem zastawu, we władanie polskiej dynastii Wazów.
W 1655 król polski Jan II Kazimierz Waza wraz z małżonką i całym dworem przybył do Opola, chroniąc się przed najazdem szwedzkim na Rzeczpospolitą. Po otrzymaniu wieści o przełomowym zwycięstwie pod Krosnem (7 grudnia 1655), król wyruszył 18 grudnia 1655 z Opola przez Śląsk, Lubowlę (27 grudnia), Biecz, Nowy Żmigród, Duklę i 3 stycznia 1656 przybył do Krosna. Po spłaceniu sum zastawnych w 1666 Habsburgowie odzyskali Opole i księstwo opolsko-raciborskie.

### XVIII–XX wiek

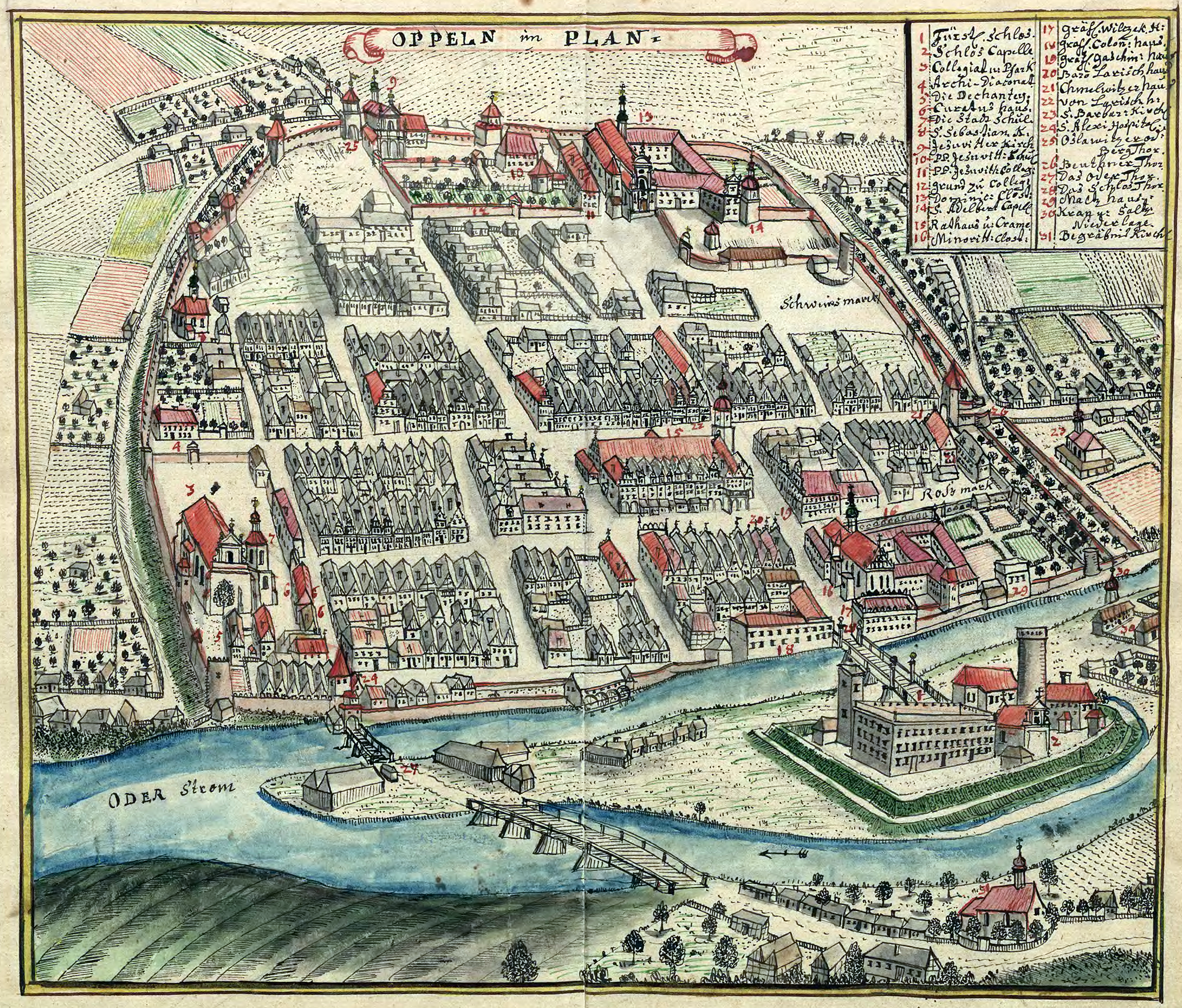
Rysunek Opola z XVIII w. autorstwa Friedricha Bernharda Wernera

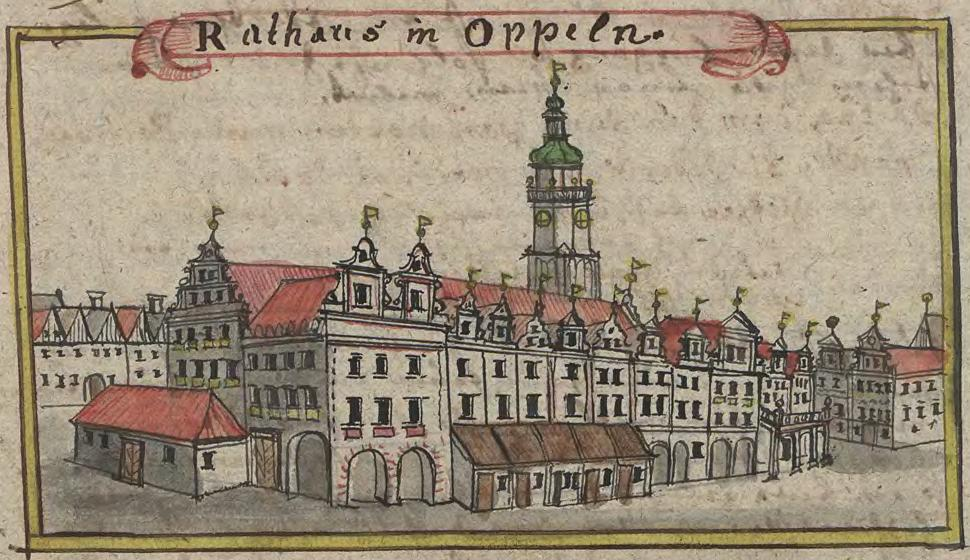
Rysunek ratusza w Opolu w XVIII w. autorstwa Friedricha Bernharda Wernera

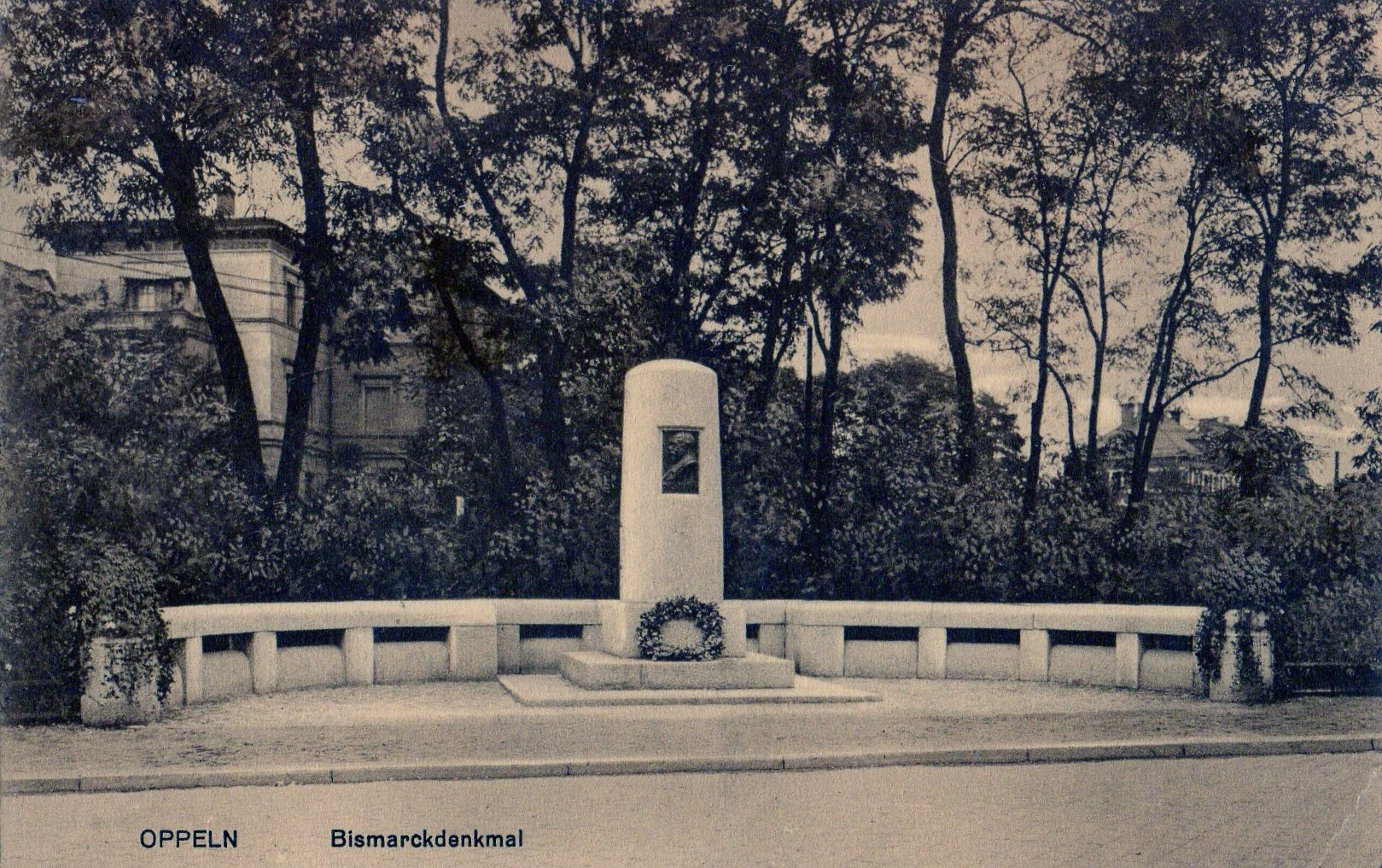
Pomnik Ottona von Bismarcka na dawnej pocztówce

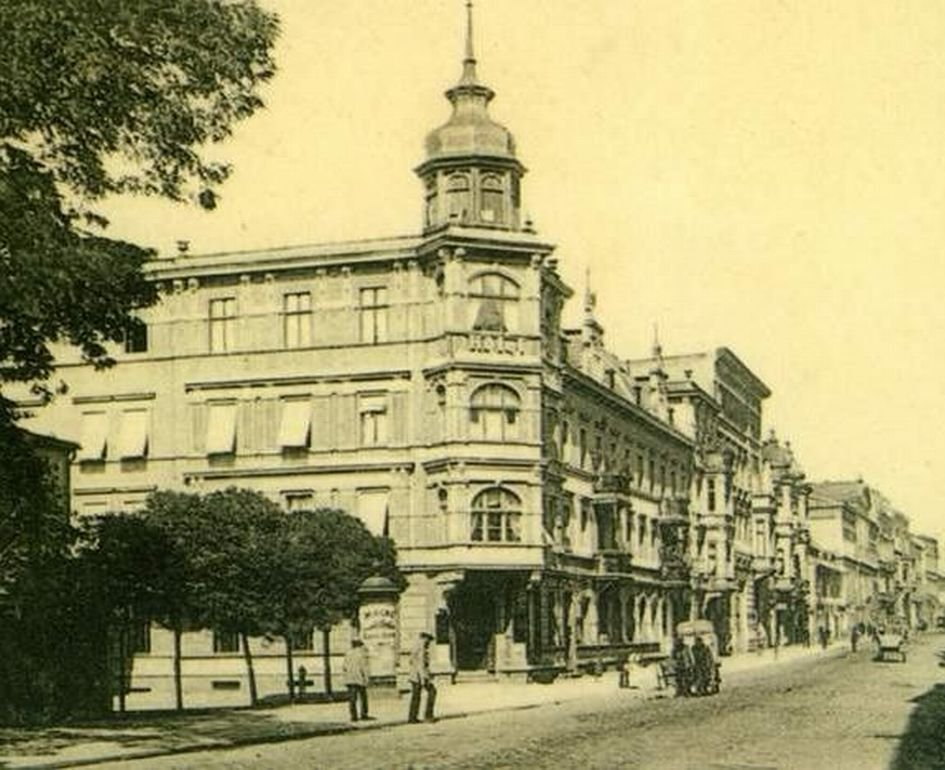
Hotel „Deutsches Haus” przy ul. Krakowskiej (1903)

W XVIII wieku Opole podlegało inspekcji podatkowej w Prudniku. W wyniku wybuchu trzech wojen śląskich pomiędzy państwem Habsburgów oraz Królestwem Prus do Opola wkroczyły wojska pruskie. Po pokoju wrocławskim w lipcu 1742 roku, kończącym I wojnę śląską, miasto wraz ze Śląskiem znalazło się w granicach Prus. Po niespełna dwustu latach przerwy pierwsza rodzina żydowska osiedla się w mieście. Wówczas Opole było trzecim pod względem wielkości miastem Górnego Śląska, zaraz po Prudniku i Raciborzu.
W latach 1756–1763 w czasie wojny siedmioletniej miasto zdobywali dwukrotnie Austriacy (1757, 1762) i Rosjanie (1761). Pokój w Hubertsburgu pozostawił Opole pod panowaniem pruskim, kolejna zmiana przynależności państwowej Opola i Górnego Śląska. W 1807 podczas wojen napoleońskich do miasta wkroczyli sprzymierzeńcy Francuzów – Bawarczycy, a później załoga francuska (opuściła Opole w lipcu 1808 roku).
W 1812 powstała samodzielna gmina żydowska, która w 1821 założyła pierwszy żydowski cmentarz. W 1815 Opole zostało stolicą rejencji opolskiej, jednostki administracyjnej, obejmującej cały pruski Górny Śląsk. W mieście powstał urząd rejencji (niem. Regierungsbezirk Oppeln), jeden z 4 w prowincji śląskiej. Pierwsza biblioteka publiczna w mieście powstała w 1824. W 1828 zaczęła ukazywać się urzędowa gazeta miejska „Stadtblatt für Oppeln”, przemianowana później na „Oppelner Stadtblatt”. W 1843 do Opola dotarła pierwsza na Śląsku linia kolejowa z Wrocławia.

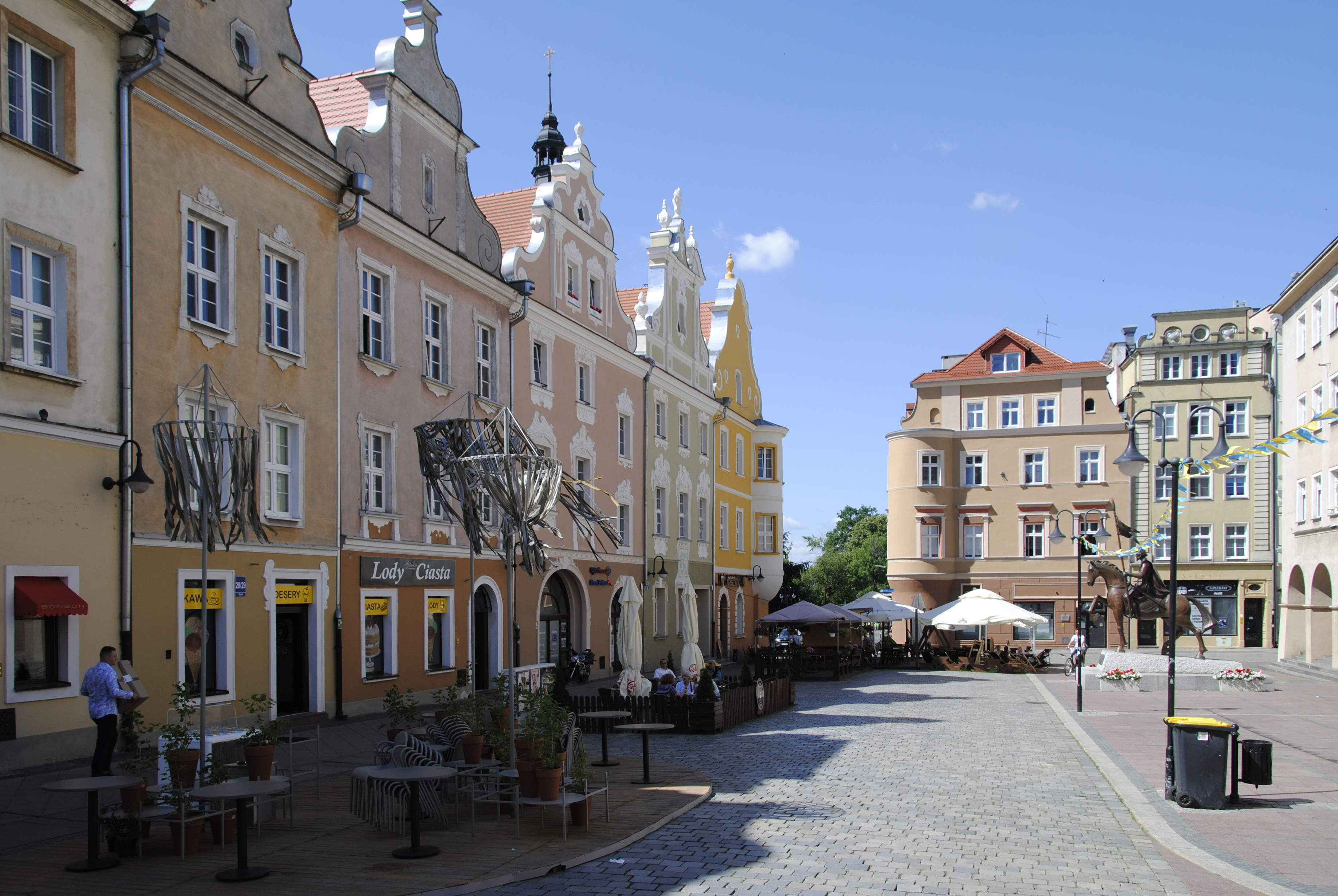
Rynek w Opolu

Od stycznia 1849 do września 1850 biskup Bernard Bogedain wydawał w Opolu „Gazetę Wiejską dla Górnego Śląska”. Została ona założona w celu powstrzymania radykalizacji mas ludowych w okresie Wiosny Ludów. W 1862 zbudowana została gazownia miejska, dzięki której Opole zostało oświetlone przez 140 gazowych latarni ulicznych. Od 1864 ukazywał się najstarszy periodyk niemiecki w Opolu, początkowo jako „Wochenblatt für Stadt und Land”, od 1890 r. jako dziennik „Oppelner Zeitung”. Od września 1881 Jan Kasprowicz uczęszczał przez 1 semestr do gimnazjum w Opolu. Wielokrotnie odwiedzał też polską gospodę „Harenda” w Czarnowąsach. Od 1890 do 1922 Bronisław Koraszewski wydawał „Gazetę Opolskią”. W 1897 założył Bank Ludowy, polską placówkę spółdzielczą. W 1899 w granice administracyjne miasta przyłączony został Zakrzów, a Opole stało się siedzibą odrębnego powiatu miejskiego.
W 1908 założono Towarzystwo Łyżwiarskie (Eislaufverein). Jego siedziba znajdowała się przy Stawie Zamkowym w Domku Lodowym, zbudowanym w 1909. W tym samym roku do użytku został oddany dworzec kolejowy Opole Wschodnie (Oppeln Haltepunkt). 27 października 1910 radni Opola zdecydowali się utworzyć park miejski na Wyspie Bolko, wykarczowano więc w większości las, pozostawiono najokazalsze dęby (m.in. Dąb Piastowski o obwodzie 410 cm i wieku 400 lat), buki i graby. Posadzono wiele nowych krzewów i drzew, wytyczono aleje i tarasy widokowe.
W 1911 przed głównym gmachem poczty postawiono pomnik Ottona von Bismarcka, a Franciszek Ksawery Kurpierz rozpoczął wydawanie gazety „Nowiny”, od 1922 ukazującej się jako „Nowiny Codzienne”. W 1913 został otwarty port rzeczny w Zakrzowie. Podczas I wojny światowej żołnierze z 4. Górnośląskiego Pułku Piechoty nr 63 walczyli na wszystkich frontach: w Lotaryngii, Szampanii, Flandrii, na wschodzie w okolicach Dyneburga, w Tyrolu Południowym, nad Piawą.

### Dwudziestolecie międzywojenne

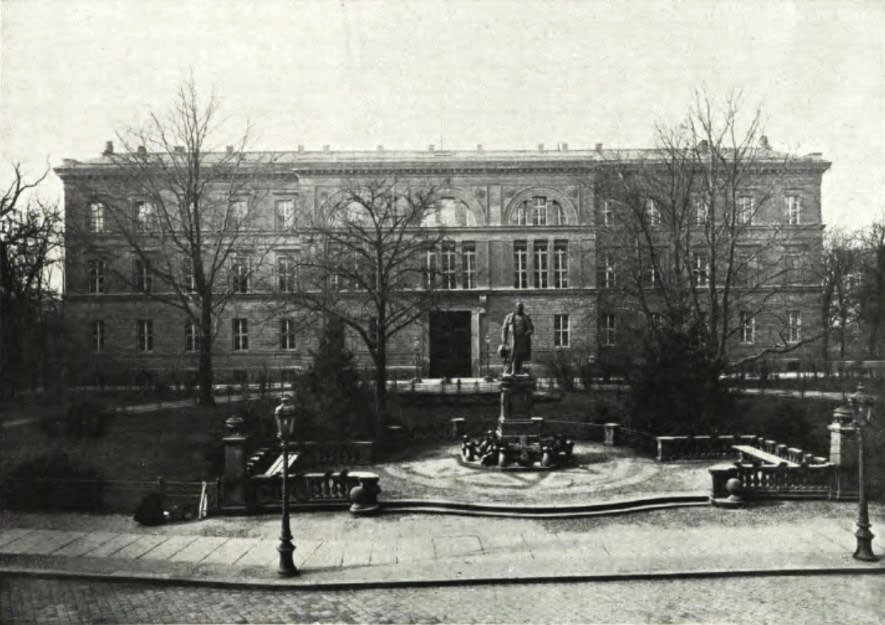
Nieistniejący budynek Rejencji Opolskiej w Opolu – siedziba Komisji Międzysojuszniczej

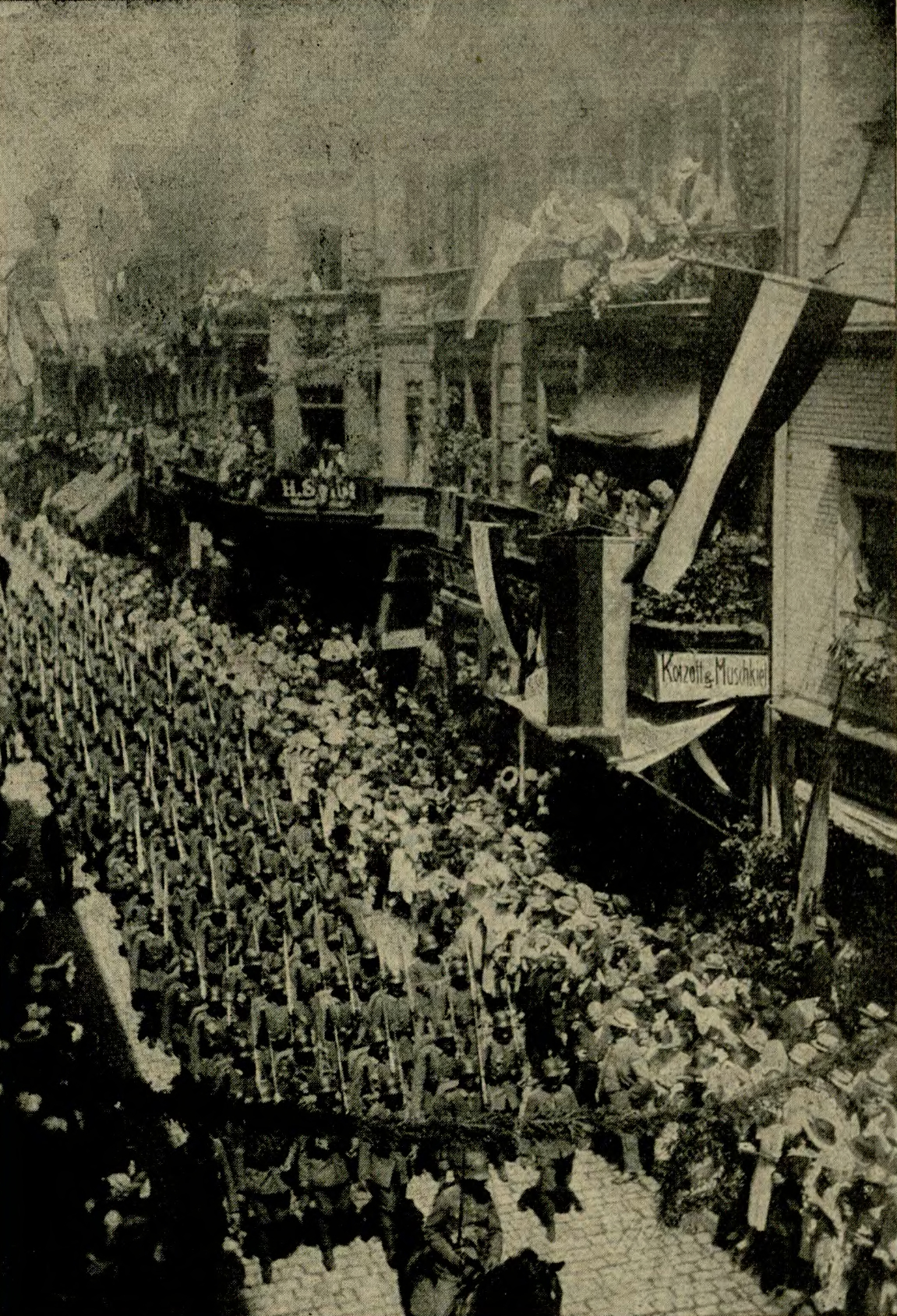
Uroczyste wejście Reichswehry do Opola (1921)

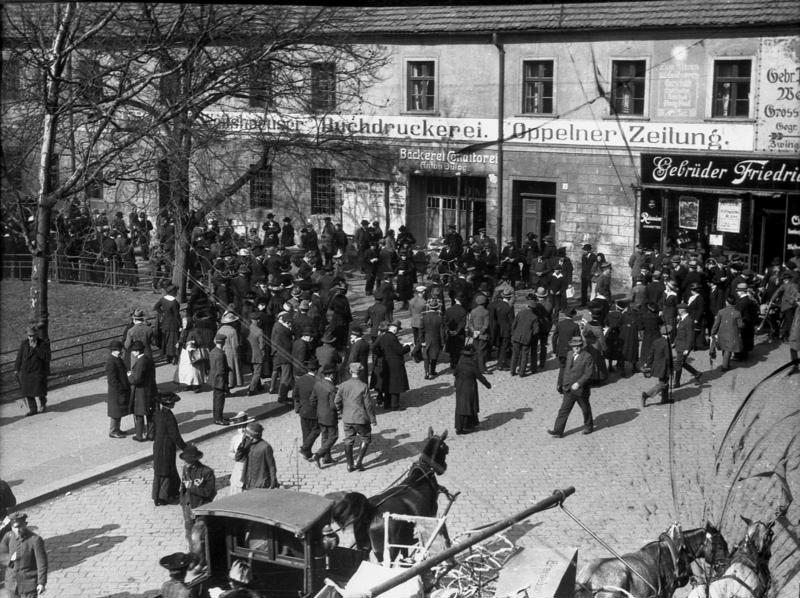
Oczekiwanie na wyniki głosowania plebiscytu górnośląskiego na Placu Wolności w Opolu

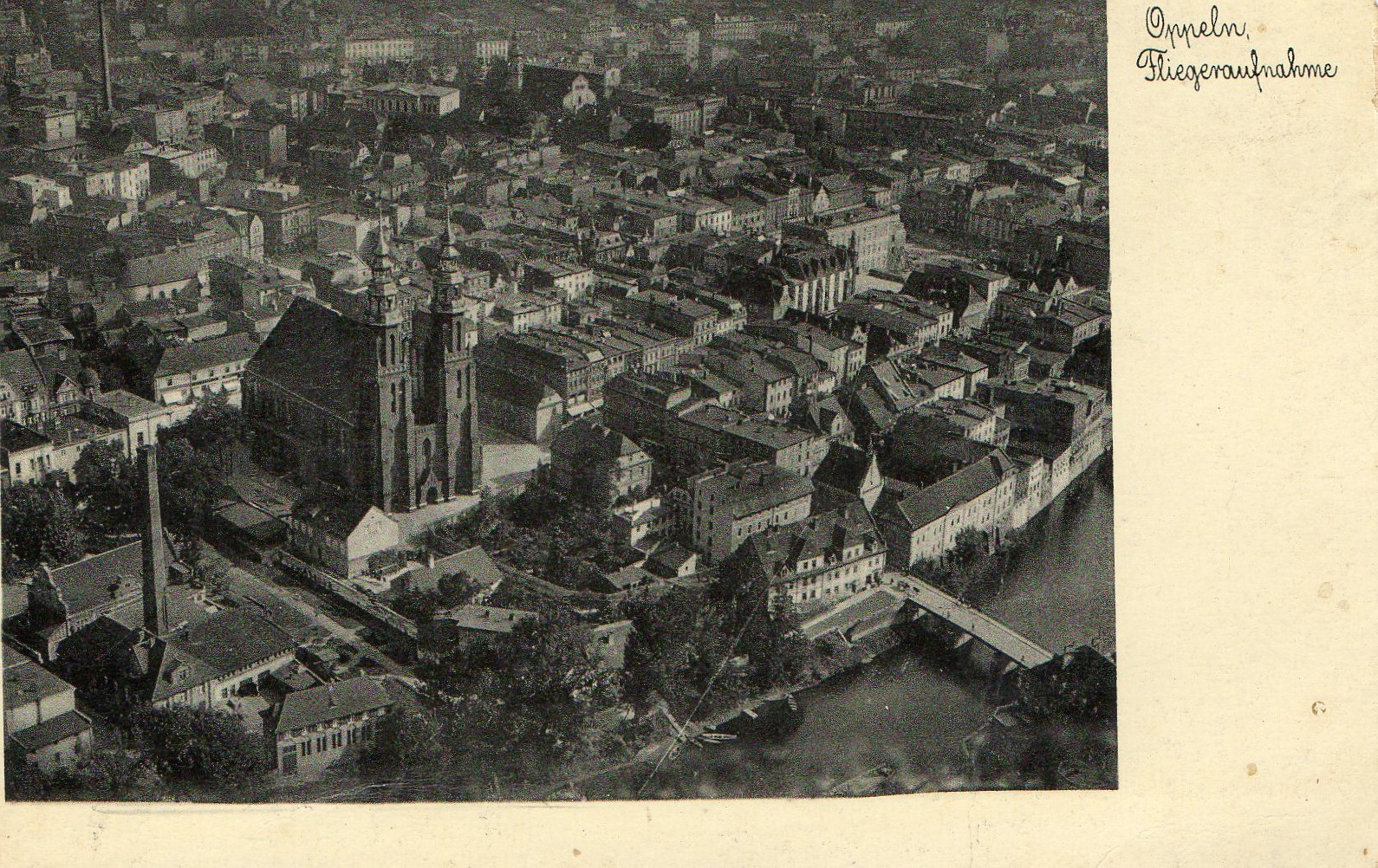
Zdjęcie lotnicze Opola (1934)

Podczas rewolucji listopadowej po manifestacji na Rynku utworzona została rada garnizonowa i rada robotnicza (przekształcona później w Radę Ludową). Obok nich powstały też polskie rady ludowe, nieuznane przez Centralną Radę Ludową we Wrocławiu.
W 1920 w mieście z inicjatywy Szymona Koszyka powstało Towarzystwo Skautów Opolskich, które podporządkowało się wkrótce Związkowi Harcerstwa Polskiego w Niemczech. W 33 regionalnych kołach m.in. w Grudzicach, Gosławicach, Szczedrzyku organizacja skupiała kilkuset członków. Działała do 1939. W związku z przygotowaniami do plebiscytu górnośląskiego do Opola przybyła Międzysojusznicza Komisja Rządząca i Plebiscytowa w składzie: gen. Henri Le Rond (przewodniczący), płk Harold Percival i gen. Alberto De Marinis. Od 1 kwietnia 1920 do 1922 roku w budynku Banku Rolników przy dzisiejszej ul. Książąt Opolskich działał Konsulat Generalny Rzeczypospolitej Polskiej. 25 kwietnia 1920 odbyła się wielka manifestacja ludności polskiej na Zaodrzu przeciw antypolskiej działalności administracji i policji niemieckiej, w której ludność domagała się rozwiązania Sipo. Demonstracja została spacyfikowana przez niemieckie bojówki. 28 kwietnia do Opola przybył Wojciech Korfanty co spowodowało kolejne antypolskie rozruchy w mieście. Niemieckie bojówki zerwały godło państwowe z gmachu konsulatu RP, zaatakowały drukarnię „Gazety Opolskiej”. Do akcji weszły francuskie wojska, które ochroniły przed zniszczeniem siedzibę założonego przez Bronisława Koraszewskiego opolskiego oddziału Banku Ludowego.
Podczas plebiscytu na Górnym Śląsku w 1921 w Opolu za przyłączeniem do Polski głosowało 1098 osób, a za pozostaniem w Niemczech – 20816. Wśród głosujących było 25% tzw. emigrantów plebiscytowych (ściągniętych na tereny plebiscytowe w celu podniesienia końcowego rezultatu; wniosek o prawo głosu dla emigrantów złożyła Polska, ale w praktyce znaczna większość z nich głosowała na Niemcy). Walki III powstania śląskiego nie toczyły się w okolicy miasta. Po decyzji Rady Ambasadorów i podziale obszaru plebiscytowego Opole pozostało w granicach Rzeszy Niemieckiej. W 1922 do miasta wróciła administracja niemiecka i garnizon wojskowy. Opole zostało siedzibą władz rejencji i zarazem prowincji górnośląskiej (do 1938 roku). W latach 1923–1933 obowiązki landrata pełni Michael Graf von Matuschka – ostatni nienazistowski starosta Opola, oskarżony później o udział w zamachu na Adolfa Hitlera.
W 1928 zburzono Zamek Piastowski na Pasiece. Wskutek emigracji do Palestyny społeczność żydowska w Opolu liczyła jedynie 430 osób (w 1922 mieszkało w mieście około tysiąca Żydów). 28 kwietnia 1929 do Opola po raz pierwszy przyjechał polski teatr (Teatr Polski z Katowic). W sali ratusza wystawił operę Stanisława Moniuszki Halka. Po przedstawieniu artyści zostali pobici przez niemieckie bojówki.
W 1931 do Opola przeniesiony został z Bytomia Konsulat Generalny Rzeczypospolitej Polskiej, zlokalizowany w budynku przy dzisiejszej ul. Konsularnej. W 1936 w obszar Opola włączone zostały Szczepanowice i Półwieś.
Podczas nocy kryształowej z 9 na 10 listopada 1938, bojówki hitlerowskie zmusiły rabina Nowej Synagogi przy Hafenstrasse (dzisiejszej ul. Piastowskiej) Hansa Hirschberga do rozlania benzyny wewnątrz świątyni i podpalenia jej. W tym czasie straż pożarna pilnowała, aby ogień nie przeniósł się na sąsiednie budynki. Równocześnie żołnierze Sturmabteilung otoczyli synagogę kordonem, uniemożliwiając wszelkie próby jej ugaszenia. Zniszczono także 13 żydowskich sklepów, pobito rodziny ich właścicieli, po czym nałożono na nich karne kontrybucje. Rozpoczęła się emigracja pozostałej ludności żydowskiej z miasta (głównie do Stanów Zjednoczonych).

### II wojna światowa

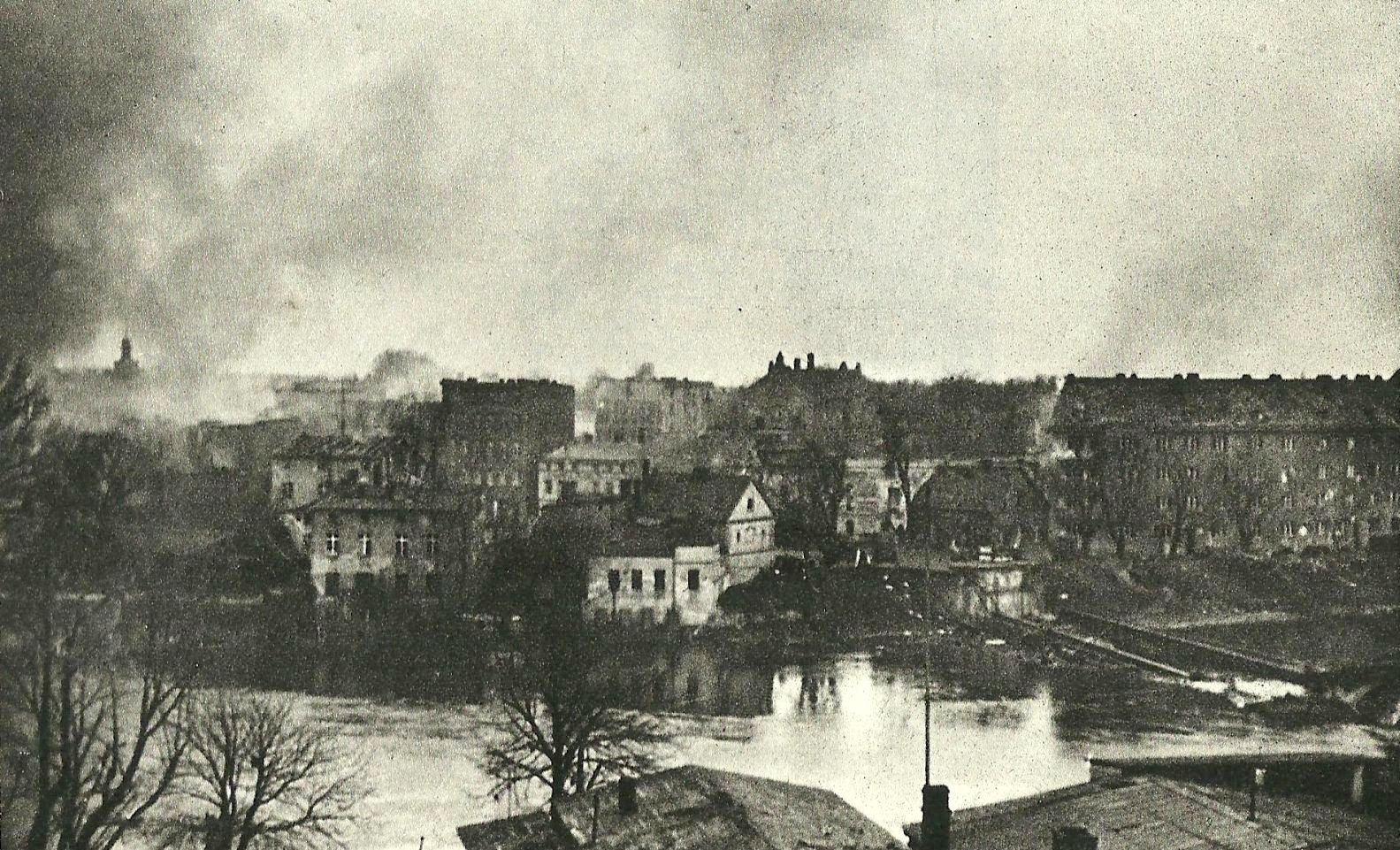
Powojenna panorama Zaodrza. Większość budynków widocznych na zdjęciu zostało zburzonych. Widoczny zerwany Most Stulecia.

W 1939 Opole stało się miejscem koncentracji sił 10 Armii Niemieckiej i kwatery jej dowództwa. Nastąpiło aresztowanie aktywistów Związku Polaków w Niemczech i transporty aresztowanych Polaków z Dworca Głównego do obozów koncentracyjnych Buchenwald i Ravensbrück. W latach 1939–1945 w Opolu funkcjonowały obozy pracy przymusowej i oddziały robocze jeńców wojennych. Liczba mieszkańców wzrosła do ok. 60 tysięcy wskutek napływu migrujących ludzi z bombardowanych rejonów III Rzeszy. Od 1942 do 1943 Żydzi z Opola i okolic, którzy nie zdążyli wyemigrować przed wojną, zostali deportowani do Terezina (KL Theresienstadt) oraz Brzezinki (KL Birkenau).
W 1944 Opole ogłoszone zostało miastem-twierdzą (niem. Festung Oppeln) w związku z krytyczną sytuacją Wehrmachtu na froncie wschodnim i przygotowaniami do obrony na linii Odry. Dowódcą twierdzy został hrabia von Pfeil. 18 grudnia nastąpiło bombardowanie miasta przez lotnictwo amerykańskie. Celem był dworzec główny (bomby spadły na pola Zaodrza) oraz mosty. Przeprawy nad Odrą ocalały, bomby spadły na budynki na dzisiejszym placu Józefa Piłsudskiego, budynek sądu oraz hotel przy dzisiejszej ulicy Marii Konopnickiej, w którym odbywało się wesele.
17 stycznia 1945 komunikaty nadawane w opolskim radiu nakazały ewakuacji kobiet, dzieci i chorych. Trzy dni później wydany został nakaz ewakuacji dla wszystkich mieszkańców. Z dzisiejszego placu Mikołaja Kopernika autobusami odwożono ich na dworzec w Groszowicach, skąd pociągami uciekali w stronę Kłodzka. Pieszo ewakuowano w tę samą stronę więźniów oraz robotników przymusowych z 26 istniejących obozów pracy. W ciągu 4 dni miasto opuściło 58 tys. osób. 21 lub 22 stycznia generał von Pfeil, wobec niemożności utrzymania Opola, popełnił samobójstwo. Dowództwo nad załogą Festung Oppeln, liczącą jedynie 10 tys. obrońców (w tym oddział polskich granatowych policjantów, wycofujących się z Generalnego Gubernatorstwa), przejął generał Fritz Gräser. Anulował on rozkaz obrony miasta do ostatniego żołnierza i nakazał wycofać się za Odrę, na nową linię obrony.
24 stycznia 1945 oddziały 6 Korpusu Pancernego Gwardii 3 Armii Pancernej Gwardii, 15 Dywizji Piechoty Gwardii i 118 Dywizji Piechoty 34 Korpusu Piechoty Gwardii 5 Armii Gwardii oraz 120 Dywizji Piechoty 21 Armii ze składu 1 Frontu Ukraińskiego Armii Czerwonej zdobyły prawy brzeg Opola. Podczas walk zginęło 218 żołnierzy radzieckich. Dochodziło do gwałtów i mordów, głównie na terenach dzisiejszych przedmieść (w prawobrzeżnej części miasta pozostało zaledwie 300–600 mieszkańców). 13 lutego w podopolskich wsiach (m.in. Kolonia Gosławicka, obecnie dzielnica Opola) rozpoczęła się deportacja miejscowej ludności do obozów pracy w Związku Radzieckim. Lewobrzeżna część Opola została obszarem umocnionym pod dowództwem mjra Matthiasa Wensauera. Niemcom udało się utrzymać tę pozycję do marca.

### Polska Ludowa

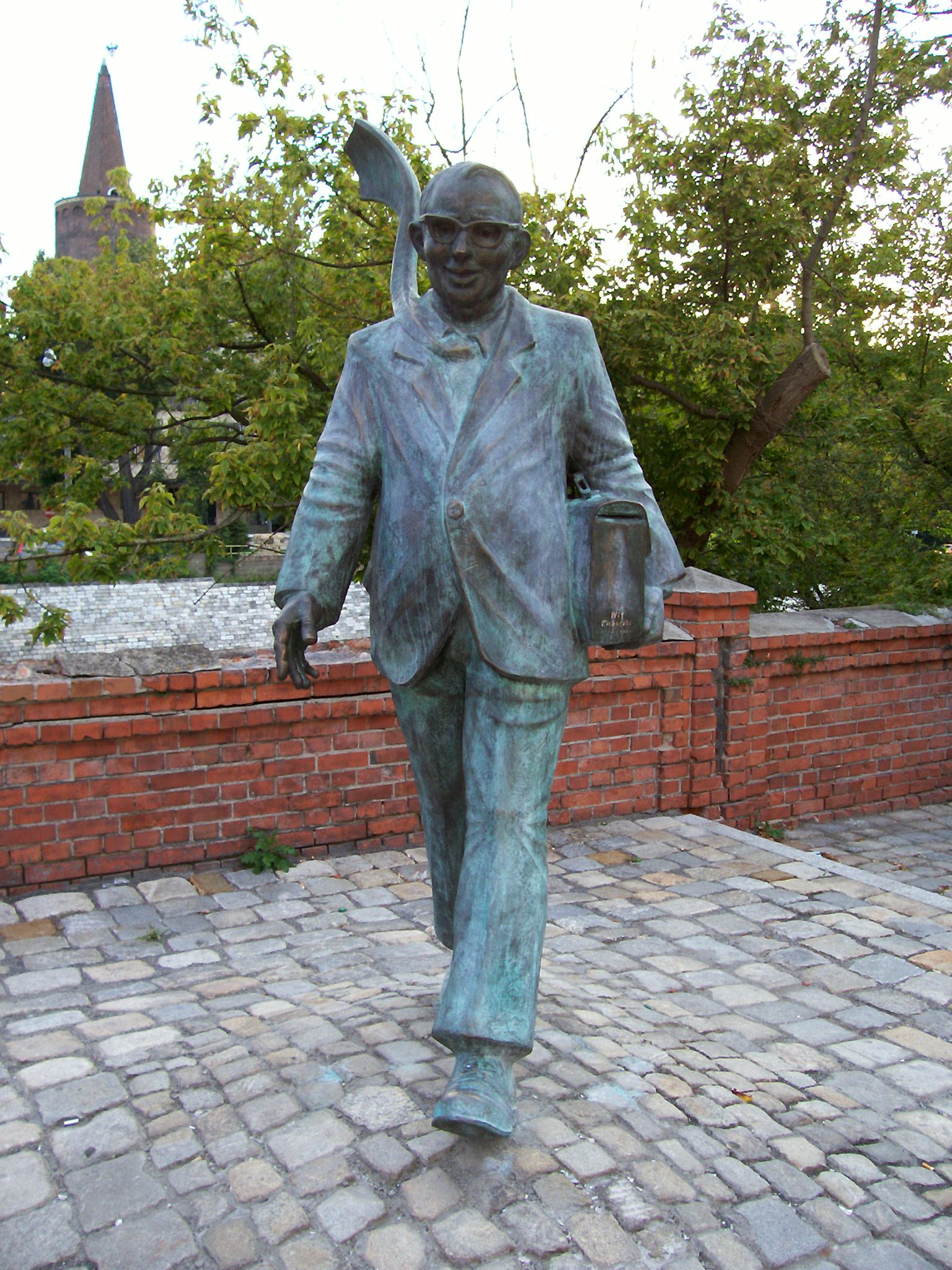
Pomnik Karola Musioła

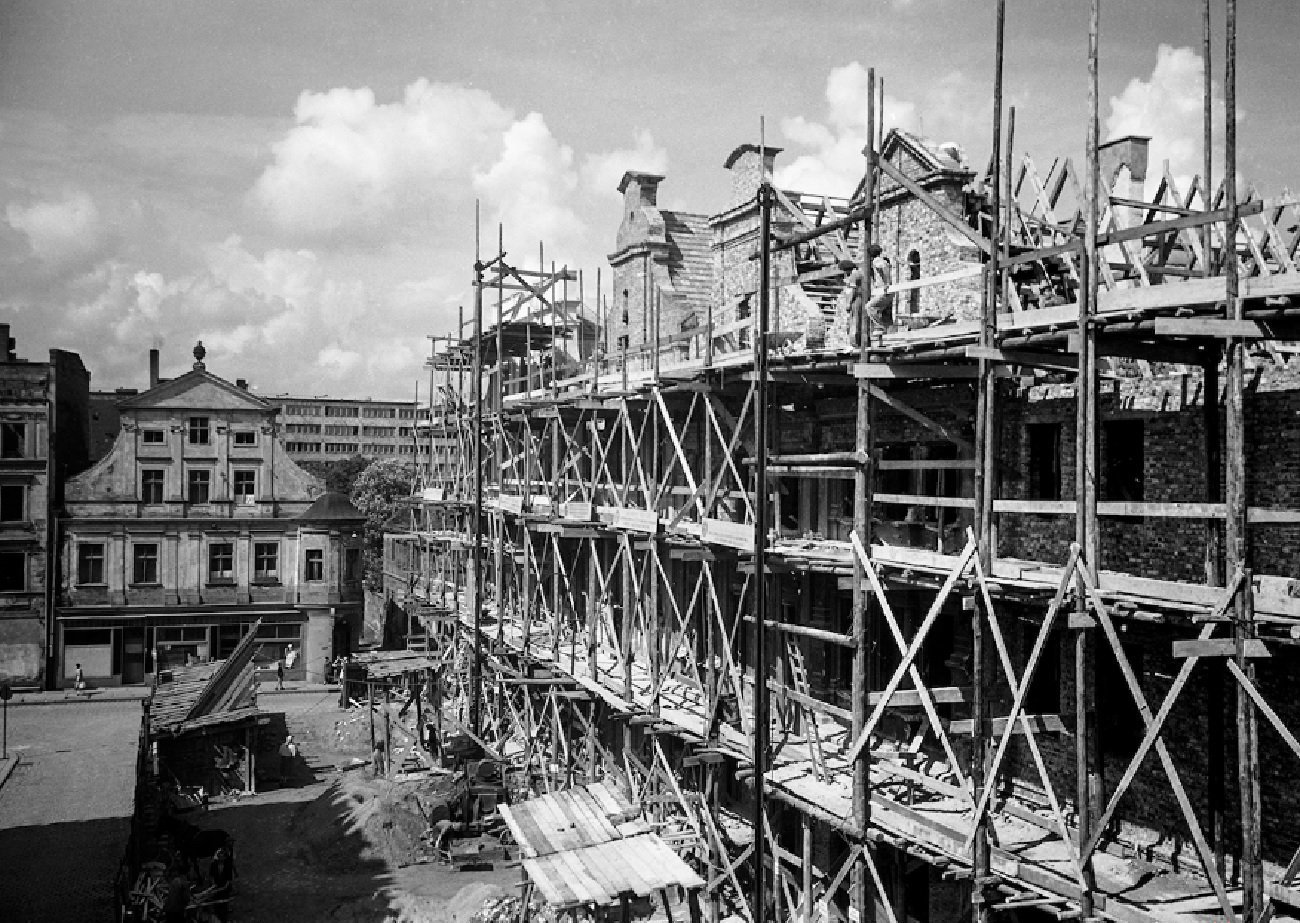
Odbudowa kamienic z północnej pierzei Rynku (lata 1951–1953)

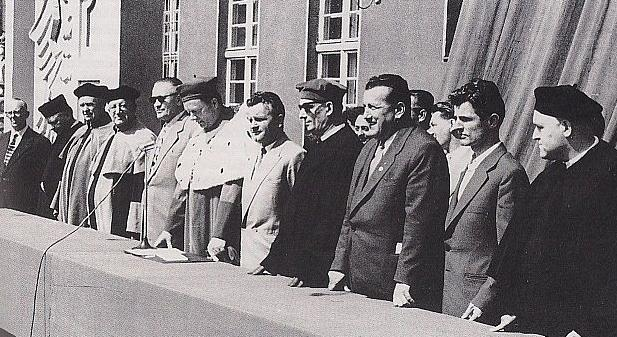
Dożynki w Opolu w maju 1961. Władze państwowe, partyjne i uczelniane przed ratuszem

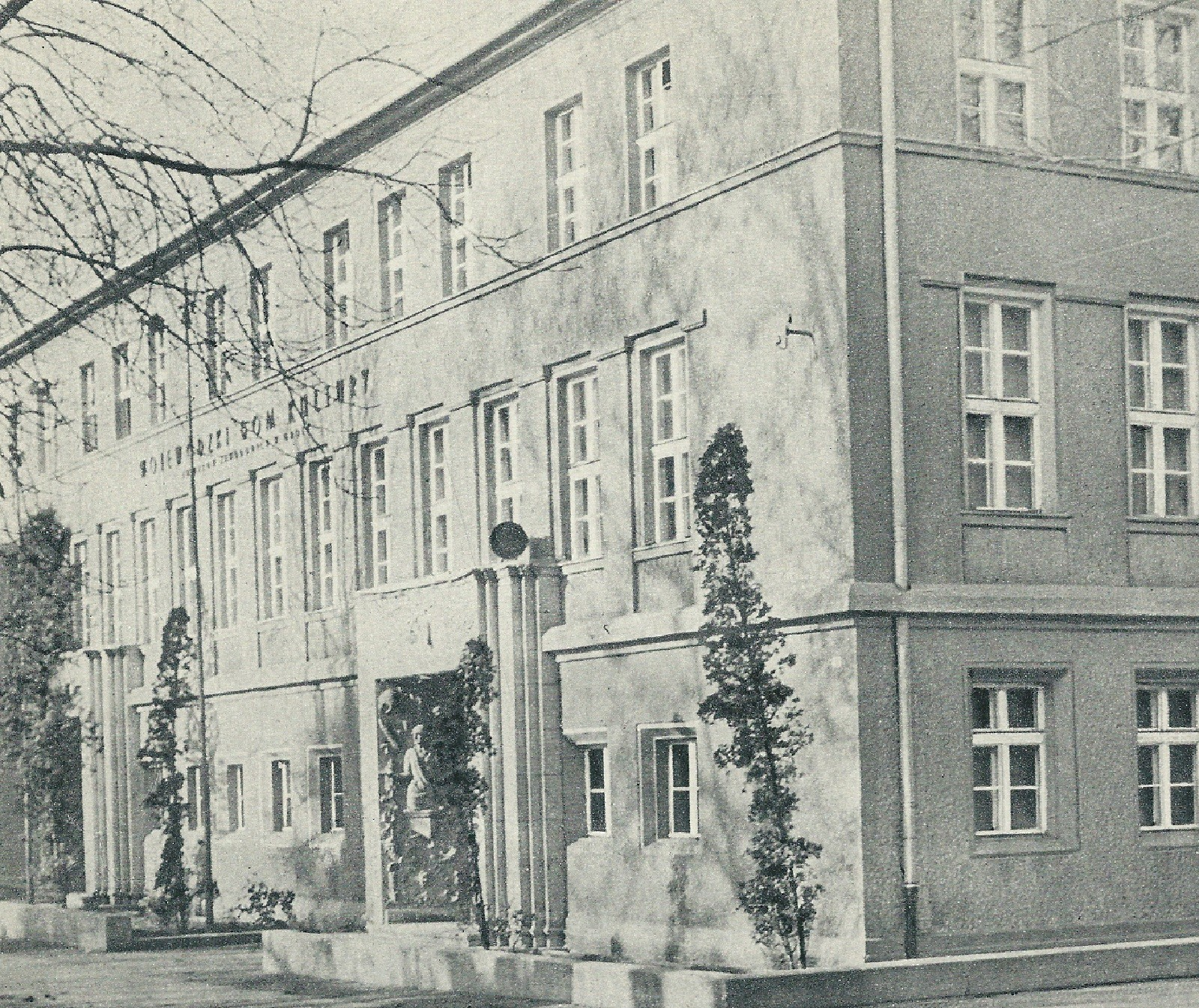
Wojewódzki Dom Kultury (lata 1950–1955)

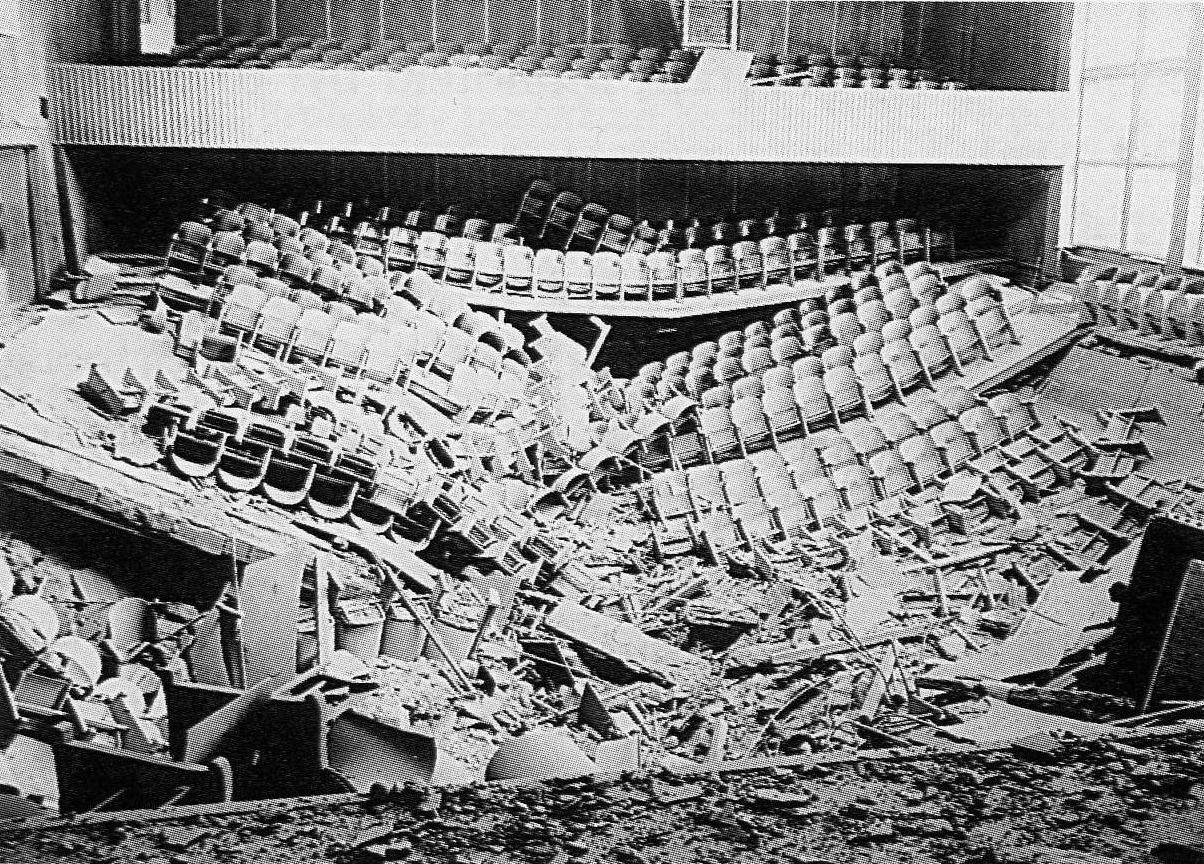
Skutki wybuchu w auli WSP 6 października 1971

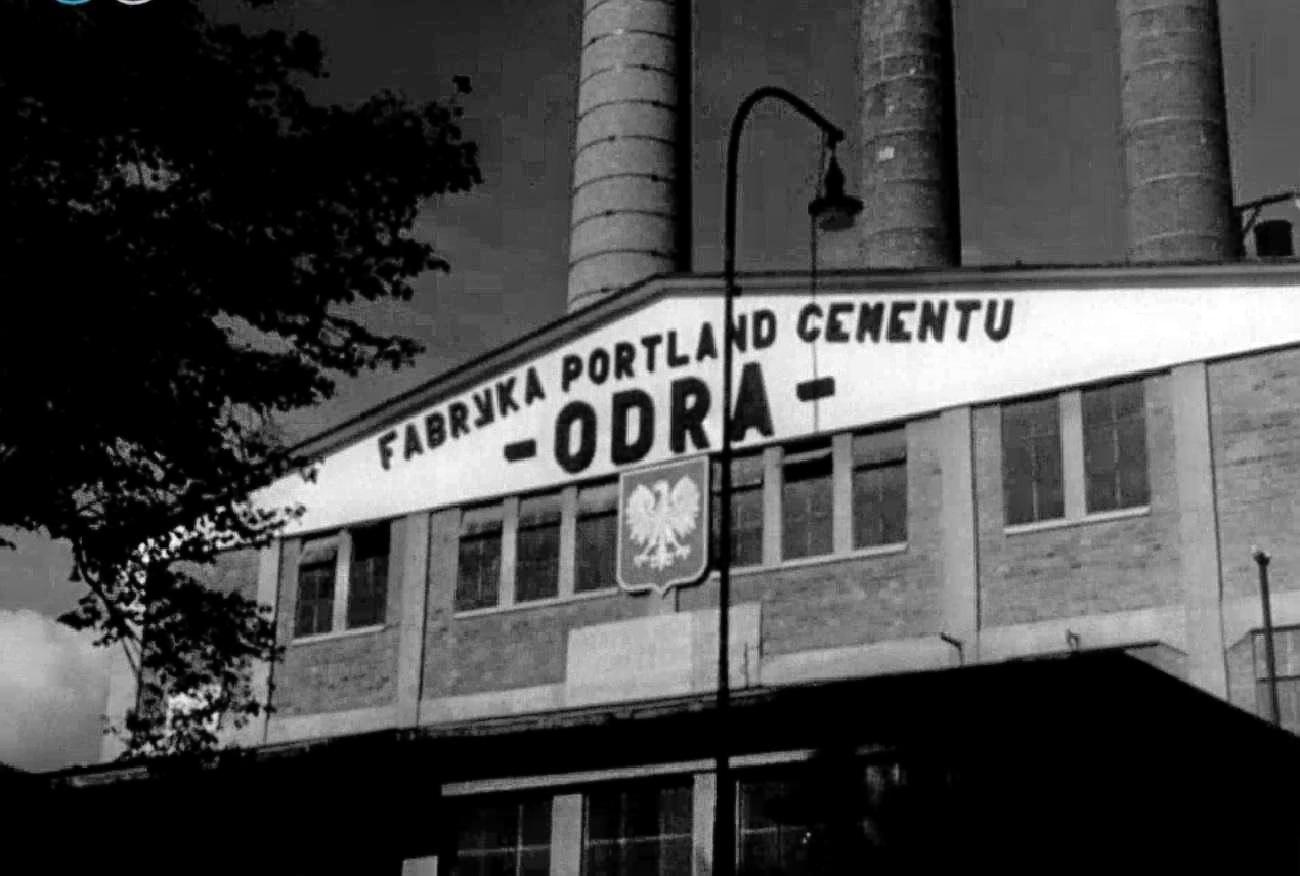
Cementownia „Odra” (1951)

Radziecka komendantura wojenna przekazała władzę polskiej administracji. Do Opola przybyły pierwsze transporty przymusowych polskich wysiedleńców zza Buga. Rozpoczęło działalność Gimnazjum i Liceum Ogólnokształcące im. Mikołaja Kopernika. Opole po raz kolejny zmieniło przynależność państwową razem z zachodnim Śląskiem. Po 610 latach przynależności do państw Pierwszej Rzeszy Niemieckiej i postcesarskich, ponownie zostało włączone w granice państwa polskiego.
6 kwietnia 1945 Ministerstwo Bezpieczeństwa Publicznego utworzyło Centralne Obozy Pracy. Obozy MBP nr 146, 147 i 148, powstałe w Opolu miał status obozów przejściowych, następnie zostały przekształcone w obozy pracy. Przetrzymywano w nich Ślązaków i Niemców oraz byłych członków SS. Do obozu trafiali także powracający do Polski żołnierze armii Andersa, którzy wstąpili do niej po dezercji z Wehrmachtu, do którego wcielono ich wcześniej w ramach volkslisty.
8 kwietnia 1946 odbył się wiec PSL z udziałem Stanisława Mikołajczyka. Zgromadzenie zostało rozpędzono przez UB.15 września 1946 odbyły się Dożynki Śląskie w Opolu z udziałem prezydenta Bolesława Bieruta, wicepremiera i ministra Ziem Odzyskanych Władysława Gomułki oraz wojewody śląsko-dąbrowskiego Aleksandra Zawadzkiego. Z całego kraju przybyło ok. 300 tysięcy delegatów. Jesienią 1946 powstało Koło Akademików Opolan w Poznaniu – jedyne w tym czasie stowarzyszenie opolskich studentów studiujących na wyższych uczelniach Polski, władze zakazały utworzenia oddziałów tej organizacji we Wrocławiu, Krakowie i innych miastach.
W 1947 otwarto Miejską Bibliotekę Publiczną i powołano Komitet Badań Prehistorycznych (w maju 1955 przekształconego w Opolskie Towarzystwo Przyjaciół Nauk). 9 maja 1948 otwarto Gimnazjum i Liceum Repolonizacyjne. W 1949 oddano do użytku odremontowany budynek teatru przy ul. 24 Marca (obecnie ul. Wolfganga Amadeusza Mozarta). Przy dużej scenie PTZO powstał teatr lalek. Rozpoczęła się również odbudowa dawnego szpitala św. Wojciecha przy pl. Armii Czerwonej (obecnie pl. Mikołaja Kopernika). W latach 1949–1965 w Opolu i Prudniku stacjonował 15 Pułk KBW Ziemi Opolskiej. W 1950 Opole stało się siedzibą nowo powstałego województwa opolskiego. 22 lipca 1951 r. uruchomiono cementownię Odra. W 1952 powołano Opolską Orkiestrę Symfoniczną (we wrześniu 1972 r. przemianowana na Filharmonię Opolską im. Józefa Elsnera) i Zespołu Pieśni i Tańca „Opole”. 1 stycznia ukazał się pierwszy numer „Trybuny Opolskiej” – wówczas organ PZPR. 18 czerwca otwarto ekspozyturę Polskiego Radia w Opolu. 22 lipca otwarto Wojewódzki Dom Kultury. 26 lipca 1953 zmarł w Opolu Stanisław Wasylewski, pisarz, autor pracy Na Śląsku Opolskim.
1 października 1954 odbyła się inauguracja roku akademickiego w przeniesionej z Wrocławia do Opola Wyższej Szkole Pedagogicznej. 16 sierpnia 1955 utworzono oddział opolski Związku Literatów Polskich, na czele którego stanął Rafał Urban z Głogówka. W 1956 rozpoczęła pracę Rozgłośnia Polskiego Radia w Opolu. W 1960 zorganizowana została I Wiosna Opolska – Festiwal Artystyczny Ziem Zachodnich i Północnych. W 1961 Kolonia Gosławicka została włączona w granice Opola. 26 maja tego samego roku do Opola przybył pierwszy pociąg elektryczny.
W 1963 zorganizowany został I Krajowy Festiwal Piosenki Polskiej w Opolu. 2 maja otwarto krytą pływalnię. W 1964 działalność rozpoczęło Muzeum Martyrologii Jeńców Wojennych w Łambinowicach, z siedzibą dyrekcji w Opolu. W marcu 1968 studenci opolskiej WSP zorganizowali akcję ulotkową na obszarze miasta oraz jednodniowy strajk w proteście przeciw represjom, jakie dotknęły krakowskie i warszawskie środowisko akademickie. W odwecie, powołana przez władze partyjne komisja usunęła z opolskiej uczelni kilkudziesięciu studentów i pracowników. Od pracy dydaktycznej zostali odsunięci broniący studentów prof. Eugeniusz Konik, dziekan Wydziału Filologiczno-Historycznego Wyższej Szkoły Pedagogicznej, doc. dr Władysław Dziewulski, b. dziekan Wydziału Filologiczno-Historycznego, prof. Jan Biernat, dziekan Wydziału Matematyki, Fizyki i Chemii a ze stanowiska rektora został usunięty prof. Maurycy Horn. 20 lipca, podczas uroczystej sesji wojewódzkiej i miejskiej rady narodowej, dokonano otwarcia nowej hali widowiskowo-sportowej – „Okrąglaka”. W 1970 ukazał się pierwszy numer miesięcznika kulturalnego „Opole”, redaktorem pisma był Edward Pochroń. 23 września w Opolu-Bierkowicach otwarto Muzeum Wsi Opolskiej. 14 listopada powołano Opolskie Towarzystwo Kulturalno-Oświatowe.
W nocy z 5 na 6 października 1971 Bracia Kowalczykowie podłożyli ładunek wybuchowy w auli Wyższej Szkoły Pedagogicznej w Opolu. Zniszczeniu uległa aula WSP oraz magazyny biblioteczne. W styczniu 1975 otwarto Teatr im. Jana Kochanowskiego. Od 10 do 20 maja odbywały się I Opolskie Konfrontacje Teatralne – Klasyka Polska. 27 maja 1976 na zebraniu przedstawicieli Opolskiej Spółdzielni Mieszkaniowej Przyszłość podjęto uchwałę powołującą Osiedle im. Związku Walki Młodych. Rozpoczęła się budowa największego opolskiego osiedla mieszkaniowego. 23 września – zmarł bp ordynariusz opolski Franciszek Jop – nowym biskupem został Alfons Nossol.
W 1980 odbył się strajki ostrzegawcze opolskich załóg pracowniczych, m.in. ZPB „Frotex” w Prudniku, FSD w Nysie, Elektrowni Opole, Zakładach Koksowniczych w Zdzieszowicach. 29 września odbyło się spotkanie I sekretarza KW PZPR Józefa Masnego z działaczami MKZ NSZZ „Solidarność”. W czerwcu 1981 powstało Opolskie Towarzystwo Jazzowe z Tadeuszem Pabisiakiem na czele. 15 czerwca w opolskim amfiteatrze zorganizowane zostało spotkanie przewodniczącego NSZZ „Solidarność” Lecha Wałęsy z mieszkańcami Opolszczyzny. W listopadzie i grudniu w opolskich uczelniach WSP i WSI wybuchł strajk studentów związanych z NZS oraz pracowników działaczy „Solidarności”. Trwający ponad 20 dni strajk akademików był najdłuższą tego typu akcją protestacyjną przeprowadzoną w 1981 na Opolszczyźnie.

### III Rzeczpospolita

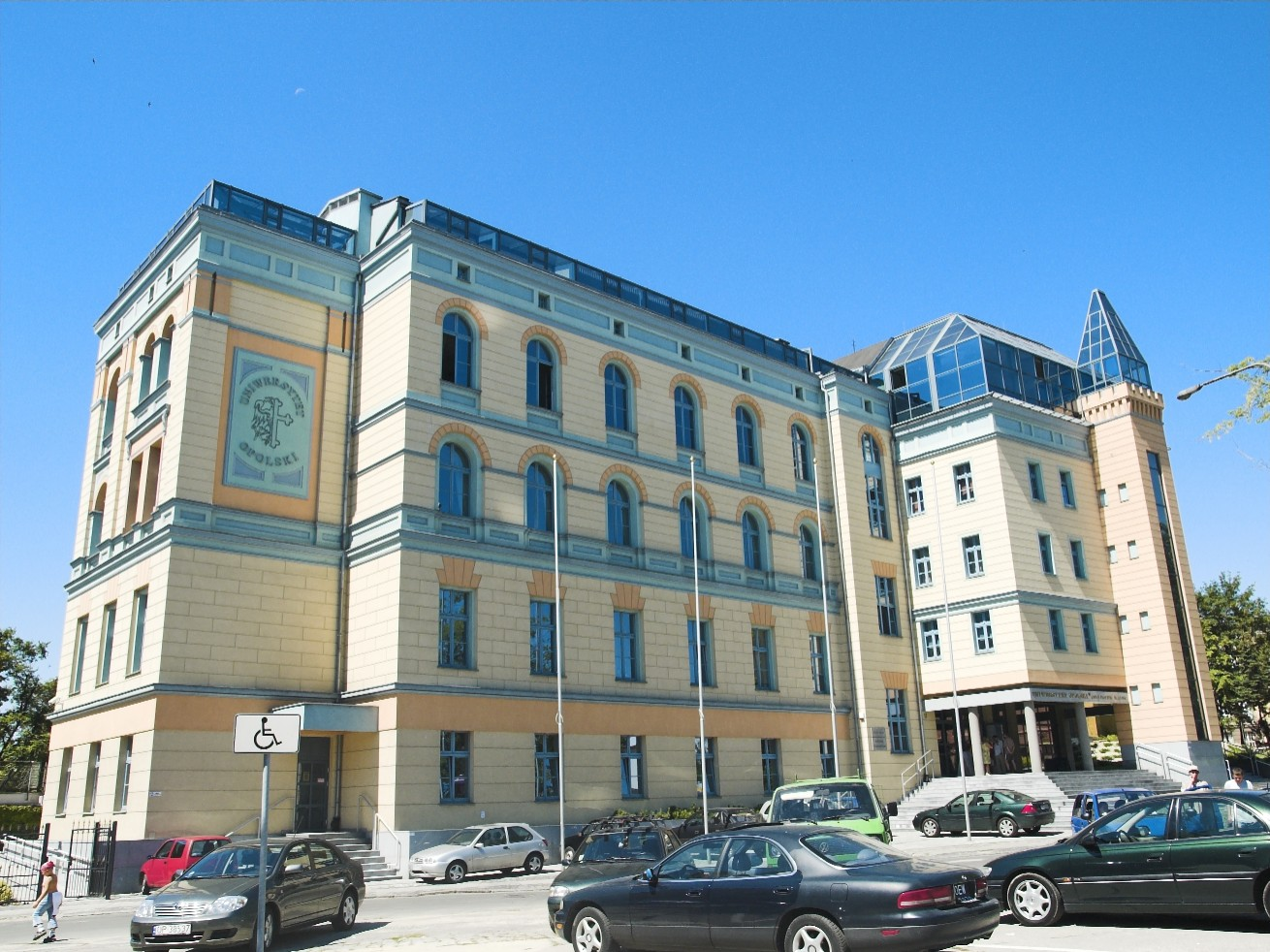
Uniwersytet Opolski

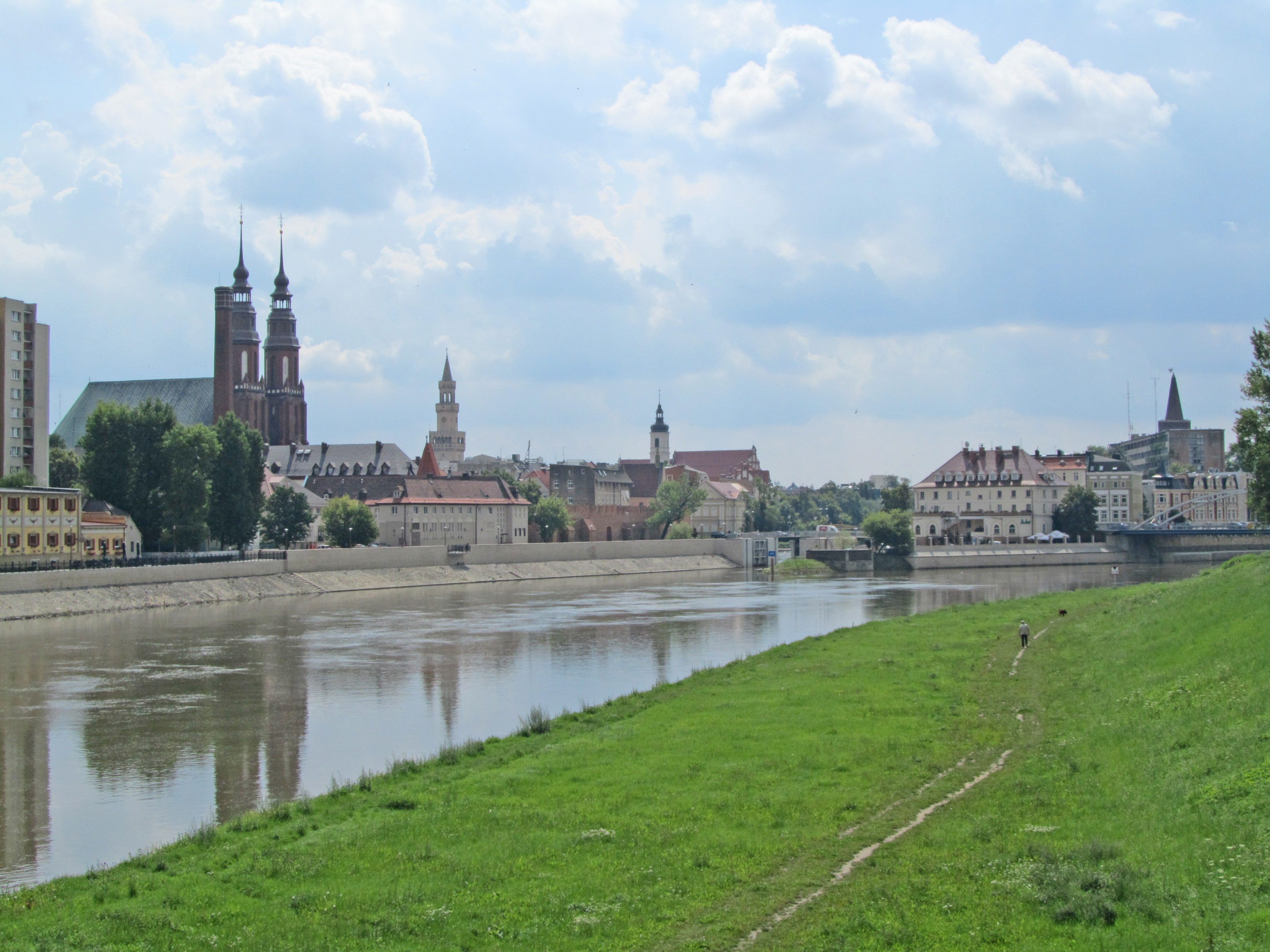
Panorama

W 1990 ukazał się pierwszy numer „Gazety Opolskiej”, której redaktorem naczelnym został Edward Pochroń. W 1992 w Opolu otwarty został wicekonsulat RFN. W 1994 powstał Uniwersytet Opolski z połączenia dawnej Wyższej Szkoły Pedagogicznej im. Powstańców Śląskich oraz Instytutu Teologicznego – Filii KUL w Nysie. 6 maja 1997 w budynku przy ul. Juliusza Słowackiego otwarte zostało Centrum Rehabilitacji dla Dzieci z Porażeniem Mózgowym. 10 lipca Opole oraz wiele miast i wsi Opolszczyzny dotknęła katastrofalna, tragiczna w skutkach powódź. 1 sierpnia rozpoczęło działalność Wojewódzkie Centrum Medyczne w nowych obiektach przy alei Wincentego Witosa. W opolskiej katedrze zamontowane zostały 4,5-tonowe drzwi, odlane w brązie przez opolskiego artystę Adolfa Panitza.
11 stycznia 1998 w obronie zachowania województwa opolskiego na mapie administracyjnej Polski z inicjatywy lokalnych elit samorządowych utworzony został Obywatelski Komitet Obrony Opolszczyzny (OKOOP). 11 marca kilka tysięcy opolan manifestowało pod pomnikiem Bojownikom o Polskość Śląska Opolskiego przeciwko rządowym planom likwidacji województwa opolskiego oraz włączenia go do województwa śląskiego. 16 maja odbyła się uroczystość przekazania Opolu Flagi Honorowej, przyznanej przez Radę Europy za wkład w działanie na rzecz integracji europejskiej. 18 lipca Sejm podjął uchwałę o nowym podziale administracyjnym Polski na 16 województw, z opolskim włącznie, które powiększone zostało o powiat oleski.
17 lutego 1999 w laboratorium kryminalistycznym KWP w Opolu uruchomiono jedną z najnowocześniejszych w kraju pracowni badań genetycznych. Na Targach „Investcity '99” w Poznaniu Opole zdobyło główne nagrody w dwóch (i jedynych) targowych konkursach: na najlepiej przygotowany udział w targach oraz najlepiej zaaranżowane stoisko. Radni Sejmiku Wojewódzkiego wybrali herb ostatniego księcia piastowskiego Jana II Dobrego na herb województwa opolskiego.
W 2000 Opole uhonorowane zostało Plakietą Honorową Rady Europy, przyznaną przez Parlament Europejski za aktywność w podejmowaniu międzynarodowych kontaktów i propagowanie idei nowoczesnej Europy. Po popowodziowym remoncie otwarty został zabytkowy „Dom lodowy”, czyli budynek PTTK przy stawie przy ul. Norberta Barlickiego. W rankingu miast o największym potencjale rozwojowym opracowanym przez Centrum Badań Regionalnych w Warszawie Opole trafiło do ścisłej czołówki miast, plasując się za Sopotem, Poznaniem oraz Krakowem.
W 2004 papież Jan Paweł II odebrał w Watykanie doktorat honoris causa Uniwersytetu Opolskiego. W 2007 w mieście powstała Podstrefa Wałbrzyskiej Specjalnej Strefy Ekonomicznej. W czerwcu Opole w rankingu miesięcznika „Forbes” zajęło 9. miejsce w kategorii miast najatrakcyjniejszych dla biznesu i 3. wśród miast najatrakcyjniejszych dla kapitału zagranicznego. Opole zdobyło 1. miejsce pod względem pozyskanych środków europejskich w przeliczeniu na jednego mieszkańca w rankingu samorządowym opublikowanym 13 lipca przez „Rzeczpospolitą”.
W 2016 doszło do konfliktu wokół rozszerzenia granic administracyjnych Opola. Ostatecznie w 2017 włączono w granice administracyjne miasta 12 sołectw lub ich części z gmin: Dąbrowa, Dobrzeń Wielki, Komprachcice, Prószków.

## Zabytki

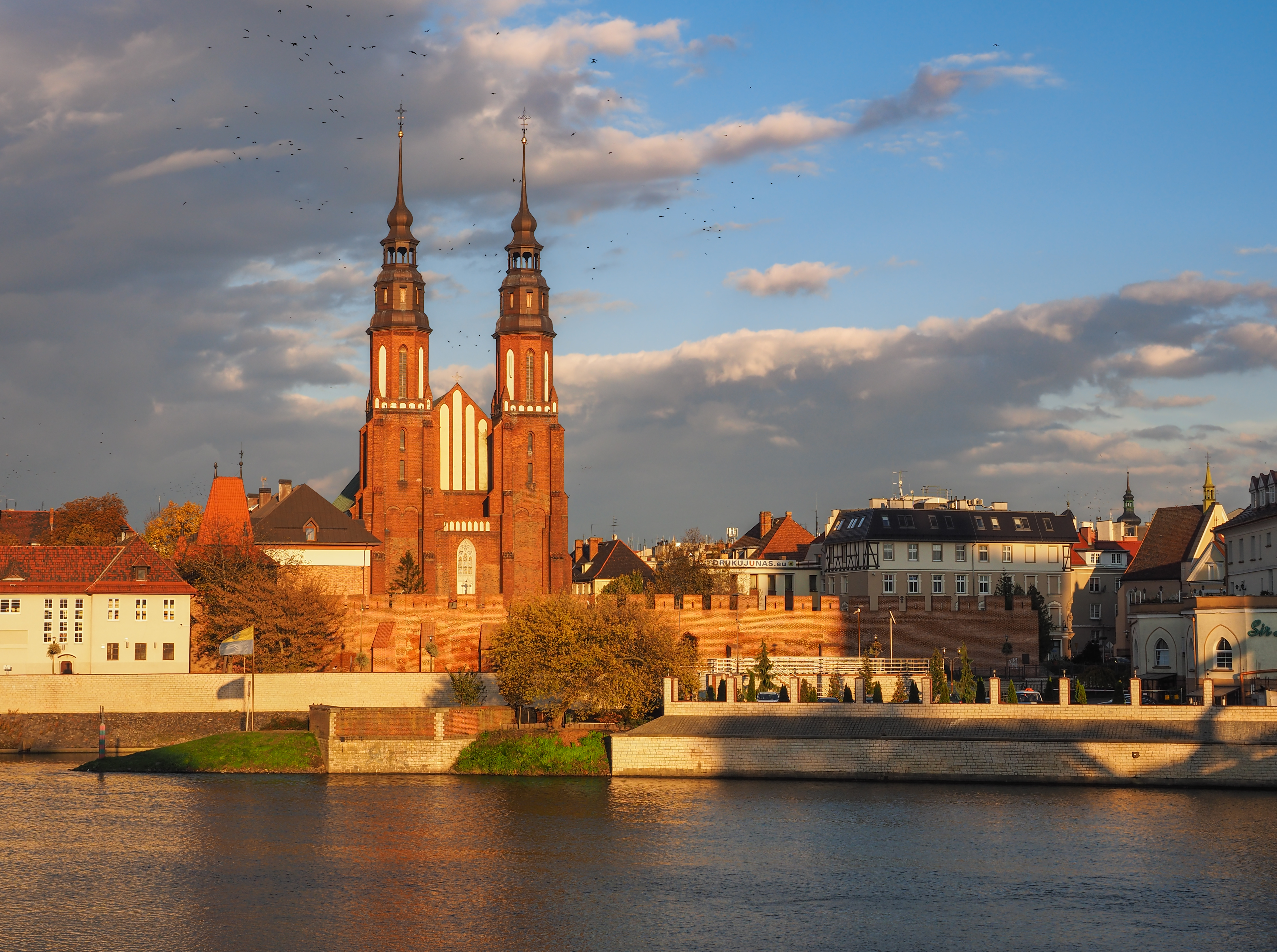
Bazylika katedralna Podwyższenia Krzyża Świętego

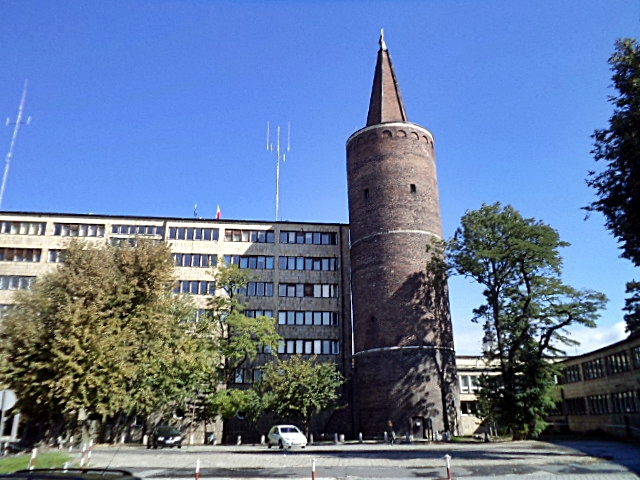
Wieża Piastowska

- Bazylika katedralna Podwyższenia Krzyża Świętego – gotycka świątynia z XV wieku, z dwiema wieżami z 1899 roku o wysokości 73 metrów; stoi w miejscu, w którym ok. 1005 roku Bolesław Chrobry wzniósł drewniany kościół; w podziemiach groby Piastów Śląskich.
- Kościół Świętej Trójcy – halowy kościół z 1309 roku, przebudowany w XVIII i XX wieku, z barokowym wnętrzem; w podziemiach znajdują się groby Piastów Śląskich.
- Kościół Matki Boskiej Bolesnej i św. Wojciecha – najstarsza opolska świątynia (z X wieku), według legendy wzniesiona w miejscu żarliwych kazań św. Wojciecha; w 1739 roku przebudowana w stylu barokowym, w 1875 roku dobudowano wieżę; z racji umiejscowienia nazywany kościołem na górce.
- Kościół św. Sebastiana – wybudowany w 1696 roku jako wotum dziękczynne po wygaśnięciu w 1680 roku epidemii dżumy, w miejscu ówczesnej karczmy, w której zmarła pierwsza ofiara zarazy.
- Kościół św. Aleksego – wzniesiony po 1421 roku z fundacji Jana Kropidły, przebudowany w 1691 r. w barokowym stylu.
- Kościół św. Piotra i Pawła
- Wieża Piastowska – zbudowana ok. 1300 roku jedyna pozostałość po rozebranym w latach 30. XX wieku Zamku Piastowskim; na wysokości 42 metrów znajduje się taras widokowy.
- Wieża Zamku Górnego – pochodząca z końca XIV wieku pozostałość po spalonym w 1615 roku zamku; przebudowana w 1844 roku, obecnie włączona do zabudowań pobliskiej szkoły.
- Ratusz – wzniesiony w 1864 roku i przebudowany w 1936 roku (po zawaleniu się wieży) na wzór florenckiego pałacu Vecchio.
- neogotycka wieża ciśnień – wybudowana w 1896 roku, przy obecnej ul. Oleskiej
- Stara Synagoga przy ul. Szpitalnej, powstała w 1842 roku, obecnie siedziba TVP Opole.
- gmach Poczty Polskiej
- gmach Urzędu Wojewódzkiego
- gmach Dworca Głównego
- pozostałości murów obronnych

## Atrakcje turystyczne
- Katedra Świętego Krzyża
- Kościół Świętej Trójcy z kaplicą piastowską i mauzoleum Piastów Śląskich
- Rynek Starego Miasta
- ul. Krakowska
- fontanną z pomnikiem opolskiej Ceres z 1907 r. na Placu Daszyńskiego
- Plac Wolności
- Pomnik Bojownikom o Wolność Śląska Opolskiego z 1970 (autor: Jan Borowczak)
- zabudowa Starego Miasta
- Most Groszowy (tzw. Zielony Mostek)
- Ogród zoologiczny – jedyne w Polsce uchatki kalifornijskie i jeden z dwóch ogrodów polskich, gdzie są eksponowane goryle
- Aleja Gwiazd Festiwalu Polskiej Piosenki
- Wieża Piastowska
- Amfiteatr
- Opolska Wenecja
- Parafia Matki Boskiej Nieustającej Pomocy w Opolu-Nowej Wsi Królewskiej

## Demografia
Według danych GUS z 31 grudnia 2023, Opole miało 126 077 mieszkańców (1. miejsce w województwie opolskim i 27. w Polsce), powierzchnię 149 km² (1. miejsce w województwie opolskim i 16. miejsce w Polsce) i gęstość zaludnienia 846,15 os./km².

### Liczba mieszkańców miasta
Pod względem liczby ludności Opole jest 27. miastem w kolejności w Polsce. Opole jest też drugim najludniejszym powiatem, powiatem o największej gęstości zaludnienia oraz jedynym miastem na prawach powiatu województwa opolskiego. W 2016 stopa bezrobocia w Opolu wynosiła 4,1% (dane według GUS). Największą populację Opole odnotowało w 1999 – 130 969 mieszkańców. Od tego czasu liczba osób zameldowanych w Opolu na stałe rokrocznie spada.
Mieszkańcy Opola stanowią około 13% populacji województwa opolskiego.
| Opis                              | Ogółem | Ogółem | Kobiety | Kobiety | Mężczyźni | Mężczyźni |
| --------------------------------- | ------ | ------ | ------- | ------- | --------- | --------- |
| jednostka                         | osób   | %      | osób    | %       | osób      | %         |
| populacja                         | 126077 | 100    | 67106   | 53,22   | 58971     | 46,78     |
| gęstość zaludnienia (mieszk./km²) | 846,15 | 846,15 | 450,38  | 450,38  | 395,78    | 395,78    |

Wykres liczby ludności Opola na przestrzeni ostatnich 5 stuleci:

### Pochodzenie
Powojenna ludność Opola w przeważającej mierze była ludnością napływową, choć istniała też spora społeczność autochtoniczna (ok. 23% ludności). Przedwojenni niemieccy mieszkańcy miasta zostali po 1945 roku wysiedleni, a na ich miejsce napłynęli w zdecydowanej większości Polacy. Według prof. Leszka Kosińskiego struktura ludnościowa Opola w 1950 roku pod względem pochodzenia terytorialnego przedstawiała się następująco:
| Pochodzenie                 | Liczba mieszkańców | Procentowo |
| --------------------------- | ------------------ | ---------- |
| Obszary w granicach ZSRR    | 17 574             | 45,69%     |
| Woj. katowickie             | 3 230              | 8,40%      |
| Woj. krakowskie             | 1 937              | 5,03%      |
| Woj. warszawskie z Warszawą | 1 726              | 4,49%      |
| Woj. opolskie               | 1 073              | 2,79%      |
| Woj. rzeszowskie            | 810                | 2,11%      |
| Woj. łódzkie z Łodzią       | 676                | 1,76%      |
| Woj. kieleckie              | 632                | 1,64%      |
| Woj. poznańskie             | 588                | 1,53%      |
| Woj. lubelskie              | 512                | 1,33%      |
| Woj. bydgoskie              | 208                | 0,54%      |
| Woj. białostockie           | 184                | 0,48%      |
| Pozostali                   | 527                | 1,37%      |
| Ludność napływowa ogółem    | 29 677             | 77,16%     |
| Autochtoni                  | 8 787              | 22,84%     |
| Ogółem                      | 38 464             | 100%       |

## Migracje
Imigracja i emigracja w Opolu na przestrzeni 2014-2023 roku:

## Gospodarka
W Opolu funkcjonują zakłady przemysłu materiałów budowlanych, spożywczego, maszyn i urządzeń, branży IT i inne. Opole odnotowuje wysoki przyrost inwestycji bezpośrednich.
W Opolu w roku 2017 w rejestrze REGON zarejestrowanych było 21 966 podmiotów gospodarki narodowej, z czego 13 798 stanowiły osoby fizyczne prowadzące działalność gospodarczą. W tymże roku zarejestrowano 1319 nowych podmiotów, a 1291 podmiotów zostało wyrejestrowanych. Na przestrzeni lat 2009–2017 najwięcej (1 601) podmiotów zarejestrowano w roku 2010, a najmniej (1 267) w roku 2012. W tym samym okresie najwięcej (1 561) podmiotów wykreślono z rejestru REGON w 2009 roku, najmniej (929) podmiotów wyrejestrowano natomiast w 2010 roku. Według danych z rejestru REGON wśród podmiotów posiadających osobowość prawną w Opolu najwięcej (2 608) jest stanowiących spółki handlowe z ograniczoną odpowiedzialnością. Analizując rejestr pod kątem liczby zatrudnionych pracowników można stwierdzić, że najwięcej (21 050) jest mikro-przedsiębiorstw, zatrudniających 0 – 9 pracowników. 0,8% (177) podmiotów jako rodzaj działalności deklarowało rolnictwo, leśnictwo, łowiectwo i rybactwo, jako przemysł i budownictwo swój rodzaj działalności deklarowało 16,9% (3 716) podmiotów, a 82,3% (18 073) podmiotów w rejestrze zakwalifikowana jest jako pozostała działalność. Wśród osób fizycznych prowadzących działalność gospodarczą w Opolu najczęściej deklarowanymi rodzajami przeważającej działalności są Handel hurtowy i detaliczny; naprawa pojazdów samochodowych, włączając motocykle (22.7%) oraz Działalność profesjonalna, naukowa i techniczna (16.0%).
W Opolu na 1000 mieszkańców pracuje 438 osób. Jest to znacznie więcej od wartości dla województwa opolskiego oraz znacznie więcej od wartości dla Polski. 50,2% wszystkich pracujących ogółem stanowią kobiety, a 49,8% mężczyźni. Bezrobocie rejestrowane w Opolu wynosiło w 2017 roku 4,1% (4,7% wśród kobiet i 3,5% wśród mężczyzn). W 2017 roku przeciętne miesięczne wynagrodzenie brutto w Opolu wynosiło 4 615,56 PLN, co odpowiada 101.90% przeciętnego miesięcznego wynagrodzenia brutto w Polsce. Wśród aktywnych zawodowo mieszkańców Opola 3080 osób wyjeżdża do pracy do innych miast, a 15 772 pracujących przyjeżdża do pracy spoza gminy – tak więc saldo przyjazdów i wyjazdów do pracy wynosi 12 692. 1,0% aktywnych zawodowo mieszkańców Opola pracuje w sektorze rolniczym (rolnictwo, leśnictwo, łowiectwo i rybactwo), 23,0% w przemyśle i budownictwie, a 25,2% w sektorze usługowym (handel, naprawa pojazdów, transport, zakwaterowanie i gastronomia, informacja i komunikacja) oraz 4,8% pracuje w sektorze finansowym (działalność finansowa i ubezpieczeniowa, obsługa rynku nieruchomości).

W latach 2012–2018 w Opolu zainwestowano w ramach zewnętrznych inwestycji bezpośrednich kwotę ponad 860 mln zł. Inwestycje te wygenerowały prawie 4000 miejsc pracy, co stanowi 7,35% ogólnej liczby osób pracujących w Opolu (54 390). Realizowana jest rozbudowa Elektrowni Opole, gdzie powstają dwa nowe bloki energetyczne, o wartości 11,5 mld zł. 

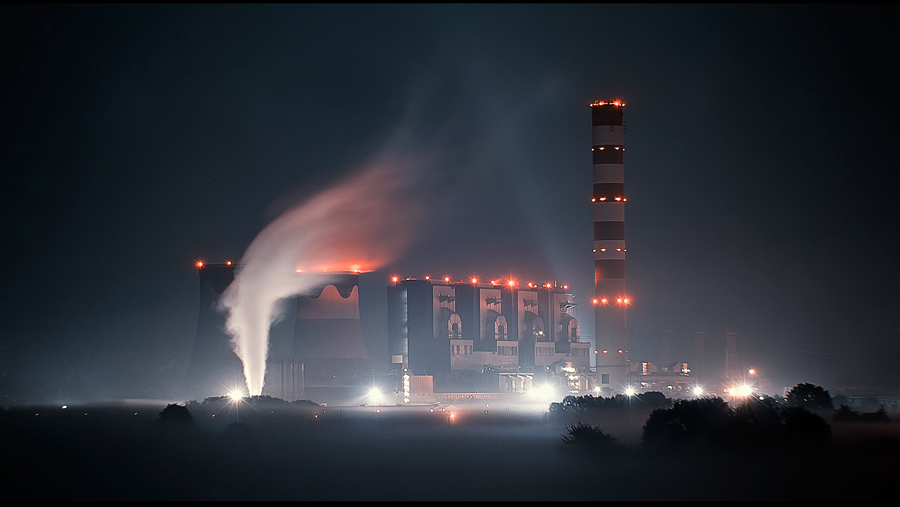
Elektrownia Opole

### Przedsiębiorstwa

#### Branża automatyki przemysłowej
- Ifm Ecolink – producent czujników i systemów sterowania procesów przemysłowych. Od 2012 roku firma posiada centrum badawczo-rozwojowe w Opolu[93].

#### Przemysł spożywczy
- Nutricia – producent żywności dla niemowląt i dzieci w Polsce, członek Grupy Danone; produkuje żywność dla niemowląt i dzieci, mającą status środków spożywczych specjalnego przeznaczenia żywieniowego. Od 1951 roku jako „Opolska Wytwórnia Kawy Zbożowej” produkowała kawę zbożową, zupy w proszku, ryż preparowany, a od 1962 roku odżywki sypkie i konserwy dla dzieci[94];
- Zott – producent wyrobów mleczarskich, który posiada około 20% rynku jogurtów w Polsce[95];
- Animex – producent mięsa białego, który jest częścią międzynarodowego koncernu Smithfield Foods Inc.[96];
- Pasta Food Company – w 2011 roku działa w branży spożywczej (dania gotowe i mięsne) jako spółka belgijskiego koncernu Ter Beke i francuskiej firmy Stefano Toselli na terenie Podstrefy Opole Wałbrzyskiej Specjalnej Strefy Ekonomicznej[97];
- Prawdziwe Lody – ogólnopolski producent lodów tradycyjnych, w 1988 roku zaczął działalność tworząc pierwszą lodziarnię w Opolu pod marką Sopelek[98].

#### Przemysły motoryzacyjny
- Global Steering Systems – firma o zasięgu światowym z 40 letnim doświadczeniem w zakresie projektowania i dostarczania układów drążków kierowniczych; działa także jako jednostka badawcza i realizuje projekty unijne[99];
- International Automotive Components – światowy dostawca elementów wyposażenia wewnętrznego do samochodów osobowych i globalny dostawca wyposażenia do wnętrz samochodów; oddział otwarty w 2017 r[100];
- Polaris – producent pojazdów terenowych typu ATV, zakład został uruchomiony we wrześniu 2014 roku[101];
- Tower Automotive Polska – polska firma będąca częścią amerykańskiego koncernu Tower International, wytwarzająca podzespoły do produkcji samochodów osobowych[102].

#### Przemysł metalowy i maszynowy
- Remak S.A. – Przedsiębiorstwo Modernizacji Urządzeń Energetycznych (notowana na GPW)[103];
- Kelvion (dawniej GEA Technika Cieplna Sp. z o.o.) – wchodząca w skład międzynarodowego koncernu GEA AG – specjalizująca się w projektowaniu i produkcji wysokosprawnych urządzeń do wymiany i odzysku ciepła (wymienników ciepła)[104];
- APC Presmet Sp. z o.o. – produkująca reaktory wysokociśnieniowe dla przemysłu chemicznego oraz inne wyroby ze stali, która rozbudowuje się w przemysłowej dzielnicy Metalchem[105];
- Famet Sp. z o.o. – produkująca między innymi części elektrowni wiatrowych. Unikatowe w skali światowej wyposażenie, między innymi: frezarka bramowa typu Gantry – PowerTec 8000 AG-S20 (wymiary maszyny: szer. 26 m, dł. 48 m, moc 150 kW, 9 osi sterowanych) oraz tokarka karuzelowa – PowerTurn 14000 AS (wymiary maszyny: szer. 33 m, dł. 22 m, moc 200 kW, 8 osi sterowanych)[106];
- Heerema Fabrication Group – spółka wchodzącą w skład koncernu produkująca elementy platform wiertniczych do wydobywania ropy naftowej[107];
- Kamex – producent siłowników hydraulicznych na potrzeby przemysłu wydobywczego[108];
- Movie Bird International – światowy lider w zakresie produkcji profesjonalnych kranów telewizyjnych i filmowych[109];
- Explomet – firma specjalizuje się platerowaniem wybuchowym[110].

#### Branża materiałów budowlanych

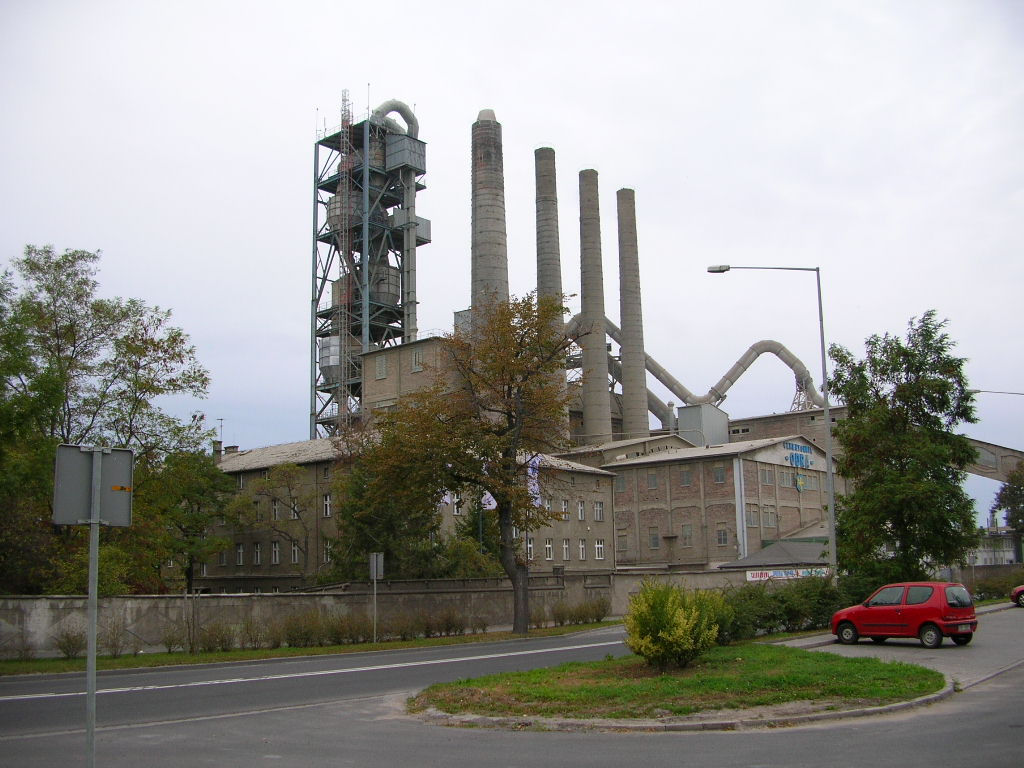
Cementownia Odra (ul. Budowlanych)

Na historię gospodarczą Opola największy wpływ miała produkcja materiałów budowlanych, a w szczególności produkcja cementu. Od 1857 roku rozwijał się w Opolu przemysł cementowy. Na przestrzeni lat funkcjonowało 9 cementowni Odra – ul. Budowlanych, Groszowice, Bolko – Nowa Wieś Królewska, Piast (Opole-Miasto), Grundmann, Pringsheim, Giesel, Wróblin, Silesia – ul. Kępska. W latach powojennych działały pierwsze cztery, natomiast obecnie pozostała cementownia Odra.
Istniejące firmy:
- Monier-Brass Sp. z o.o. – producent pokryć dachowych[111];
- Schiedel Sp. z o.o. – producent systemów kominowych[112];
- Norgips – firma oferuje wysokiej jakości kompletne systemy ścian działowych, sufitów podwieszanych, okładzin ściennych i sufitowych, zabudowy poddaszy oraz suchych jastrychów[113].

#### Branża IT
- Atmoterm – tworzenie zintegrowanych systemów komputerowych wspomagających zarządzanie informacjami środowiskowymi[114];
- Axxiome – rozwój, wdrożenia i utrzymanie systemów informatycznych dla banków, ubezpieczeń i dużych instytucji finansowych. Axxiome jest jednym z największych dostawców systemów SAP Banking, SAP Insurance na świecie[115];
- Atos Polska – dostarcza usługi firmom z sektorów telekomunikacyjnego, finansowego, energetycznego, przemysłowego oraz administracji publicznej. Firma jest jednym ze światowych liderów rynku tworzenia i utrzymywania rozwiązań informatycznych wspierających obsługę i samoobsługę klientów[116];
- Asseco Poland – największa Polska firma informatyczna notowana na Giełdzie Papierów Wartościowych w Warszawie. Tworzy zaawansowane technologicznie oprogramowanie, dla firm z kluczowych dla gospodarki sektorów[117];
- codelabs.rocks – firma tworzy aplikacje webowe i rozwiązania blockchain dla klientów z przemysłu energetycznego, edukacyjnego, social-media i nowych technologii. Wśród firm które korzystają z kodu pisanego w tym opolskim software house znajdują się takie korporacje jak Disney, Intel czy Booking.com[118]
- Future Procesing – systemy obrazowania medycznego, inteligentnego monitoringu wideo i analizy danych oraz narzędzia systemowe i aplikacje dla sektora finansowego[119];
- Stefanini – firma o zasięgu globalnym specjalizująca się we wsparciu zarówno średnich, jak i dużych korporacji w kwestiach konsultingu, wdrożeń systemów ERP, rozwoju i utrzymania aplikacji oraz specjalistycznych usług związanych z doraźnym reagowaniem na potrzeby kadrowe w kluczowych obszarach[120].

#### Centra usług outsourcingowych
- Capgemini – światowy lider w obszarze usług konsultingowych, technologicznych, outsourcingowych oraz lokalnych usług specjalistycznych[121];
- Optadata GmbH – obsługa niemieckiego rynku medycznego i usług z nim związanych;
- Ista Shared Services Polska – obsługa niemieckojęzycznych klientów firmy Ista[122];
- PwC – wiodąca globalna organizacja świadcząca profesjonalne usługi doradcze[123].

#### Transport i logistyka
- Sindbad – największy w Polsce przewoźnik autokarowy[124];
- Piomar – ponad 120 nowoczesnych zestawów samochodowych[125];
- Kano – ponad 60 nowoczesnych zestawów samochodowych[126];
- Bedmet Logistic – transport ponadnormatywny[127].
- europe-bus.pl – transport międzynarodowy.

#### Turystyka
- Itaka – największe w Polsce biuro podróży[128].

#### Instytucje otoczenia biznesu i nauki

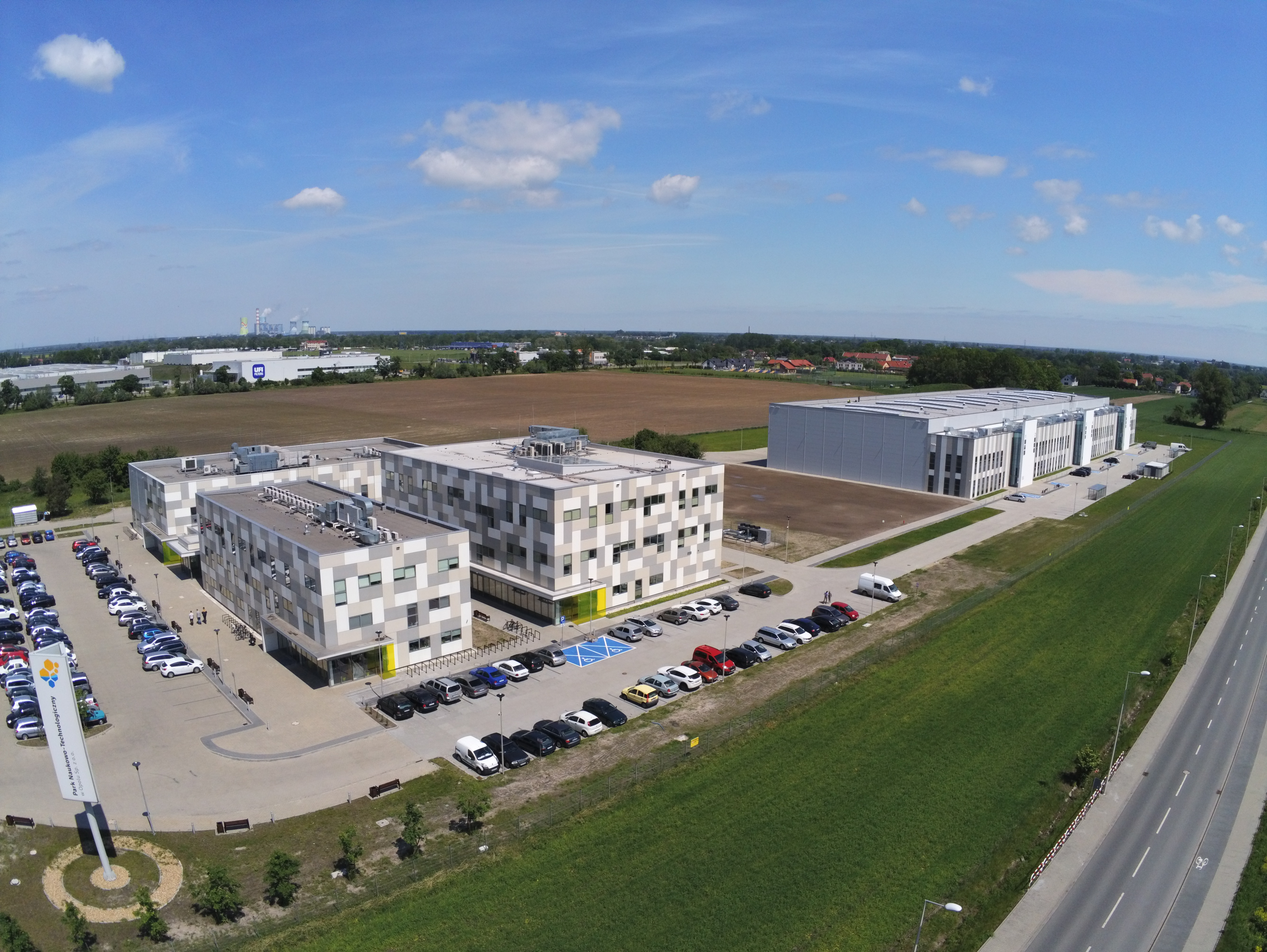
Park Naukowo-Technologiczny w Opolu

- Centrum Wystawienniczo Kongresowe w Opolu – obiekt dysponuje komfortową halą wystawienniczą, salami konferencyjnymi, strefą restauracyjną, zewnętrzną strefą koncertową, rozwiązaniami multimedialnymi, systemem mobilnych dźwiękoszczelnych ścian pozwalających na dowolną aranżację przestrzeni, nowoczesną aranżacją strefy widzów, bezpłatnym parkingiem na 300 samochodów. CWK zostało otwarte w styczniu 2014 roku i jest pierwszym i najnowocześniejszym tego typu obiektem na Opolszczyźnie[129];
- Park Naukowo-Technologiczny w Opolu – instytucja jest miejscem współpracy nauki i biznesu, stwarzającym możliwości poszukiwania i wdrażania nowych rozwiązań technologicznych. Tworzy korzystne warunki dla rozwoju gospodarczego i naukowego miasta Opola oraz regionu opolskiego. Jest miejscem, w którym proinnowacyjne firmy uzyskują dostęp do specjalistycznych laboratoriów badawczych, zaawansowanego środowiska teleinformatycznego, pomieszczeń biurowych o wysokim standardzie oraz wszelkiej innej niezbędnej infrastruktury i usług koniecznych do prowadzenia działalności, w tym działalności badawczo-wdrożeniowej.

### Handel

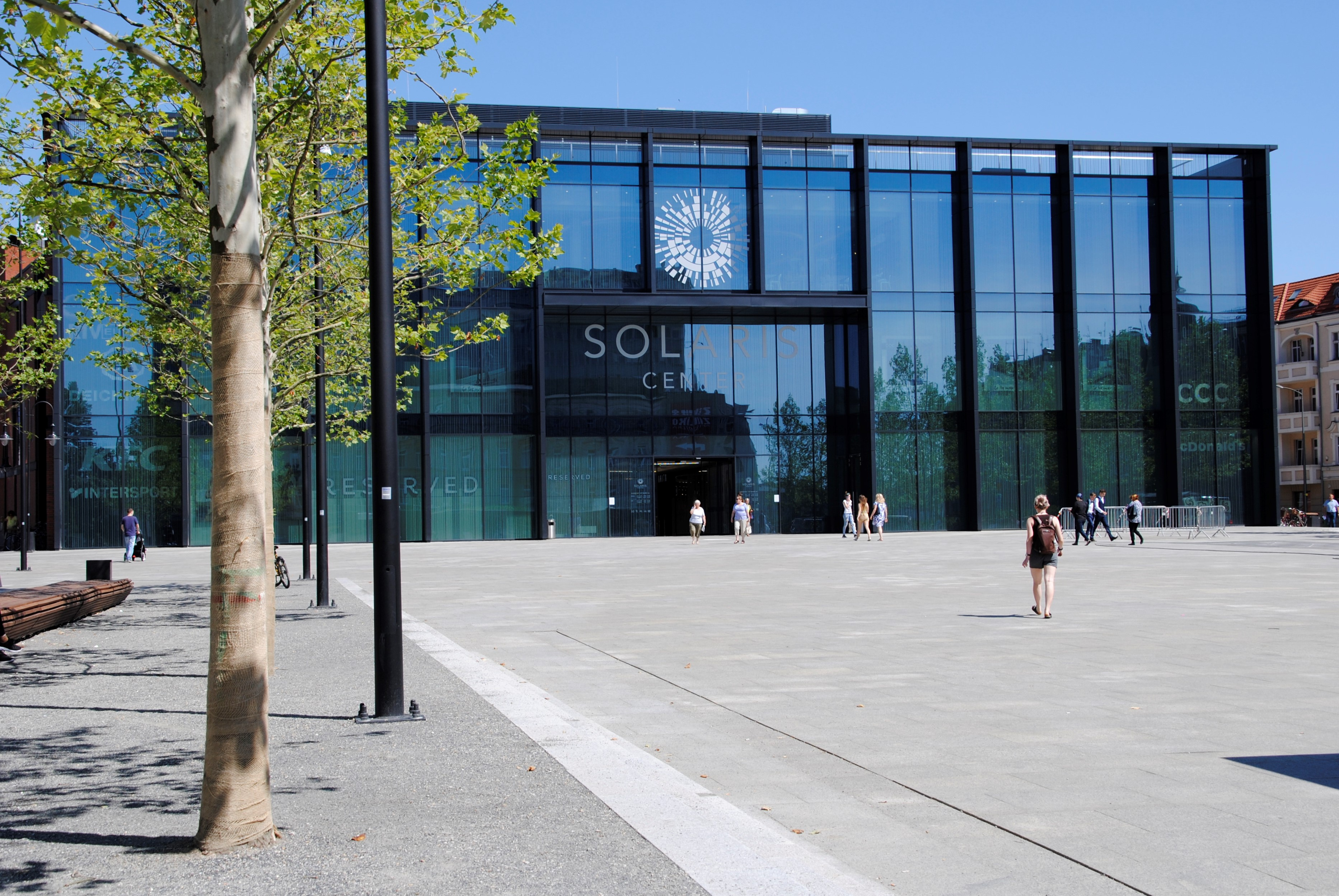
Galeria Solaris

Opole jest centrum finansowym, biznesu i handlu. Ma tutaj swoją siedzibę Business Centre Club. W Opolu obecnie istnieje kilka centrów oraz galerii handlowych.
Istniejące:
- Centrum Handlowe Karolinka – największe centrum handlowe w województwie
- Auchan Sosnkowskiego – pierwsze w Opolu centrum handlowe (otwarte jako Real)
- Ozimska Park – galeria wybudowana w miejscu dawnej galerii Galeria Ozimska,
- Galeria Opolanin
- Galeria Piastowska – dawne kino Odra,
- Galeria Ziemowit – kiedyś dom towarowy,
- Solaris Center – wybudowana w miejscu szkieletu niedokończonej galerii Copernicus Center.

Tuż za granicami administracyjnymi Opola, na terenie wsi Zawada, przy ul. Dębowej 1, znajduje się Centrum Handlowe Turawa Park.

## Transport

### Drogi i mosty

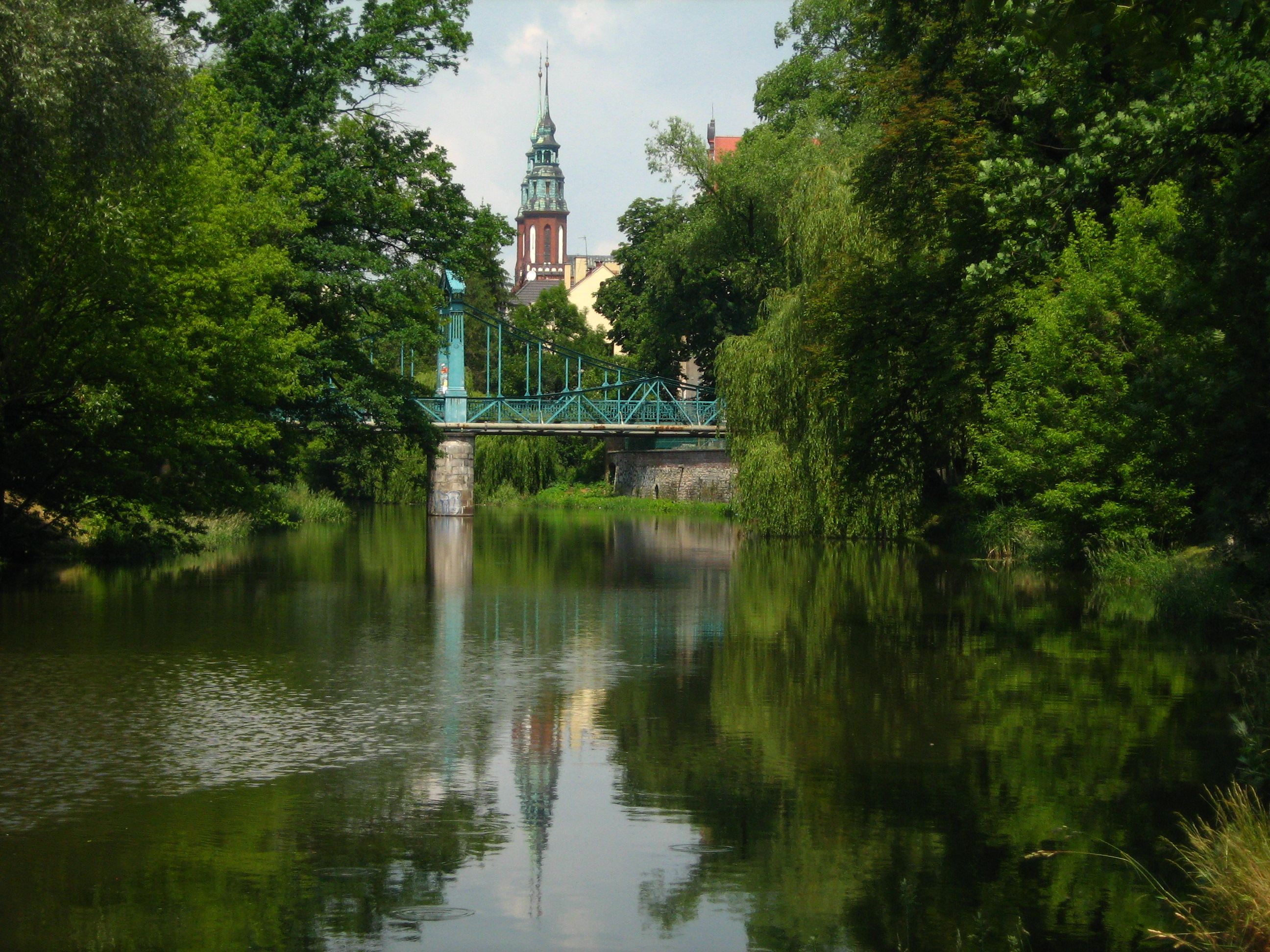
Most Groszowy

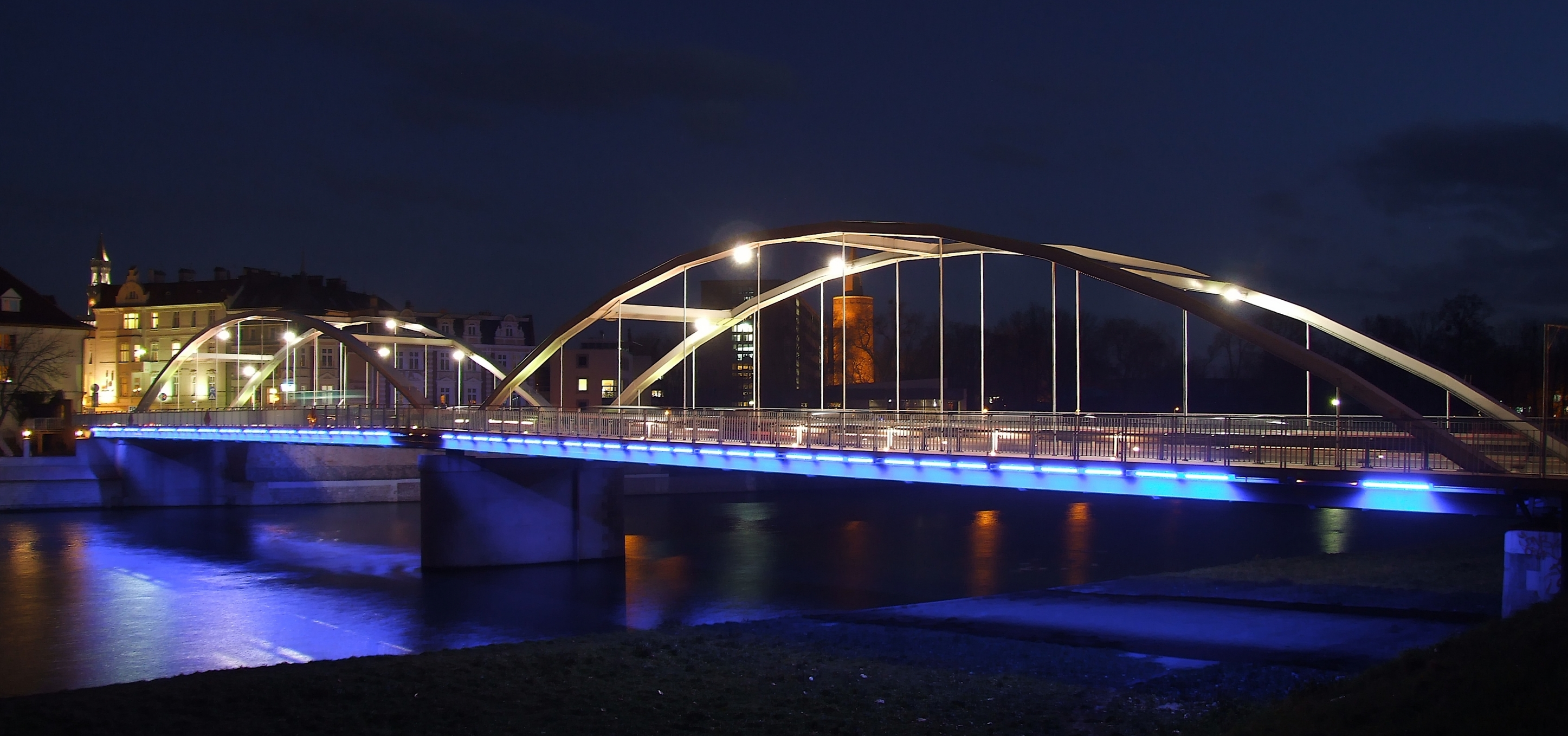
Most Piastowski

W odległości ok. 13 km od centrum miasta biegnie autostrada A4. Przez Opole i Obwodnicę Północną przebiegają drogi krajowe:
- 45: ul. Krapkowicka – Prószkowska – Wróblewskiego – Wojska Polskiego – Niemodlińska – Obwodnica Piastowska – Powstańców Warszawskich – Oleska
- 46: ul. Częstochowska – Powstańców Warszawskich
- 94: ul. Strzelecka – Powstańców Warszawskich

Ponadto w mieście mają swój początek i bieg drogi wojewódzkie:
- 414: Prudnik – Prószków – granica miasta – ul. Prószkowska – Niemodlińska – Wrocławska – skrzyżowanie z DK46 i DK94 we Wrzoskach
- 423: Krapkowice – ul. Oświęcimska – Popiełuszki – Marka z Imielnicy – Reymonta – Ozimska – Częstochowska – skrzyżowanie z DK46 i DK49 (obwodnica)
- 435: Prądy – Wawelno – Chróścina – granica miasta – ul. Niemodlińska – Nysy Łużyckiej – Batalionów Chłopskich – Bohaterów Monte Cassino – Plebiscytowa – Fabryczna – Armii Krajowej – Jerzego i Ryszarda Kowalczyków – Strzelecka – skrzyżowanie z DK94
- 454: pl. Konstytucji 3 Maja – ul. Budowlanych – Sobieskiego – Jagiełły – Namysłowska – granica miasta – Dobrzeń Wielki – Namysłów
- 459: ul. Hallera – Domańskiego – Partyzancka – Opolska – granica miasta – Narok – Skorogoszcz

Opole dzieli Mała Panew, Swornica, Prószkowski Potok, ale przede wszystkim Odra rozbita dodatkowo na Młynówkę, kanał ulgi oraz kanał Wiński. Sytuacja taka wymusza rozbudowany system mostów zapewniający miastu dobrą komunikację. W obrębie miasta znajdują się m.in. 4 mosty drogowe nad Odrą, 4 nad kanałem ulgi, 3 nad Młynówką.

### Transport zbiorowy

#### Autobusy miejskie

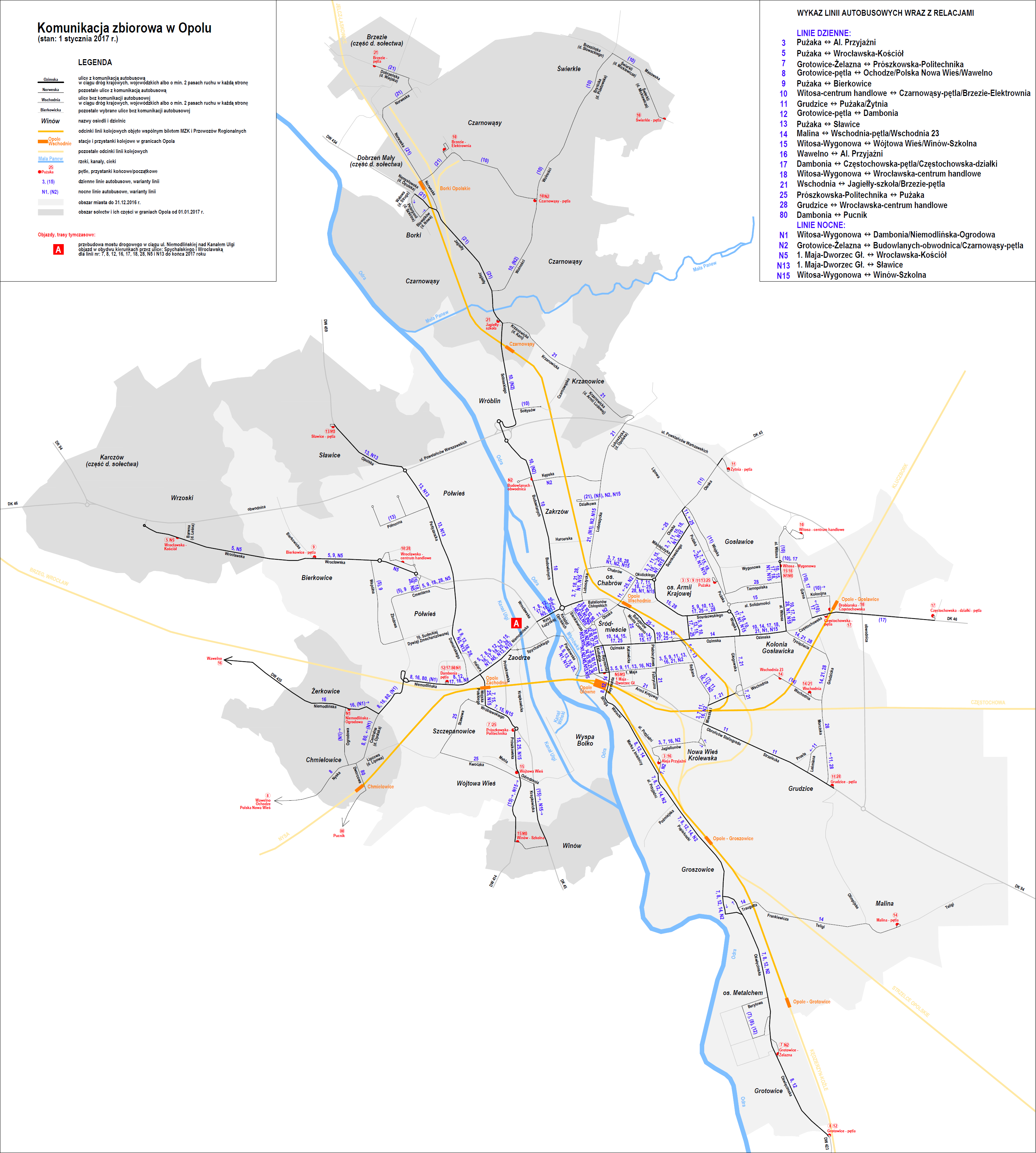
Linie autobusowe w Opolu w 2017 roku

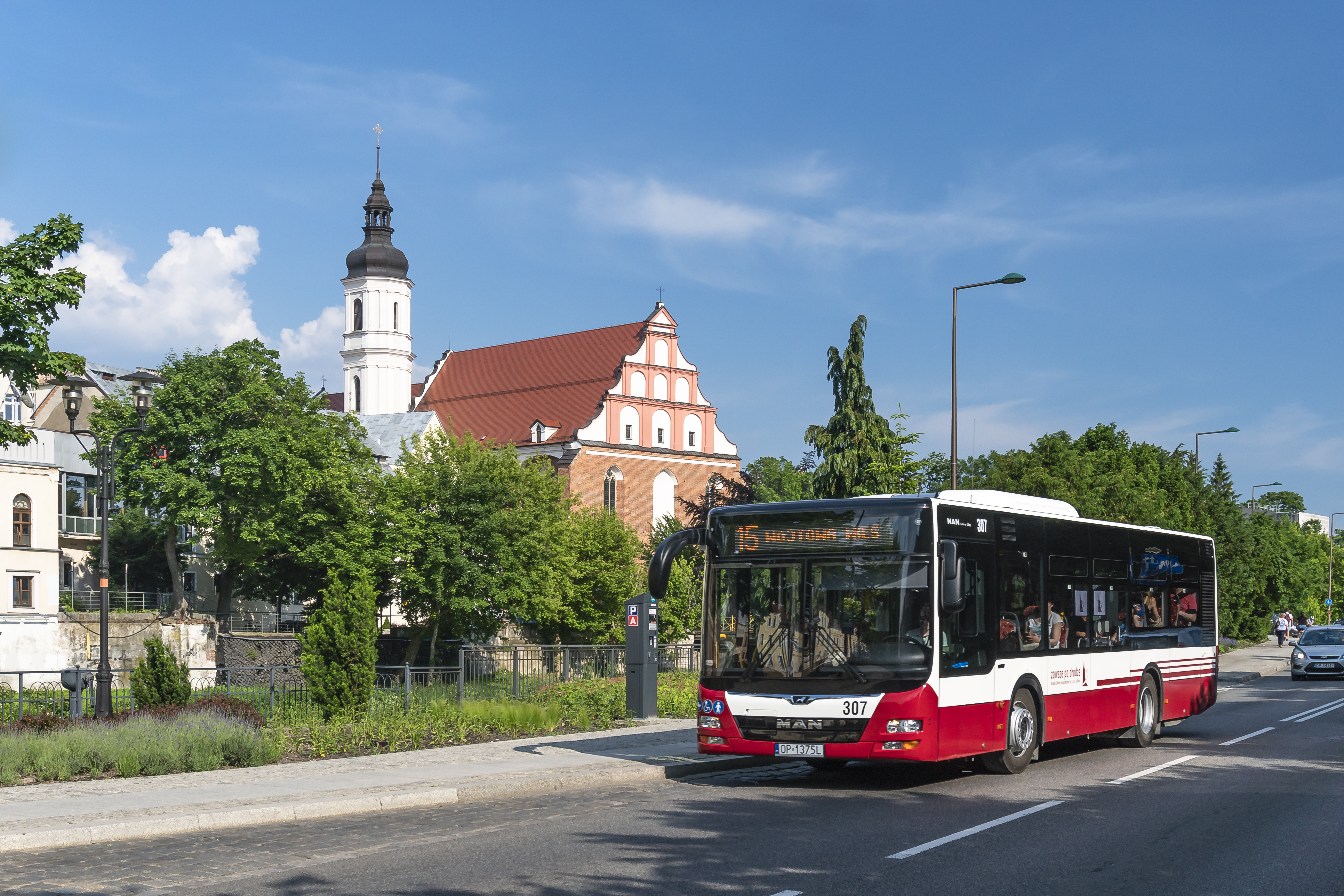
MAN Lion’s City MZK Opole na ul. Piastowskiej

Pierwsze autobusy zaczęły kursować po ulicach Opola w latach 20. XX wieku. Zaraz po II wojnie transportem zajmował się PKS, w 1953 roku powstał Miejski Zakład Komunikacyjny, który obecnie obsługuje 19 linii dziennych i 1 nocna; część tras posiada wariantowe zakończenia, 5 linii (8, 10, 15, 16, 80) wybiegają poza strefę miejską. MZK dysponuje ponad dziewięćdziesięcioma wozami, z czego przewozy pasażerskie obsługuje każdego dnia ponad 70 autobusów.

#### Autobusy podmiejskie i dalekobieżne
Przy ul. 1 Maja 6 (tymczasowo przeniesiony na ulice Dubois oraz Armii Krajowej) funkcjonuje Dworzec Autobusowy, skąd odjeżdżają wozy Opolskiego PKS-u, innych przewoźników PKSu, a także prywatnych firm.

#### Transport kolejowy
Początki kolei żelaznych w Opolu sięgają I połowy XIX wieku. 28 maja 1843 uruchomiono 2-torową 37,4 km linię kolejową do pobliskiego Brzegu
W Opolu znajduje się obecnie 9 działających pasażerskich stacji lub przystanków kolejowych:
- Opole Główne
- Opole Zachodnie
- Opole Wschodnie
- Opole Gosławice
- Opole Groszowice
- Opole Grotowice
- Opole Czarnowąsy
- Opole Borki
- Opole Chmielowice

Z Opola wychodzą
- zelektryfikowane linie kolejowe do:
  - Wrocławia przez Brzeg (linia kolejowa nr 132)
  - Kędzierzyna-Koźla (linia kolejowa nr 136)
  - Tarnowskich Gór przez Fosowskie (linia kolejowa nr 144) i dalej do Lublińca i Częstochowy
  - Wrocławia przez Jelcz-Laskowice (linia kolejowa nr 277)
  - Gliwic przez Strzelce Opolskie
- niezelektryfikowane linie kolejowe do: Nysy i Kluczborka przez Jełowę (6,1 km fragment linii kolejowej nr 301 Jełowa – Mańczok jest nieczynny).
- Opole posiada bezpośrednie połączenia kolejowe z takimi polskimi miastami, jak: Białystok, Bielsko-Biała, Częstochowa, Ełk, Gdynia, Gliwice, Jelcz-Laskowice, Jelenia Góra, Katowice, Kielce, Koluszki, Kołobrzeg, Koszalin, Kostrzyn nad Odrą (spec.), Kraków, Legnica, Leszno, Lublin, Lubliniec, Olsztyn, Poznań, Racibórz, Radom, Rybnik, Słupsk, Suwałki, Szczecin, Świnoujście (sez.) Tarnów, Ustka (sez.), Wałbrzych, Warszawa, Wrocław, Zabrze, Zakopane, Zamość, Zielona Góra.
- Ponadto z Opola odjeżdżają pociągi do Niemiec (Berlin) i na Ukrainę (Lwów).
- Funkcjonują także lokalne połączenia: Brzeg, Głuchołazy, Kędzierzyn-Koźle, Kluczbork, Namysłów, Nysa, Strzelce Opolskie, Zawadzkie.

#### Transport lotniczy

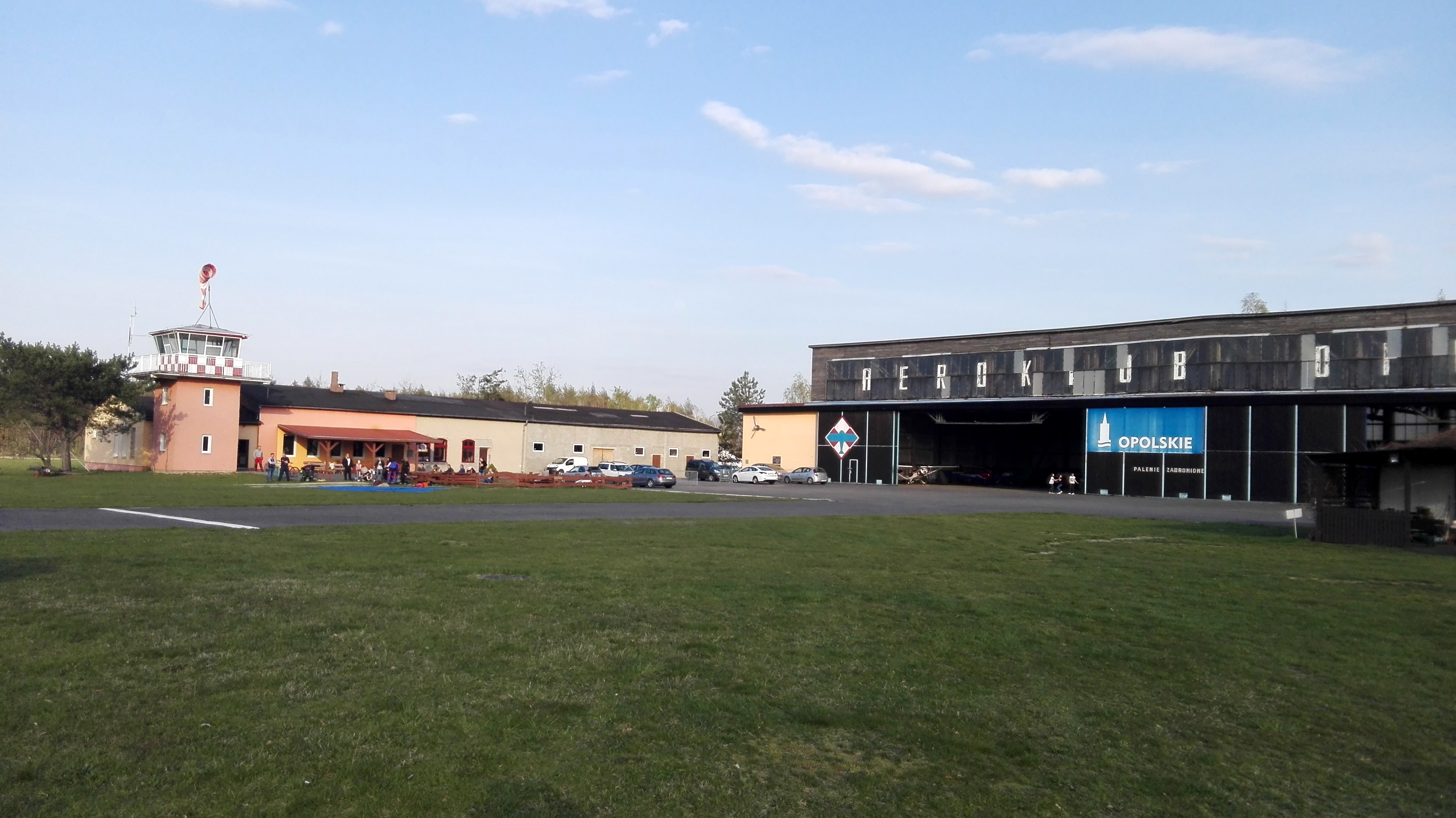
Lotnisko Opole-Polska Nowa Wieś

Najbliższe porty lotnicze znajdują się we Wrocławiu oraz Pyrzowicach. Około 15 km od centrum miasta leży lotnisko Opole-Polska Nowa Wieś. Planowane było również uruchomienie regularnych rejsów z regionalnego lotniska Opole-Kamień Śląski (ok. 20 km od centrum miasta). W 2011 otwarto oficjalnie sanitarne lądowisko przy al. W. Witosa.

## Bezpieczeństwo publiczne
W Opolu znajduje się centrum powiadamiania ratunkowego, które obsługuje zgłoszenia alarmowe kierowane do numerów alarmowych 112, 997, 998 i 999.
W Opolu znajduje się utworzony w 1990 zakład karny. Pojemność jednostki wynosi 152 miejsca.

### Szpitale publiczne
- Szpital Wojewódzki w Opolu
- Szpital Specjalistyczny Ginekologiczno-Położniczy i Noworodków w Opolu
- Opolskie Centrum Onkologii
- Uniwersytecki Szpital Kliniczny w Opolu
- Wojewódzki Szpital Specjalistyczny – Zespół Neuropsychiatryczny w Opolu
- 116 Szpital Wojskowy z Przychodnią SP ZOZ w Opolu
- Szpital MSWiA w Opolu[134]

## Edukacja

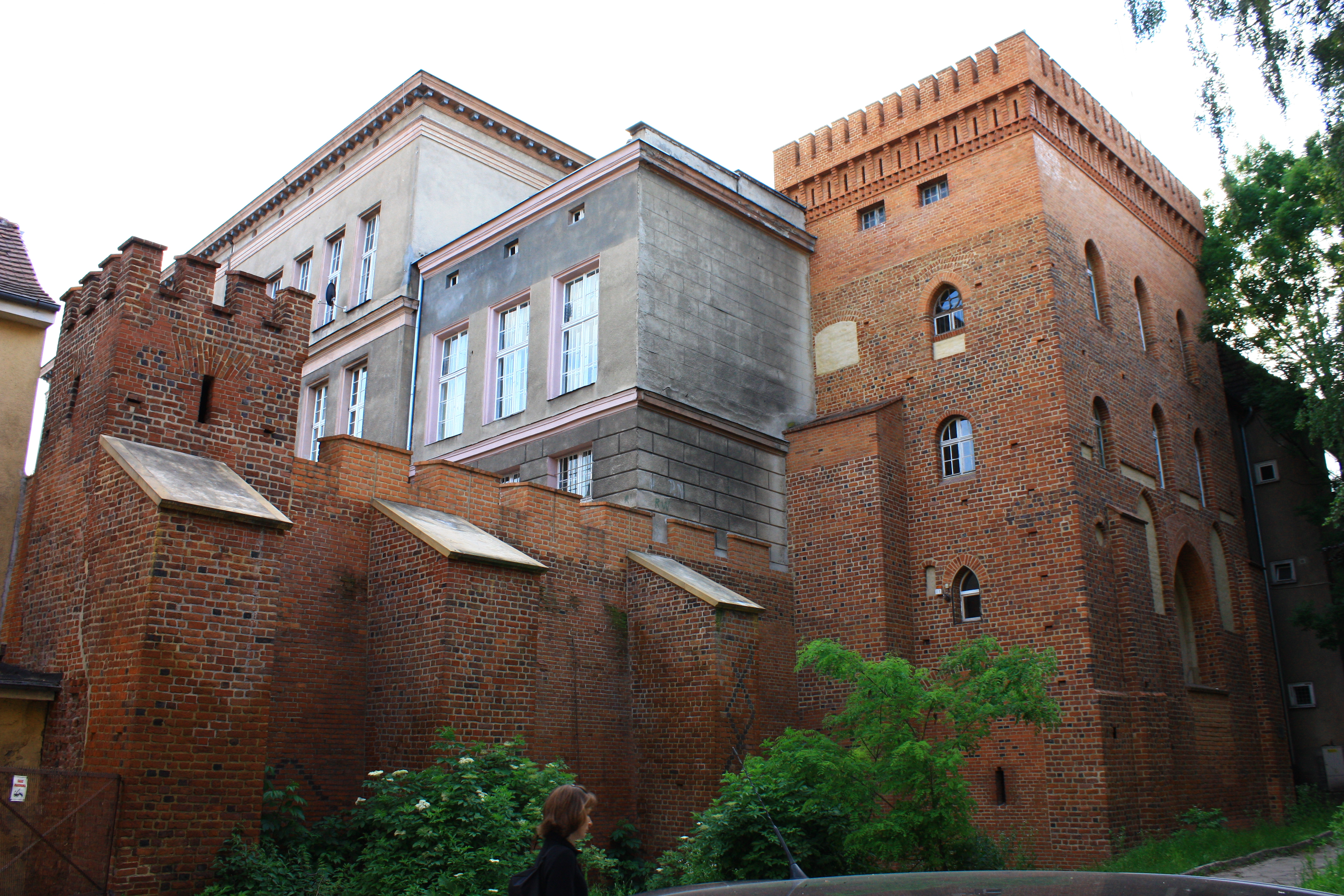
Wieża Zamku Górnego stanowi część budynku Zespołu Szkół Mechanicznych

W mieście działa kilkadziesiąt przedszkoli (w tym 2 integracyjne i 1 specjalne), kilkadziesiąt szkół podstawowych (1 specjalna, 1 z oddziałami integracyjnymi, 1 katolicka). Poza placówkami publicznymi działa również kilka zespołów szkół społecznych i niepublicznych.

### Szkoły ponadpodstawowe

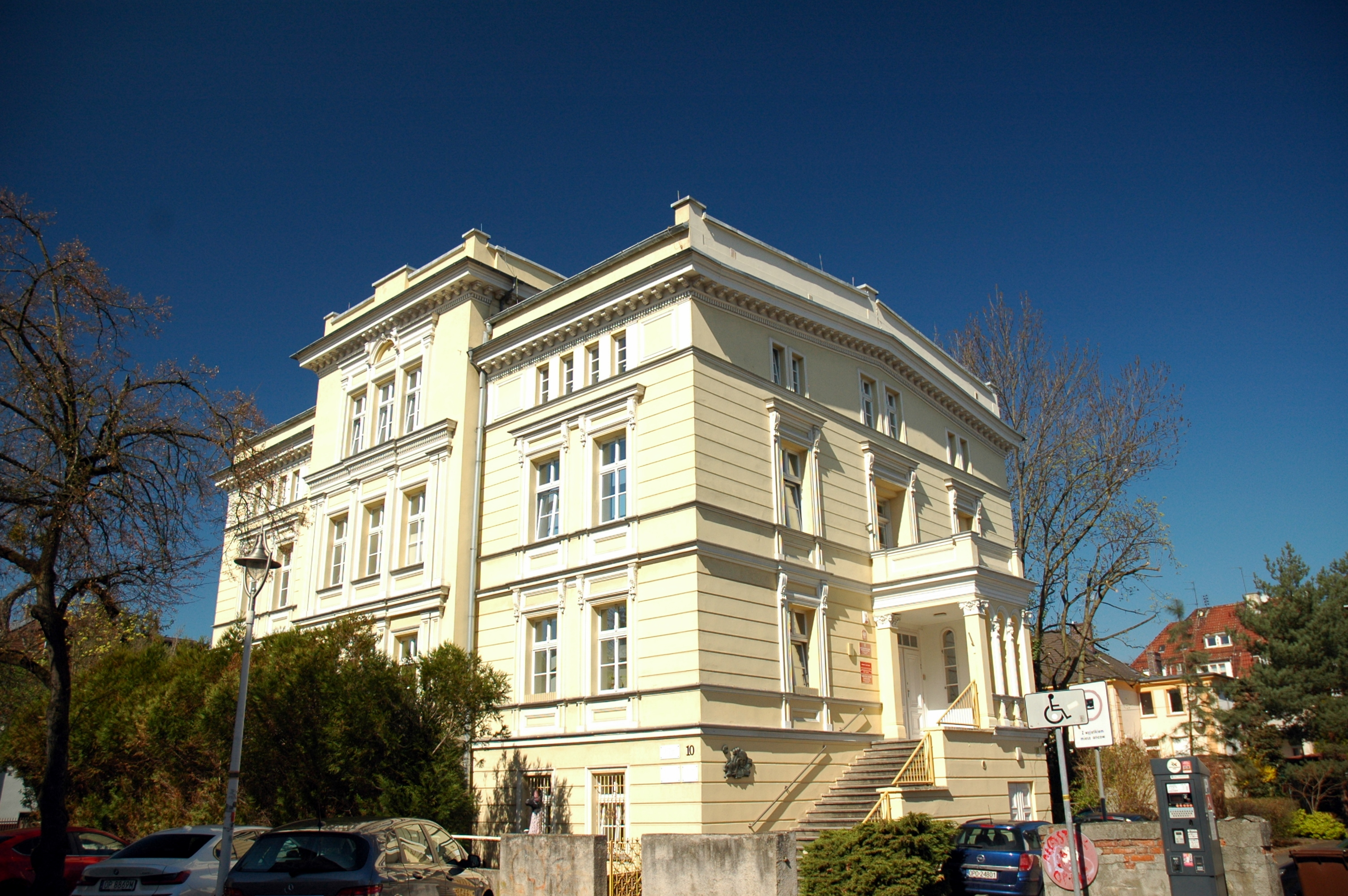
Liceum Plastyczne na Pasiece

- I Liceum Ogólnokształcące im. Mikołaja Kopernika
- II Liceum Ogólnokształcące z Oddziałami Dwujęzycznymi im. Marii Konopnickiej
- III Liceum Ogólnokształcące z Oddziałami Dwujęzycznymi im. Marii Skłodowskiej-Curie
- Zespół Szkół Technicznych i Ogólnokształcących im. Kazimierza Gzowskiego[135]
- V Liceum Ogólnokształcące – ZS im. „Prymasa Tysiąclecia” Kardynała Stefana Wyszyńskiego
- VI Liceum Ogólnokształcące im. gen. Leopolda Okulickiego
- VIII Publiczne Liceum Ogólnokształcące im. Aleksandra Kamińskiego
- Publiczne Liceum Ogólnokształcące z Oddziałami Dwujęzycznymi
  - przy Regionalnym Centrum Kształcenia Języków Obcych w Opolu
- Zespół Państwowych Placówek Kształcenia Plastycznego im. Jana Cybisa
- ZS im. Prymasa Tysiąclecia Stefana Kardynała Wyszyńskiego
- ZS Budowlanych im. Papieża Jana Pawła II
- ZS Ekonomicznych im. Generała Stefana Roweckiego „Grota”
- ZS Elektrycznych im. Tadeusza Kościuszki
- ZS Mechanicznych
- ZS Zawodowych im. Stanisława Staszica
- ZS Zawodowych nr 4 im. Bronisława Koraszewskiego
- Zespół Szkół Specjalnych
- Społeczne Językowe Liceum Ogólnokształcące im. Alberta Einsteina W.S.E.R.O.

### Uczelnie
Publiczne
- Politechnika Opolska
- Uniwersytet Opolski
- Państwowa Medyczna Wyższa Szkoła Zawodowa

Niepubliczne
- Wyższa Szkoła Zarządzania i Administracji w Opolu
- Szkoła Wyższa im. B. Jańskiego
  - wydział zamiejscowy
- Wyższa Szkoła Bankowa we Wrocławiu
  - Wydział Ekonomiczny w Opolu

Łącznie w Opolu funkcjonuje:
- 7 liceów ogólnokształcących,
- 7 techników,
- 5 zasadniczych szkół zawodowych,
- Liceum Plastyczne oraz Ogólnokształcąca Szkoła Sztuk Pięknych
- kilkanaście szkół ponadgimnazjalnych dla osób dorosłych

## Kultura i sztuka

### Imprezy cykliczne
- Krajowy Festiwal Piosenki Polskiej – KFPP Opole
- Międzynarodowy Festiwal Perkusyjny
- Ulica Kultury
- Nokta Festival
- Opole Songwriters Festival
- Opolskie Konfrontacje Teatralne „Klasyka Polska”
- Opolski Festiwal Teatru Lalek
- Czas Europy, czas teatru – festiwal młodych teatrów ulicznych
- Opolska Jesień Literacka
- Ogólnopolski Festiwal Filmowy Opolskie Lamy
- Międzynarodowe Dni Młodej Dramaturgii Odrama (w Teatrze im. J. Kochanowskiego od 2005 roku)
- Opolska Noc Kabaretowa
- Dni Opola
- Międzynarodowa Wystawa Psów
- Międzynarodowa Wystawa Kotów
- Opolskie Targi Budownictwa „Mój Dom”
- Opolskie Targi Książek Naukowych
- Międzynarodowe Targi Motoryzacyjne
- Wyścigi 1/4 mili w Porcie Lotniczym Opole-Kamień Śląski
- Jarmark Franciszkański
- Jarmark Świętego Wojciecha (odbywa się w Święta Wielkanocne)
- Jarmark Bożonarodzeniowy, organizowany przez młodzieżówkę Mniejszości Niemieckiej
- Jazz Rock Meeting
- Międzynarodowy Plener Rzeźbiarski (we współpracy z włoskim miastem Carrara)
- Silesia Superior Attack
- Konwent Opolcon
- Opolskie Dni Tybetu[potrzebny przypis]

### Teatry i filharmonia
- Amfiteatr Tysiąclecia
- Teatr Dramatyczny im. Jana Kochanowskiego
- Opolski Teatr Lalki i Aktora im. Alojzego Smolki
- Teatr Eko Studio
- Teatr Jednego Wiersza
- Akademicki Teatr Tańca
- Kabaret Cegła
- Teatr Komedii Improwizowanej Narwani z Kontekstu
- Filharmonia Opolska im. Józefa Elsnera

### Muzea i galerie
W Opolu działa kilkanaście muzeów i galerii. Najstarszym z nich jest Muzeum Śląska Opolskiego, które zostało założone już w 1900 r.
| Muzeum                                                 | Zdjęcie | Adres                    | Zbiory                                                                                          | Rok założenia                     | Źródło          |
| ------------------------------------------------------ | ------- | ------------------------ | ----------------------------------------------------------------------------------------------- | --------------------------------- | --------------- |
| Muzeum Śląska Opolskiego                               |         | ul. św. Wojciecha 13     | archeologia, etnografia, historia regionu, sztuki, kolekcja porcelany tułowickiej               | 1900                              | [ 136 ] [ 137 ] |
| Muzeum Wsi Opolskiej                                   |         | ul. Wrocławska 174       | zabytki kultury drewnianej z terenu Opolszczyzny, stary sprzęt gospodarski i wiejski            | 1961 1970 (otwarcie dla turystów) | [ 138 ] [ 139 ] |
| Muzeum Diecezjalne                                     |         | ul. Kardynała Kominka 1A | dzieła sztuki sakralnej                                                                         | 1987                              | [ 140 ]         |
| Muzeum Polskiej Piosenki                               |         | ul. Barlickiego 12       | zbiory związane z Krajowym Festiwalem Polskiej Piosenki w Opolu                                 | 2007                              | [ 141 ]         |
| Centralne Muzeum Jeńców Wojennych                      |         | ul. Minorytów 3          | zbiory dotyczące jeńców wojennych, wystawy                                                      | 1964                              | [ 142 ]         |
| Muzeum Uniwersytetu Opolskiego                         |         | pl. Kopernika 11         | dzieje Uniwersytetu Opolskiego i uczelni go poprzedzających                                     | 2014                              | [ 143 ] [ 144 ] |
| Centrum Dokumentacyjno-Wystawiennicze Niemców w Polsce |         | ul. Szpitalna 11         | dwujęzyczna, multimedialna wystawa stała prezentująca historię i współczesność Niemców w Polsce | 2020                              | [ 145 ]         |
| Galeria im. Jana Cybisa                                |         | ul. Ozimska 10           | dzieła Jana Cybisa oraz ekspozycje czasowe                                                      |                                   | [ 146 ]         |
| Galeria Sztuki Współczesnej                            |         | Plac Teatralny 12        | wystawy czasowe sztuki współczesnej, projekty wizualne, wystawy fotograficzne                   | 1958                              | [ 147 ]         |
| Galeria Studzienna                                     |         | ul. Studzienna 3         | meble, dzieła sztuki dawnej i współczesnej                                                      | 1999                              | [ 148 ]         |
| Galeria ZPAP                                           |         | ul. Krakowska 1          | wystawy czasowe dzieł sztuki                                                                    |                                   | [ 149 ]         |
| Galeria Sztuki Autor                                   |         | Rynek 10                 | malarstwo, rysunek, grafika, rzeźba, fotografia, ceramika, szkła                                |                                   | [ 150 ]         |

### Kina
- Centrum Filmowe Helios
- Klub Dobrego Filmu „Studio”
- Uniwersytecki Klub Filmowy
- Kino „Meduza” w Centrum Kultury Oleska 45

### Inne instytucje kultury i sztuki

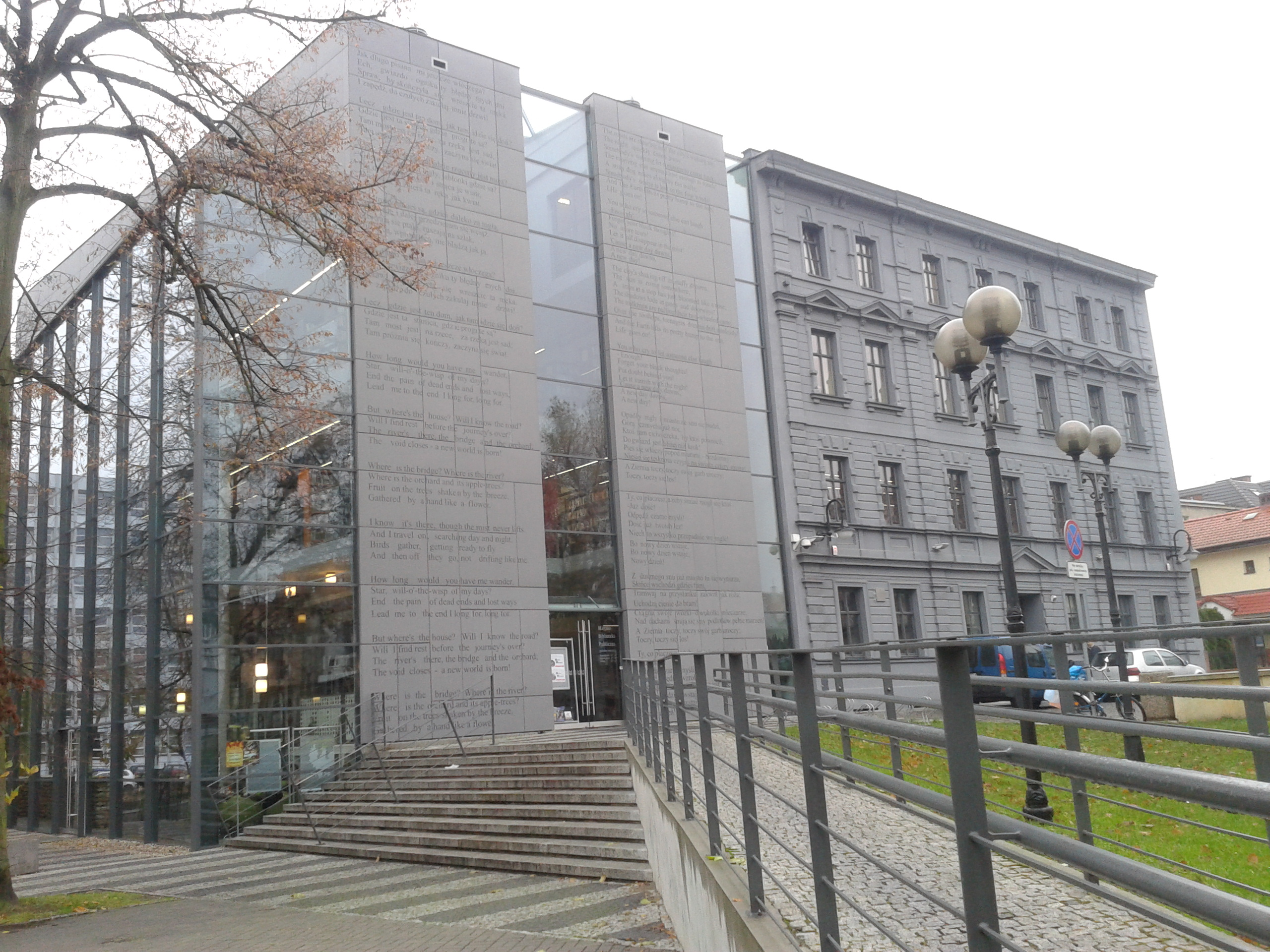
Miejska Biblioteka Publiczna w Opolu im. Jana Pawła II

- Narodowe Centrum Polskiej Piosenki
- Młodzieżowy Dom Kultury
- Klub Nadwórnian (prezes Adam Karcher) – skupiający dawnych mieszkańców (i ich potomków) kresowego miasta Nadwórna
- Wojewódzka Biblioteka Publiczna im. Emanuela Smołki w Opolu
- Miejska Biblioteka Publiczna w Opolu im. Jana Pawła II

### Zespoły muzyczne
- Alone in Mourning (elektroniczny black metal)[151]
- Deathibrillator (thrash metal)[152]
- Devilish Impressions (symfoniczny black metal)[153]
- Echoes of Yul (post rock)[154]
- Elysium (death metal)[155]
- Face (metal progresywny)[156]
- God (death metal)[157]
- Halucynogenna Impresja Sabatyczna (black metal, dark ambient)
- Kozybunx (doom, stoner metal)[158]
- Manthor (symfoniczny black metal)[159]
- Pakt (thrash metal)[160]
- Sekator (death, thrash metal)[161]
- Sirrah (gothic, death, doom metal)[162]
- The Hag (industrial metal)[163]
- Trace (thrash metal)[164]
- TSA (heavy metal)[165]
- Witch (heavy metal)[166]

## Media lokalne

### Prasa
- Gazeta Wyborcza Opole
- Nowa Trybuna Opolska
- Polska The Times. Dział „Opole”
- Schlesisches Wochenblatt
- Niezależna Gazeta Obywatelska w Opolu. NGO Opole

### Telewizja

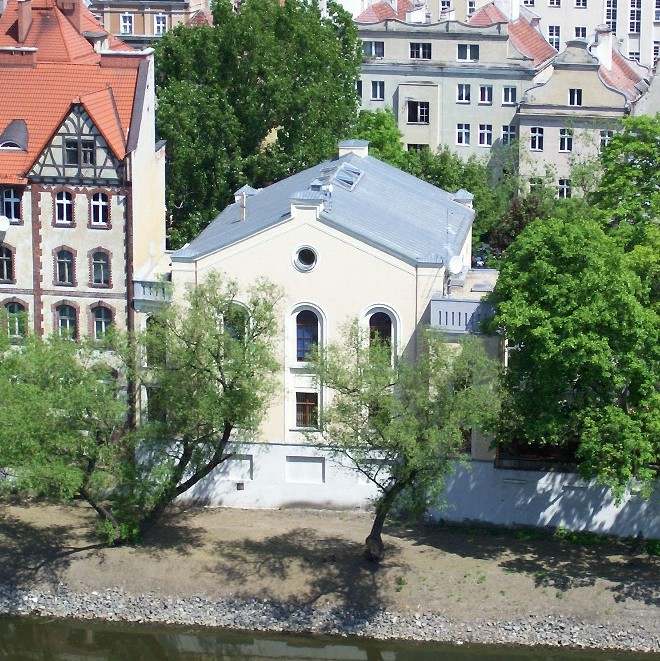
Stara Synagoga, w której mieści się TVP3 Opole

- TVP3 Opole
- TVO Telewizja Opolska

### Radio
- Polskie Radio Opole
- Radio Eska Opole
- Radio Doxa Opole
- Radio Park
- Antyradio 106, 6 FM
- Radio Sygnały (emisja internetowa)
- Radio TOK FM
- Radio Złote Przeboje
- Eska2 Opole
- RMF Maxxx Opole
- Meloradio
- Studenckie Studio Radiowe Emiter (emisja internetowa)

### Portale
- 24opole.pl
- nto.pl
- dziennikopolski.pl
- radio.opole.pl
- ngopole.pl
- ratownictwo.opole.pl

## Administracja
Opole jest miastem na prawach powiatu. Mają w nim siedzibę władze województwa oraz powiatu opolskiego. Miasto jest centrum administracyjnym dla Opolszczyzny.

### Administracja samorządowa

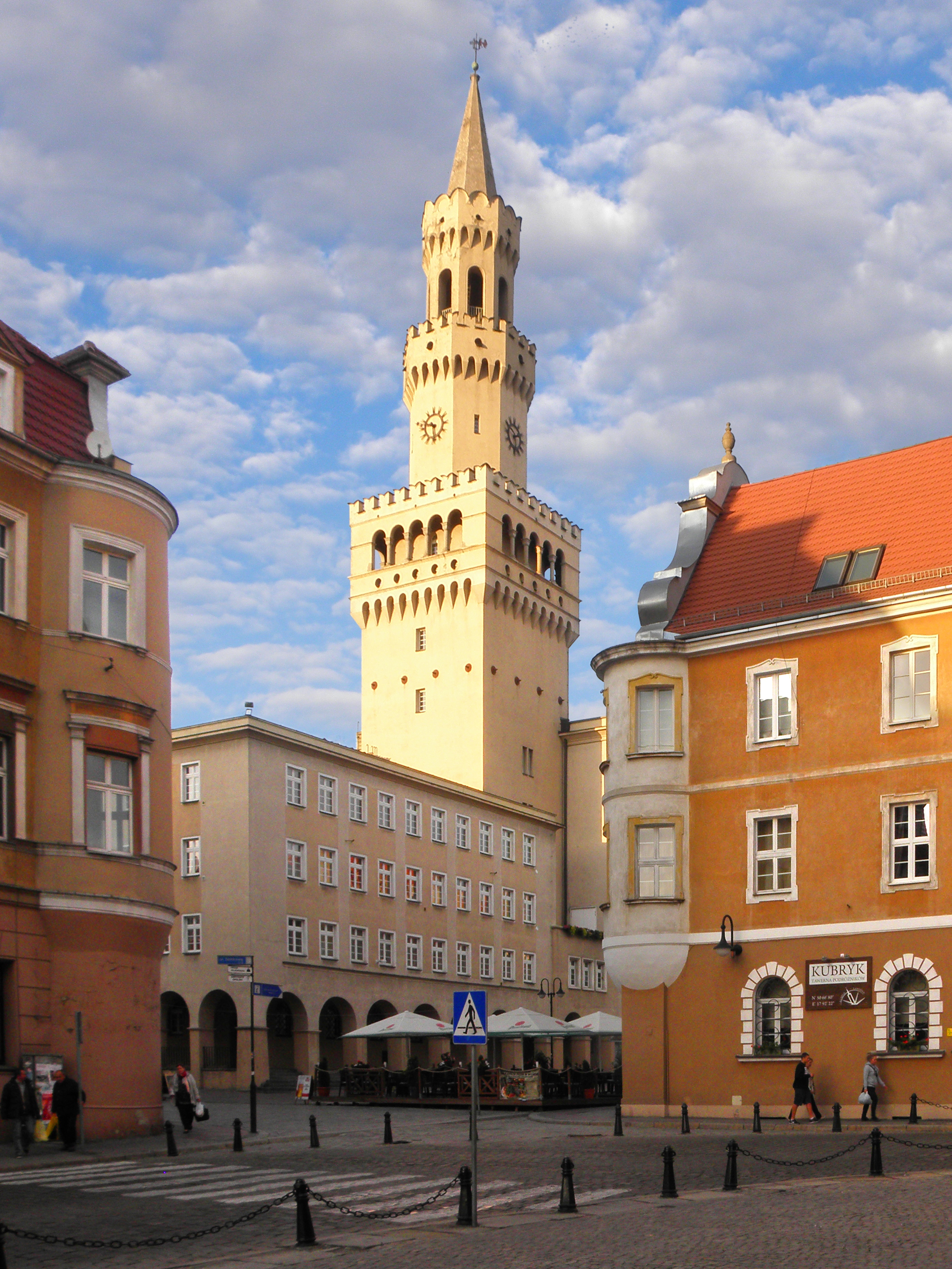
Ratusz w Opolu

Opole posiada status miasta na prawach powiatu. Oznacza to, że gmina miejska wykonuje zadania powiatu. Organem stanowiącym samorządu jest Rada Miasta Opola, składająca się z 25 radnych, którzy są wybierani w 4 okręgach wyborczych. Organem wykonawczym samorządu jest prezydent miasta. Obecnie w kadencji 2018–2023 funkcję tę sprawuje Arkadiusz Wiśniewski.
Miasto jest siedzibą władz województwa opolskiego. Mieszkańcy wybierają 8 z 30 radnych do Sejmiku Województwa Opolskiego. Opole jest też siedzibą władz powiatu opolskiego.
Opole jest członkiem Związku Miast Polskich.

#### Podział administracyjny

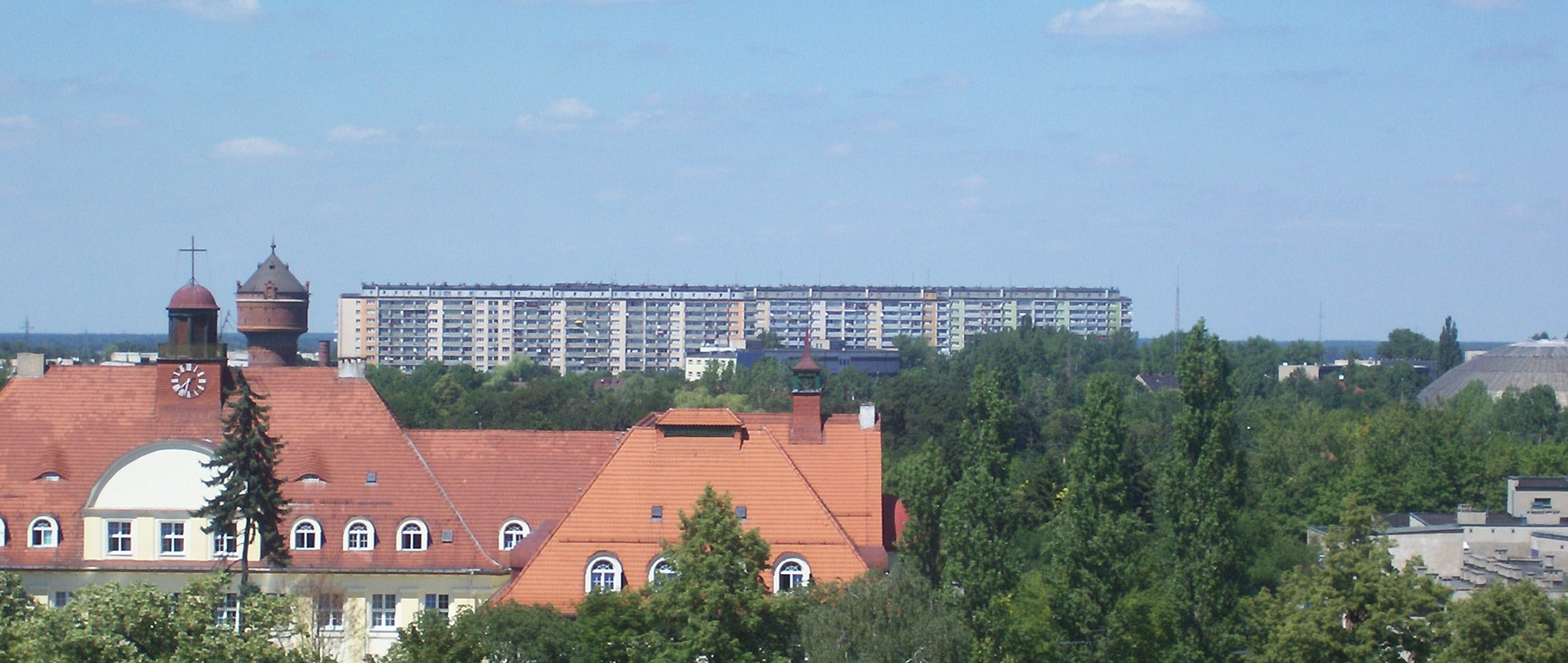
Osiedle Chabrów

Dzielnice Opola

Przed 1899 rokiem Opole obejmowało obecne Śródmieście, Wyspę Pasiekę oraz część Zaodrza. Przed II wojną światową do miasta włączono Zakrzów (1899), Półwieś i Szczepanowice (1936). W latach 50. Nową Wieś Królewską z Wyspą Bolko, w latach 60. Groszowice i Kolonię Gosławicką, a 30 października 1975 Bierkowice, Gosławice, Grotowice, Grudzice, Malinę, Wójtową Wieś i Wróblin. W 2017 do miasta przyłączono Winów, Żerkowice, Chmielowice, Wrzoski, Sławice, Czarnowąsy, Krzanowice, Borki, Brzezie oraz Świerkle.
Współcześnie Opole jest częściowo podzielone na dzielnice i osiedla – w użytku funkcjonują zwyczajowe nazwy poszczególnych części miasta. 18 października 2009 r. odbyły się pierwsze wybory do pilotażowo utworzonych rad dzielnic: Gosławic, Grudzic, Nowej Wsi Królewskiej oraz Zakrzowa. Według stanu na 2015 rok funkcjonuje dziewięć rad dzielnic.
Decyzją Rady Ministrów 1 stycznia 2017 obszar Opola został powiększony o 12 sołectw z pobliskich gmin na wniosek ówczesnego prezydenta miasta. Decyzję taką podjęto mimo protestów części mieszkańców z przyłączanych gmin oraz wyników konsultacji, w których ponad 90% biorących udział mieszkańców podopolskich gmin wypowiedziało się w tej sprawie negatywnie. Za powiększeniem Opola opowiedziała się za to większość głosujących (57%) mieszkańców Opola (przy frekwencji wynoszącej 6%). Sąsiednie gminy argumentowały, że okrojenie ich obszarów wpłynie negatywnie na lokalne budżety. Patryk Jaki, będący wówczas wiceministrem sprawiedliwości oraz posłem z województwa opolskiego promował ideę powiększenia Opola, twierdząc, że jest to konieczne ze względu na fakt, że Opole jest najmniejszym z miast wojewódzkich. Argumentował również, że ewentualny spadek liczby mieszkańców Opola poniżej 100 tys. mógłby w bliżej nieokreślonej przyszłości spowodować zmianę podziału administracyjnego Polski i odebranie Opolu statusu miasta wojewódzkiego.
Pierwotny koncepcja projektu, przedstawiona jesienią 2015 przez prezydenta Opola w lokalnych mediach, zakładała również przyłączanie do miasta miejscowości: Dziekaństwo, Folwark, Górki, Kępa, Niewodniki, Żelazna oraz części miejscowości Dobrzeń Mały i Zawada. W ten sposób miasto uległoby powiększeniu o ponad 5,3 tys. ha, a liczba ludności uległaby zwiększeniu o blisko 9,5 tys. osób.

### Dzielnice Opola
Wraz ze zmianą kadencji władz samorządowych w 2019 roku w Opolu przeprowadzono zmianę podziału miasta na dzielnice. Opole ma 13 dzielnic oznaczonych numerami pisanymi cyframi rzymskimi:
- Dzielnica I – Borki, Brzezie, Czarnowąsy, Świerkle.
- Dzielnica II – Krzanowice, Wróblin, Zakrzów
- Dzielnica III – Chabry
- Dzielnica IV – Armii Krajowej
- Dzielnica V – Gosławice, Malinka
- Dzielnica VI – Grudzice, Kolonia Gosławicka, Malina
- Dzielnica VII – Groszowice, Grotowice, Nowa Wieś Królewska
- Dzielnica VIII – Śródmieście
- Dzielnica IX – Stare Miasto
- Dzielnica X – Nadodrze
- Dzielnica XI – Zaodrze
- Dzielnica XII – Bierkowice, Półwieś, Sławice, Wrzoski
- Dzielnica XIII – Chmielowice, Szczepanowice-Wójtowa Wieś, Winów, Żerkowice

## Religia

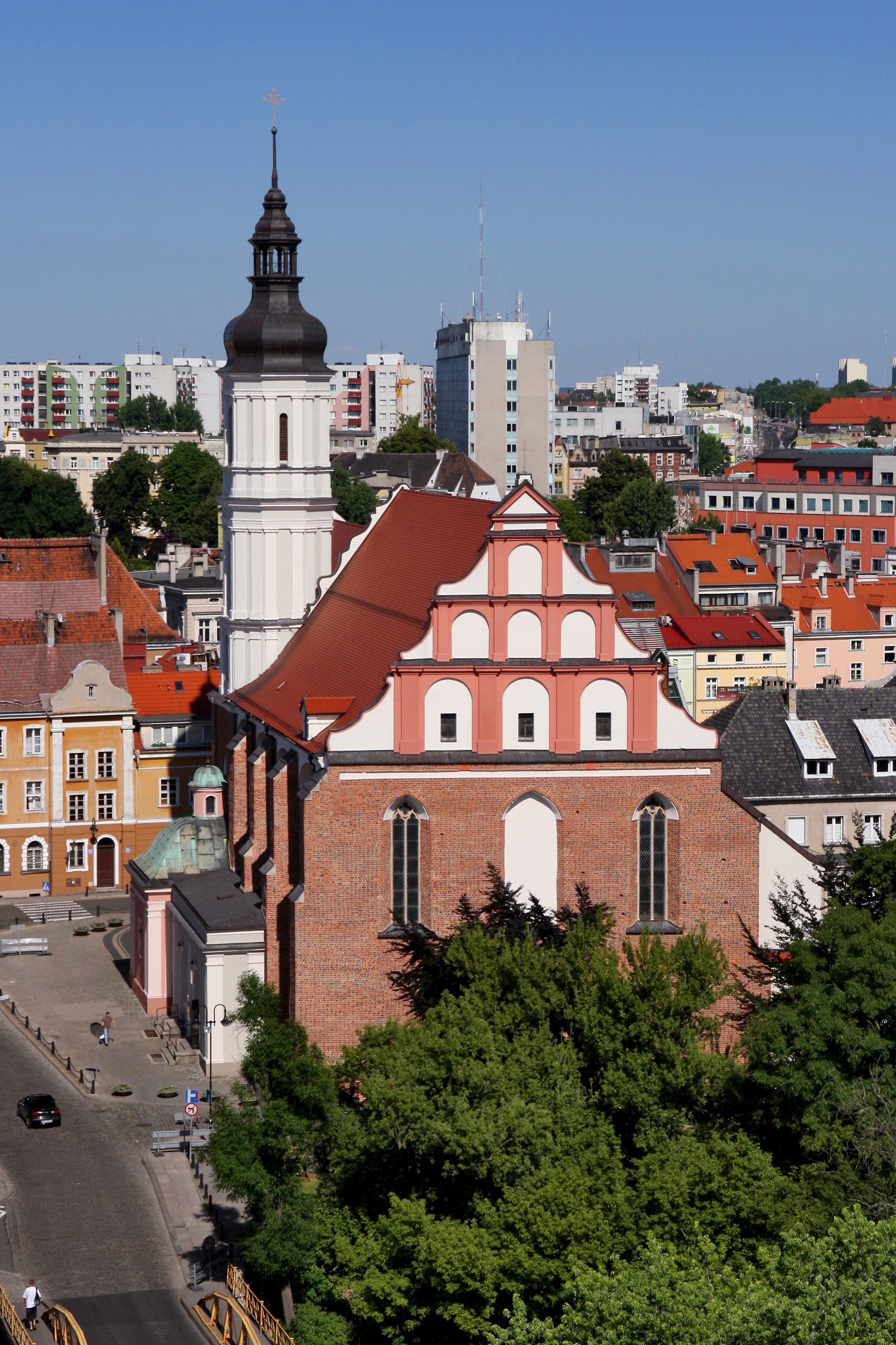
Kościół św. Trójcy (franciszkanów)

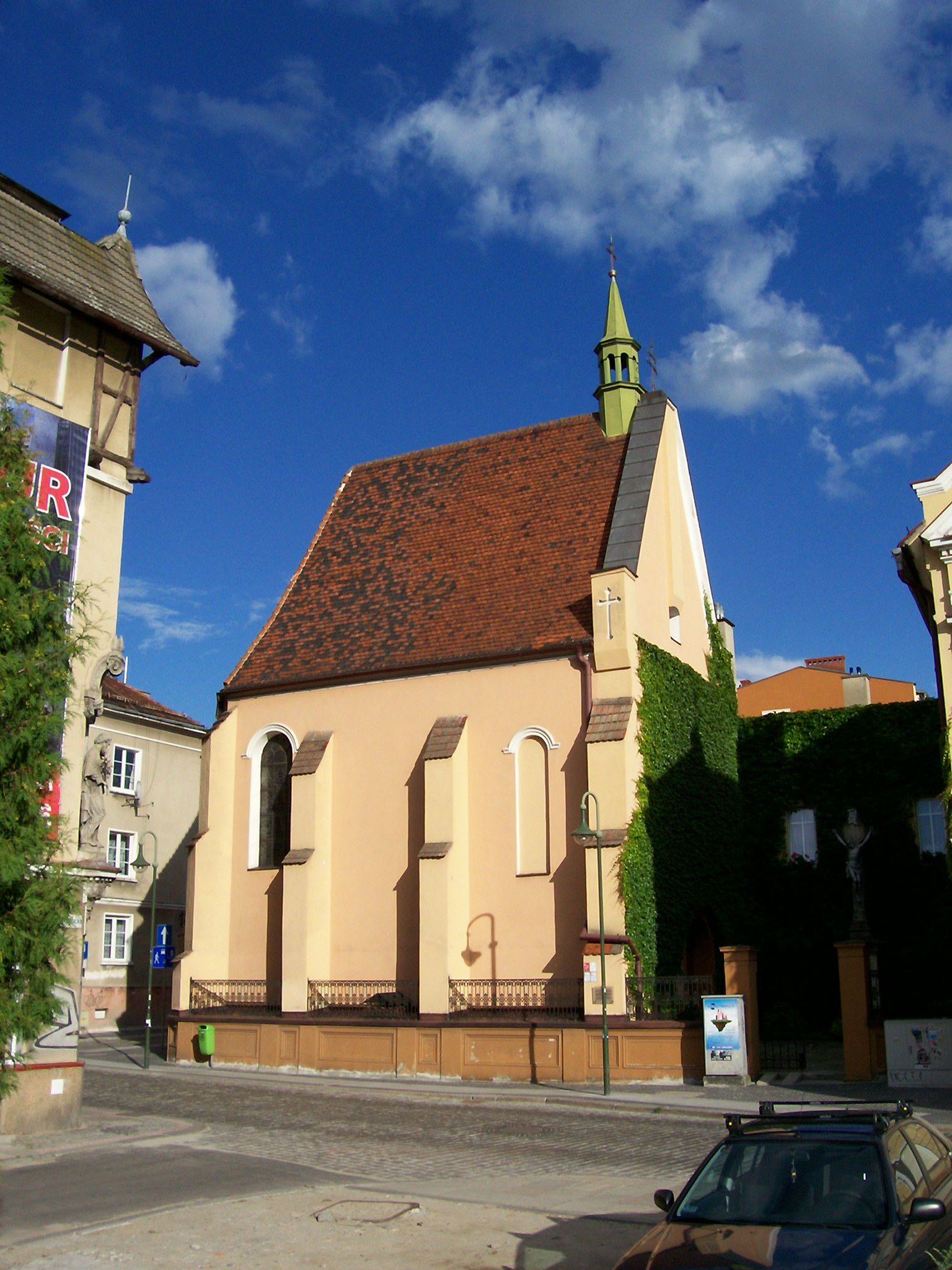
Kościół św. Aleksego

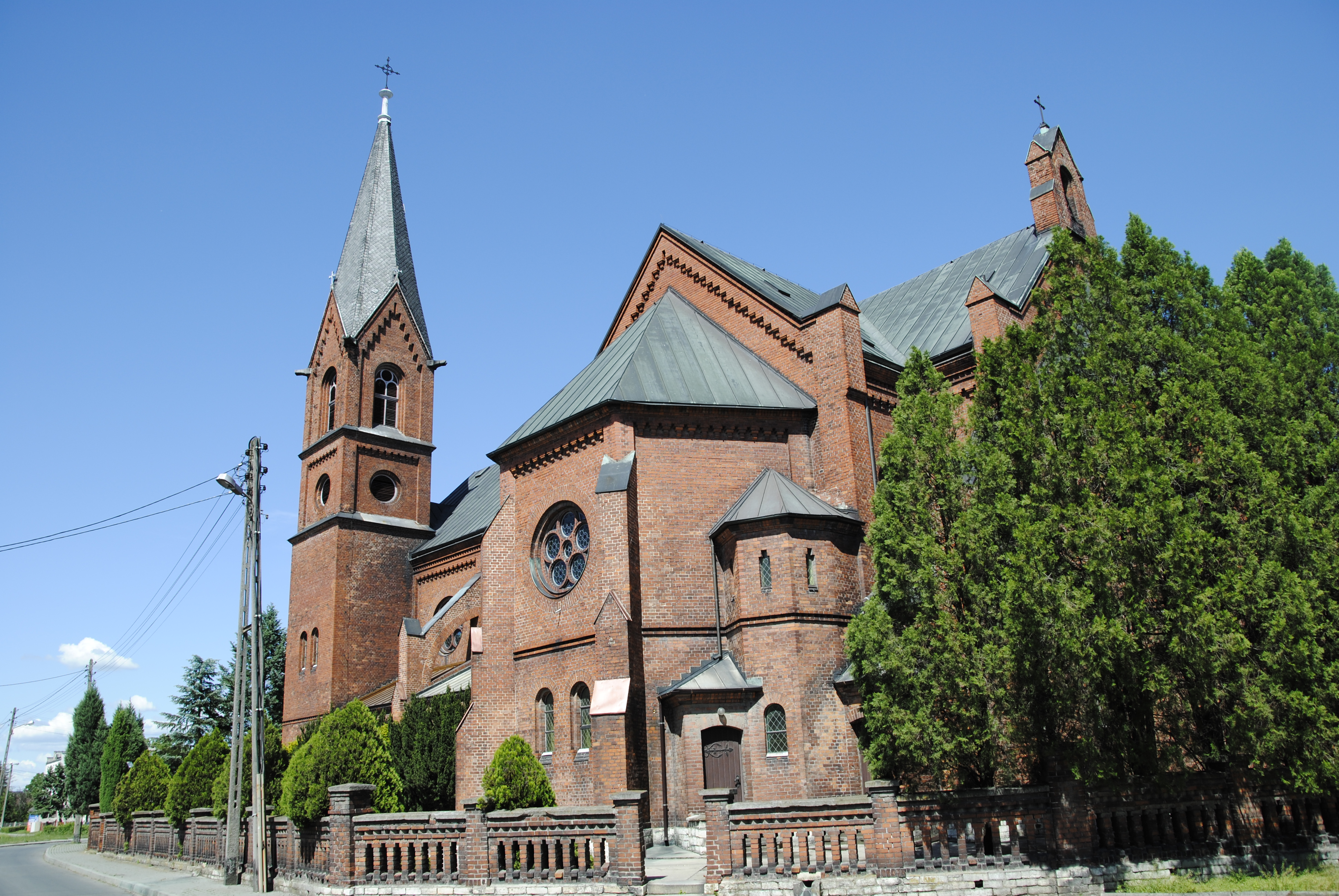
Kościół św. Katarzyny Aleksandryjskiej

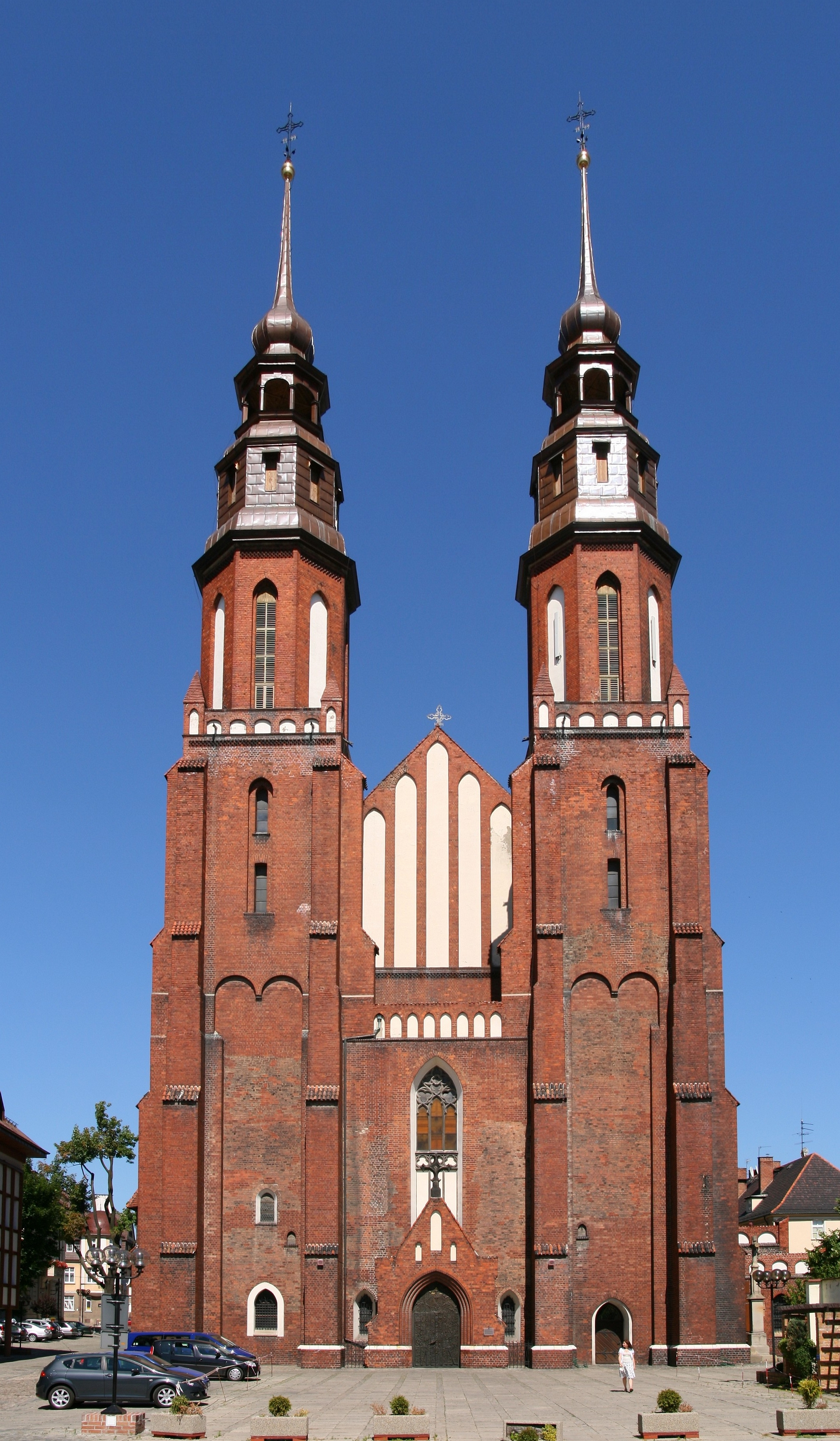
Kościół katedralny Świętego Krzyża w Opolu

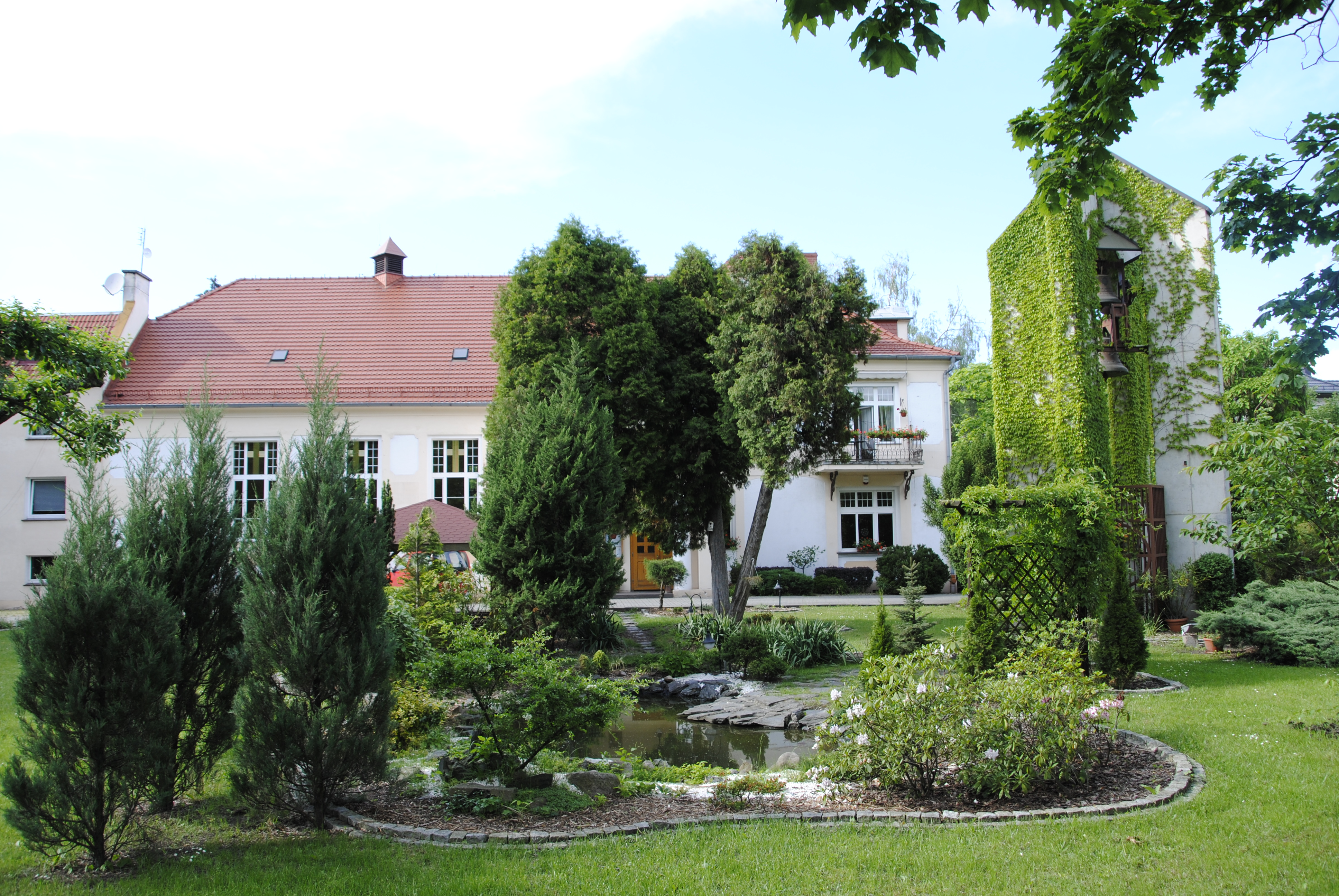
Kaplica Ewangelicko-Augsburska w Opolu

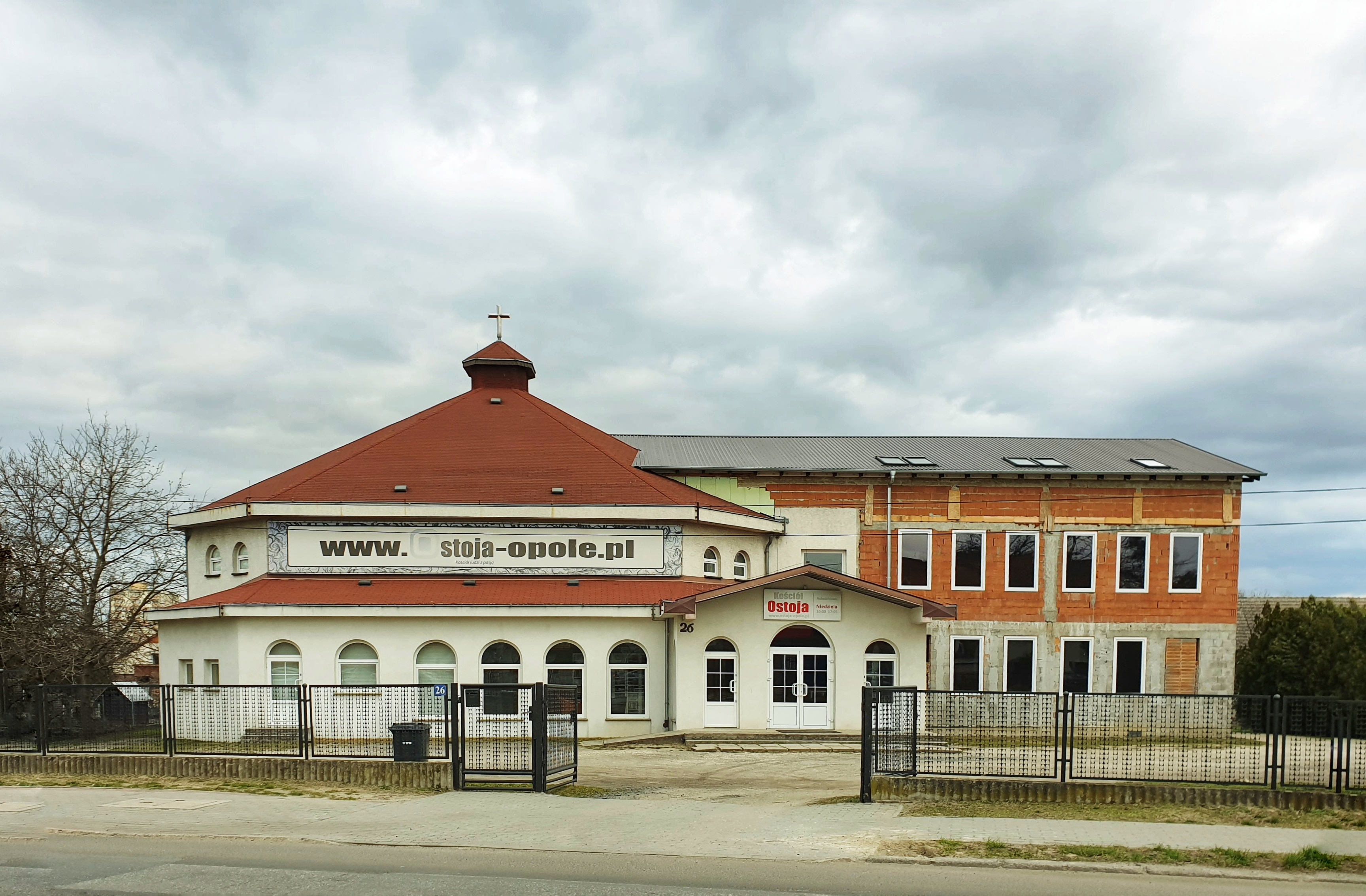
Kościół zboru zielonoświątkowego „Ostoja”

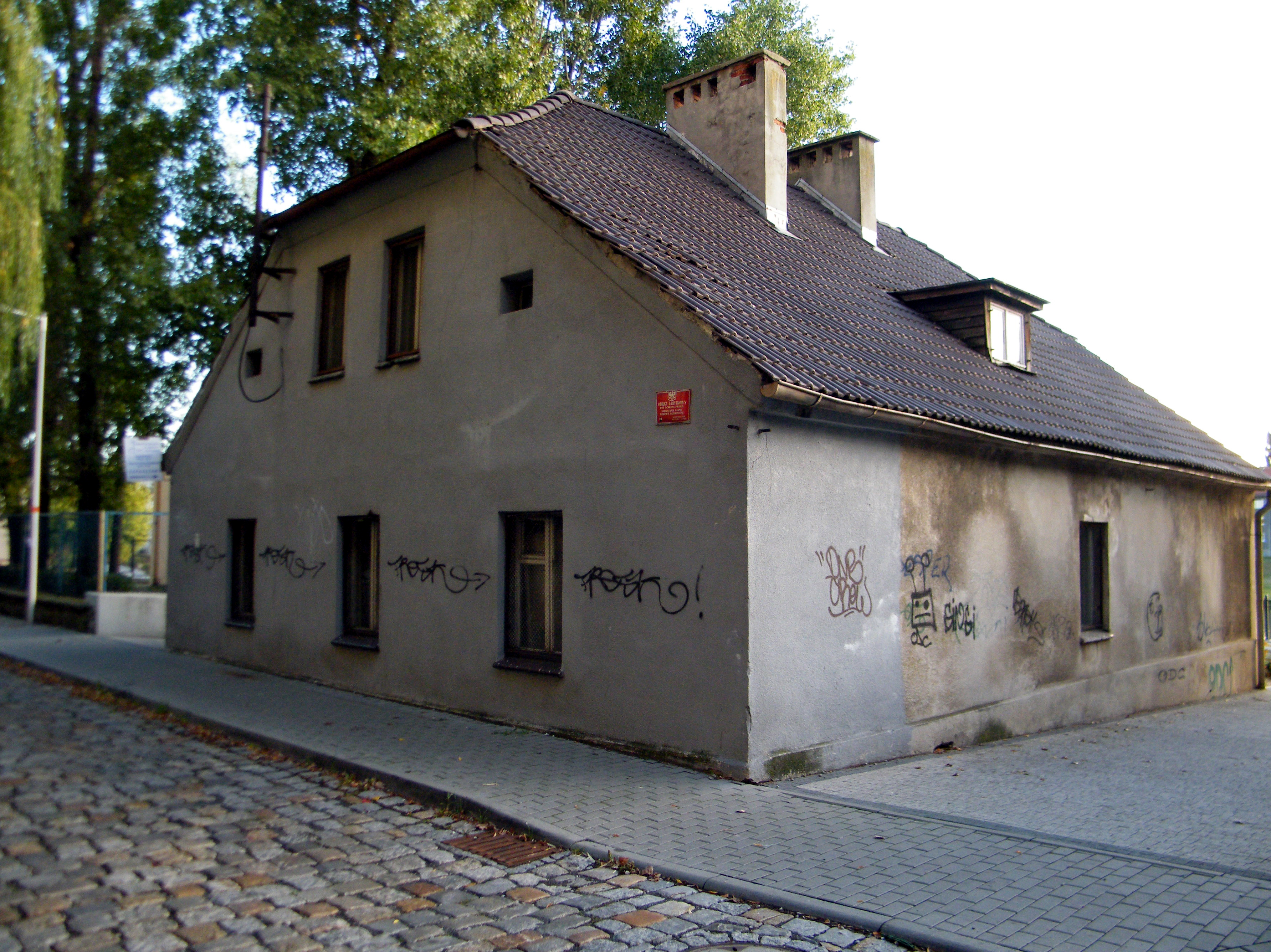
Dom modlitwy Kościoła Chrystusowego

Katolickim patronem Opola jest św. Wojciech Sławnikowic.

### Wspólnoty wyznaniowe

#### Buddyzm
- Buddyjski Związek Diamentowej Drogi Linii Karma Kagyu:
  - ośrodek medytacyjny (ul. Powstańców Śląskich 8)[178][179]

#### Katolicyzm
- Kościół rzymskokatolicki – od 1972 roku Opole jest stolicą diecezji opolskiej[180]
  - Dekanat Opole[181]:
    - parafia Wniebowzięcia Najświętszej Maryi Panny (ul. Wiejska 101)
      - kościół Wniebowzięcia Najświętszej Maryi Panny (ul. Wiejska 101)

    - parafia św. Katarzyny Aleksandryjskiej (ul. Popiełuszki 13)
      - kościół św. Katarzyny Aleksandryjskiej (ul. Popiełuszki 13)

    - parafia Matki Boskiej Fatimskiej (ul. Strzelecka 23)
      - kościół Matki Boskiej Fatimskiej (ul. Strzelecka 23)

    - parafia św. Jacka (ul. Tysiąclecia 11)
      - kościół św. Jacka (ul. Tysiąclecia 11)

    - parafia św. Jadwigi Śląskiej (ul. Teligi 81)
      - kościół św. Jadwigi Śląskiej (ul. Teligi 81)

    - parafia Matki Boskiej Nieustającej Pomocy (Plac Kościelny 1)
      - kościół Matki Boskiej Nieustającej Pomocy (Plac Kościelny 1)

    - parafia Matki Boskiej Bolesnej i św. Wojciecha (Plac Kopernika 12)
      - kościół Matki Boskiej Bolesnej i św. Wojciecha (Plac Kopernika 12)

    - parafia Najświętszego Serca Pana Jezusa (ul. Czaplaka 1)
      - kościół Najświętszego Serca Pana Jezusa (ul. Czaplaka 1)

    - parafia Podwyższenia Krzyża Świętego (ul. Katedralna 2)
      - kościół katedralny Świętego Krzyża (ul. Katedralna 2)
      - kościół św. Sebastiana (Plac św. Sebastiana 2)
      - kościół św. Aleksego (ul. Katedralna 5)
      - kościół św. Trójcy (pl. Wolności 2)

    - parafia Przemienienia Pańskiego (ul. Grota-Roweckiego 3)
      - kościół Przemienienia Pańskiego (ul. Grota-Roweckiego 3)

    - parafia Świętych Apostołów Piotra i Pawła (Plac Mickiewicza 1)
      - kościół Świętych Apostołów Piotra i Pawła (Plac Mickiewicza 1)
      - kościół św. Jadwigi Śląskiej (ul. Drzymały 1)

    - parafia św. Karola Boromeusza (ul. Chabrów 74)
      - kościół św. Karola Boromeusza (ul. Chabrów 74)

    - parafia Chrystusa Króla (ul. Irydowa 23)
      - kościół Chrystusa Króla (ul. Irydowa 23)
      - kościół Matki Bożej Królowej Polski (ul. Oświęcimska 132)

    - parafia św. Jana Pawła II (al. Wincentego Witosa 40)
      - kościół św. Jana Pawła II (al. Wincentego Witosa 40)

  - Dekanat Opole-Szczepanowice[181]:
    - parafia bł. Czesława Odrowąża (ul. Hallera 21)
      - kościół bł. Czesława Odrowąża (ul. Hallera 21)

    - parafia św. Anny Samotrzeciej (ul. Nyska 6)
      - kościół św. Anny Samotrzeciej (ul. Nyska 6)

    - parafia św. Michała Archanioła (ul. Domańskiego 4)
      - kościół św. Michała Archanioła (ul. Domańskiego 4)

    - parafia św. Jana Nepomucena (ul. Szczęśliwa 2A)
      - kościół św. Jana Nepomucena (ul. Szczęśliwa 2A)

    - parafia św. Józefa (ul. Prószkowska 74)
      - kościół św. Józefa (ul. Prószkowska 74)

    - parafia Ducha Świętego (ul. ks. Franciszka Duszy 7)
      - kościół Ducha Świętego (ul. ks. Franciszka Duszy 7)

    - parafia Św. Józefa Robotnika (ul. Wrocławska 61)
      - kościół św. Józefa Robotnika (ul. Wrocławska 61)

  - Dekanat Siołkowice[181]:
    - parafia Bożego Ciała i św. Norberta (pl. Klasztorny 3)
      - kościół Bożego Ciała i św. Norberta (pl. Klasztorny 3)
      - kościół Niepokalanego Serca Najświętszej Maryi Panny (ul. Świerkli 16)
      - kościół św. Anny
- Kościół greckokatolicki:
  - parafia Przemienienia Pańskiego[182], nabożeństwa są sprawowane w kaplicy adoracji przy rzymskokatolickim kościele pw. Przemienienia Pańskiego w Opolu (ul. Grota Roweckiego 3)[183]
- Bractwo Kapłańskie Świętego Piusa X:
  - kaplica Matki Bożej Różańcowej z Pompejów[184]

#### Prawosławie
- Polski Autokefaliczny Kościół Prawosławny:
  - punkt duszpasterski Poczajowskiej Ikony Bogurodzicy[185] (podlegający parafii w Kędzierzynie-Koźlu); nabożeństwa są czasowo odprawiane w kościele rzymskokatolickim pw. Świętych Apostołów Piotra i Pawła przy Placu Adama Mickiewicza 1[186]

#### Protestantyzm
- Chrześcijańska Wspólnota Ewangeliczna:
  - placówka misyjna w Opolu[187]
- Ewangeliczny Kościół Chrześcijański:
  - parafia w Opolu[188]
- Kościół Adwentystów Dnia Siódmego w RP:
  - Zbór Kościoła Adwentystów Dnia Siódmego w Opolu (ul. Żeromskiego 6)[189]
- Kościół Chrześcijan Baptystów:
  - zbór Kościoła Chrześcijan Baptystów „Źródło Życia” (ul. Sienkiewicza 20)[190]
- Kościół Chrystusowy w Polsce:
  - Kościół Chrystusowy w Opolu (ul. Rybacka 5)[191][192]
- Kościół Ewangelicko-Augsburski:
  - Parafia Ewangelicko-Augsburska w Opolu (ul. Pasieczna 12)[193]
- Kościół Ewangelicznych Chrześcijan:
  - Zbór Kościoła Ewangelicznych Chrześcijan (ul. Mazowiecka 6)[194]
- Kościół Zielonoświątkowy:
  - zbór „Ostoja” (ul. Wróblewskiego 26)[195]

#### Restoracjonizm
- Świadkowie Jehowy:
  - zbór Opole-Południe[196]
  - zbór Opole-Północ (w tym grupa języka migowego)[196]
  - zbór Opole-Wschód[196]
  - zbór Opole-Prószków[196]
  - zbór Opole-Rosyjski[196]
  - zbór Opole-Ukraiński[196]
    - dwie Sale Królestwa: ul. Wojciecha Biasa 22-24 i ul. Solskiego 36[196][197][198].

### Cmentarze
- Cmentarz komunalny (ul. Cmentarna 20)
- Cmentarz choleryczny (skrzyżowanie ulic św. Jacka, Struga i Granicznej)
- Cmentarz przy ulicy Wrocławskiej
- Cmentarz żydowski (ul. Graniczna)

### Nieistniejące obiekty sakralne
- Nowa Synagoga (spalona podczas nocy kryształowej z 9 na 10 listopada 1938)
- Stara Synagoga (nieczynna)

## Sport

### Kluby
Piłka nożna
- Odra Opole
- Grom Świerkle
- Iskra Opole
- LKS Groszmal
- LZS Grudzice
- LZS Sławice
- LZS Wrzoski
- Rodło Opole
- Sparta Opole
- Swornica Czarnowąsy
- Tempo Opole
- Wiking Opole
- Zryw Opole

Sporty zimowe

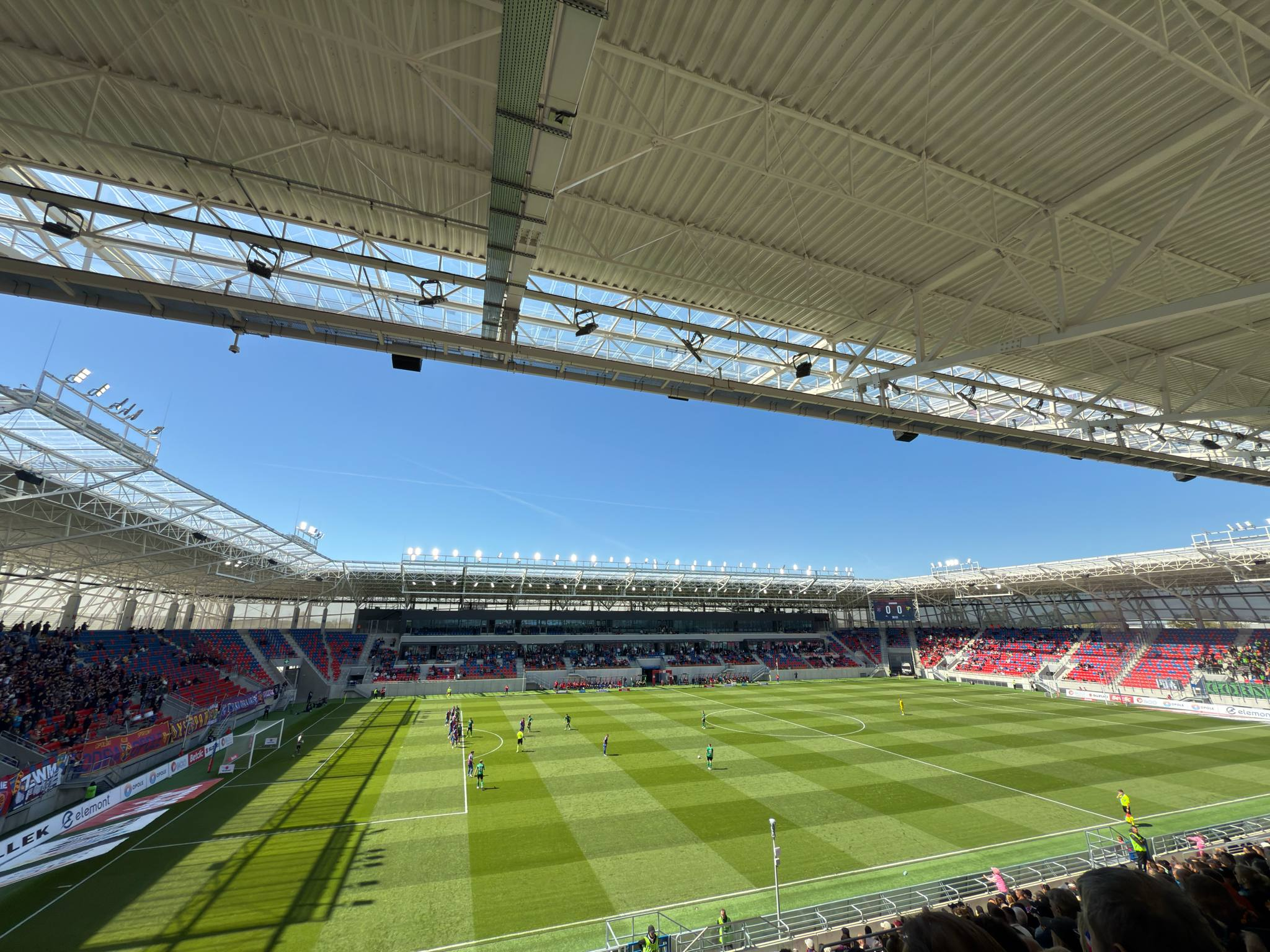
Stadion Opolski podczas meczu 1. Ligi Odra Opole–Górnik Łęczna (2025)

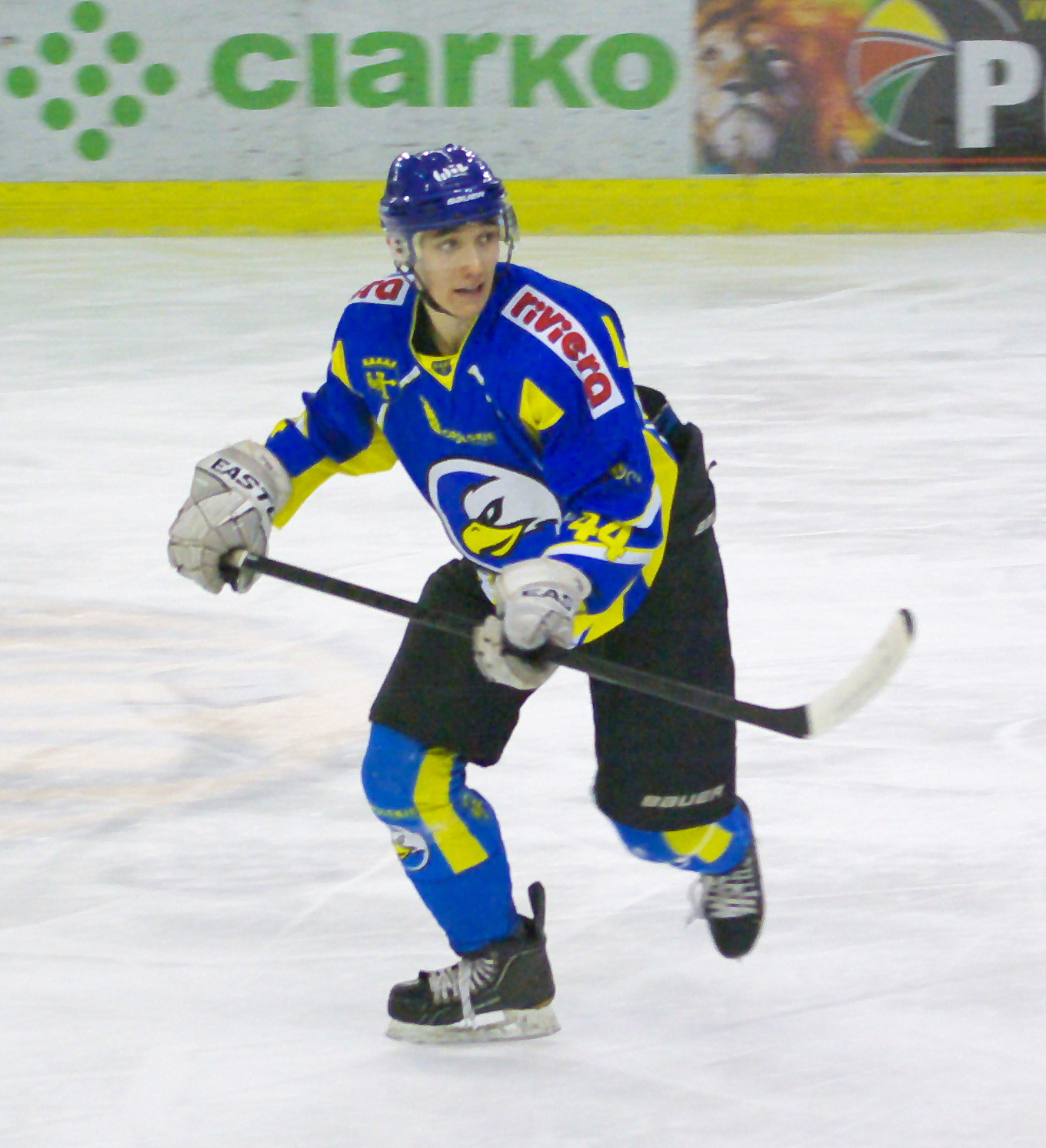
Drużyna Orlika podczas meczu w Sanoku (2016)

- HK Opole – hokej na lodzie – seniorzy
- UKŁF „Piast” Opole – łyżwiarstwo figurowe
- UIKŁF „Piruette” Opole – łyżwiarstwo figurowe, do połowy sezonu 2011/2012 również, łyżwiarstwo synchroniczne (nieistniejąca obecnie formacja „Desire Dance”)
- MUKS Orlik Opole – hokej na lodzie – juniorzy

Kolarstwo
- LKS Ziemia Opolska
- Opolski Klub Rowerowy

Sporty walki
- Forca Brava Opole – brazylijskie jiu-jitsu
- Lutadores Opole – MMA
- Sagat Gym Opole – boks tajski
- Opolski Klub Karate Kyokushin – kyokushin
- Capoeira Porto de Minas – capoeira
- Akademia Karate Tradycyjnego Opole[199] – karate tradycyjne

Inne
- AZS Opole – koszykówka, siatkówka

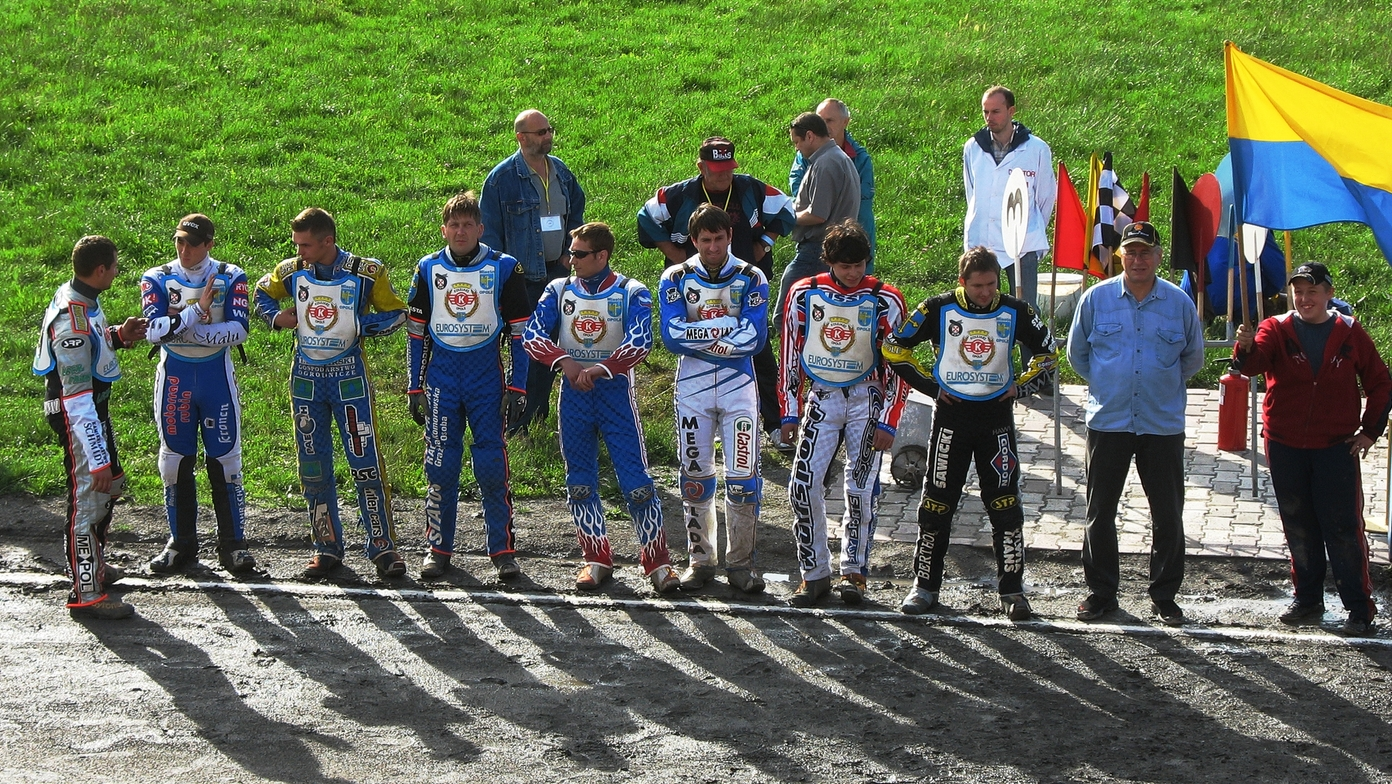
Zawodnicy Kolejarza Opole (2009)

- Budowlani Opole – podnoszenie ciężarów
- CPPA Opole – capoeira
- Gwardia Opole – piłka ręczna, judo, MMA
- Klub Biegowy Odra Opole bieganie
- Kolejarz Opole – żużel
- MOS Opole – sekcja pływacka (dawniej MKS „Zryw” Opole) pływanie
- Opolski Klub Piłki Stołowej – futbol stołowy
- OTK Opole – kajakarstwo
- SMS LO2 Opole – siatkówka kobiet
- UKS Trolik Opole – unihokej
- UKS MOS Opole – siatkówka, kajakarstwo
- Versus Opole – futsal
- Vetrim Opole – strzelectwo
- Wizards Opole – futbol amerykański
- Wolverines Opole – futbol amerykański

### Obiekty sportowe
- Stadion Opolski
- Stadion Miejski „Odra”
- Lodowisko Toropol

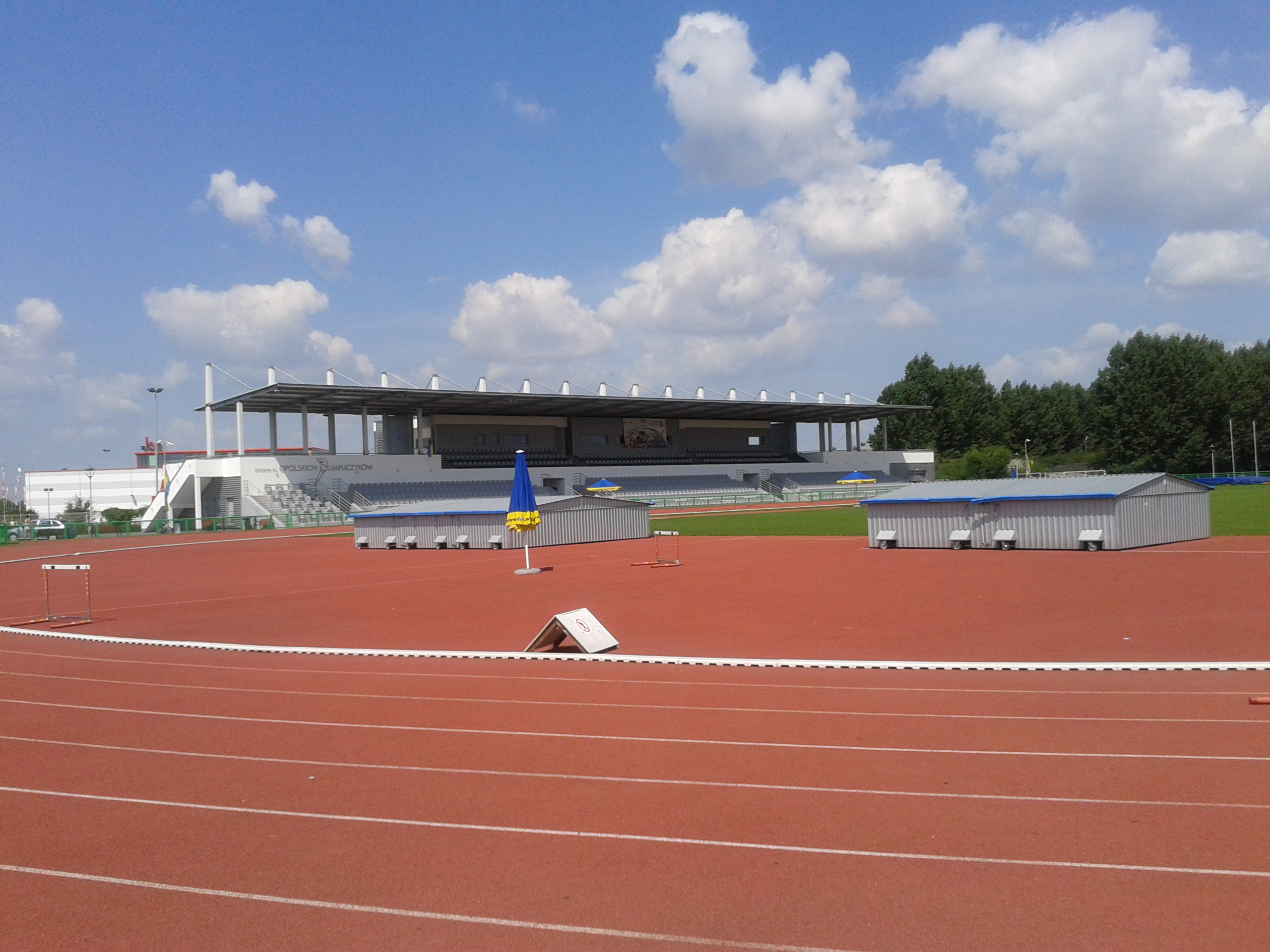
Stadion Lekkoatletyczny im. Opolskich Olimpijczyków

- Hala widowiskowo-sportowa Gwardia
- Hala widowiskowo-sportowa Okrąglak
- Stadion lekkoatletyczny im. Opolskich Olimpijczyków
- stadion żużlowy Kolejarza Opole
- basen (pl. Róż)
- kryty basen „Wodna nuta”
- kryta pływalnia Akwarium (ul. Ozimska)
- hipodrom Ostrogi (Opole – Bierkowice)

### Zawody sportowe
- Opolski Festiwal Skoków – mityng lekkoatletyczny organizowany od 2006
- Turniej „Mistrz świata Jerzy Szczakiel zaprasza” – towarzyski turniej żużlowy rozgrywany od 2002

W Opolu odbyły się Klubowe Mistrzostwa Świata w piłce siatkowej mężczyzn 2017, Mistrzostwa Polski w Łyżwiarstwie Figurowym 2010, 2005, 2015, 2017, Mistrzostwa Polski Seniorów w Lekkoatletyce 1956, Mistrzostwa Polski w Boksie 1970, Mistrzostwa Polski w Curlingu 2018, Mistrzostwa Polski w Judo 2011, Mistrzostwa Polski w Podnoszeniu Ciężarów Mężczyzn 2010 i Mistrzostwa Polski w Short Tracku 2017.

## Służby mundurowe
- Policja – Komenda Wojewódzka Policji w Opolu[200]
- Areszt Śledczy – położony przy ulicy Sądowej 4 obsługuje sąd i prokuraturę w Opolu[201]
- Straż pożarna – Komenda Wojewódzka Państwowej Straży Pożarnej[202]
- Służba wojskowa – 10 Batalion Remontowy, 10 Opolska Brygada Logistyczna, 27 Pułk Czołgów, 19 Batalion Łączności 10 Dywizji Pancernej (Zmechanizowanej)
- Straż Graniczna – Placówka Straży Granicznej w Opolu

## Współpraca międzynarodowa

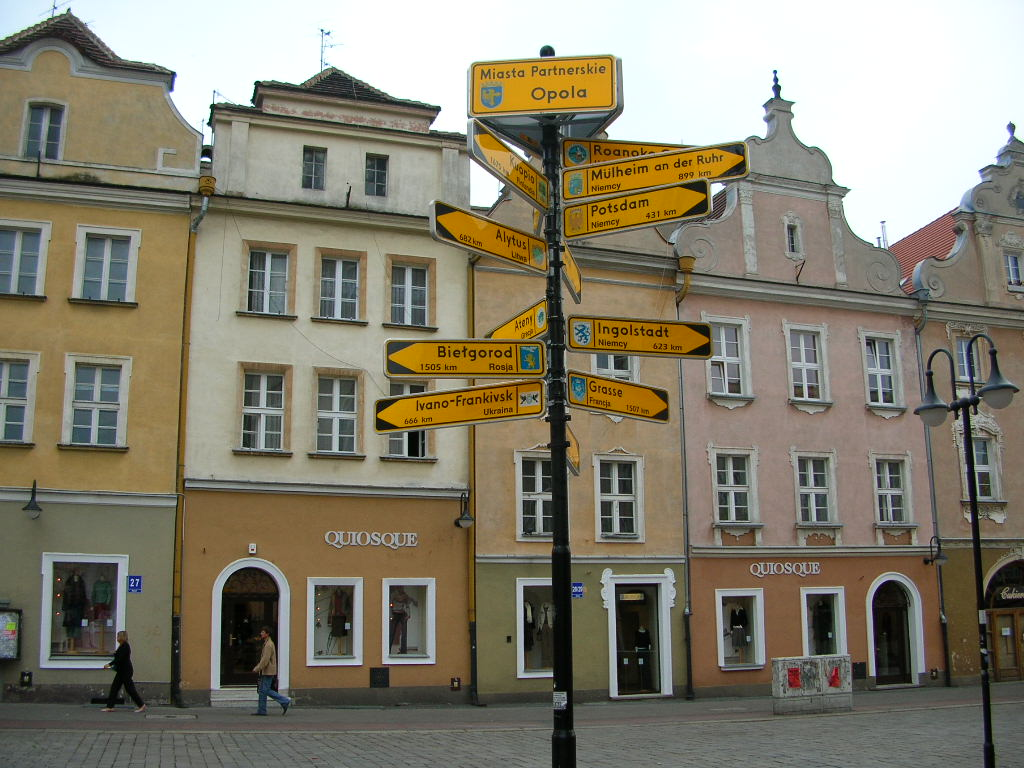
Rynek – miasta partnerskie Opola

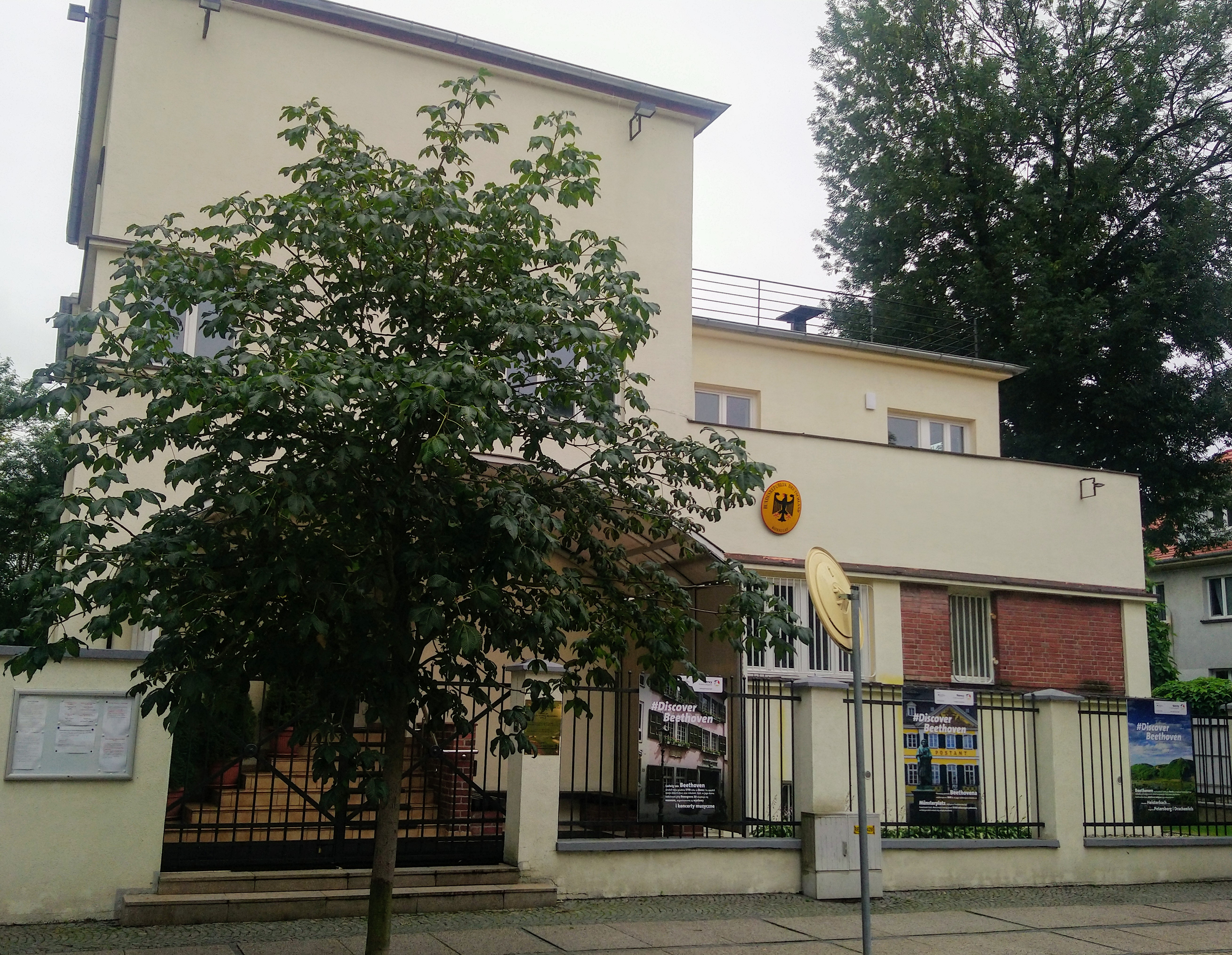
Konsulat Niemiec w Opolu

### Miasta partnerskie
| Miasto              | Kraj              | Data podpisania umowy |
| ------------------- | ----------------- | --------------------- |
| Bruntál             | Czechy            | 8 grudnia 1997        |
| Carrara             | Włochy            | 2 września 2006       |
| Grasse              | Francja           | 24 października 1964  |
| Hrabstwo Roanoke    | Stany Zjednoczone | 30 listopada 1994     |
| Ingolstadt          | Niemcy            | 4 listopada 2005      |
| Iwano-Frankiwsk     | Ukraina           | 5 kwietnia 2005       |
| Kuopio              | Finlandia         | 7 lutego 1980         |
| Olita               | Litwa             | 3 czerwca 1993        |
| Mülheim an der Ruhr | Niemcy            | 29 kwietnia 1989      |
| Poczdam             | Niemcy            | 6 czerwca 1973        |
| Székesfehérvár      | Węgry             | 28 października 1978  |

Ponadto Opole łączą więzy przyjaźni z:
- Bonn, Niemcy od 2 maja 1997[203]

### Placówki międzynarodowe
W Opolu znajdują się następujące urzędy konsularne:
- Konsulat Niemiec – 9 lipca 1992 (Birgit Fisel-Rösle)[204]
- Konsulat Honorowy Republiki Chorwackiej – 7 kwietnia 2014 (Andrzej Żylak)[205]
- Konsulat Honorowy Ukrainy – 14 września 2017 (Irena Pordzik)[206]
- Konsulat Honorowy Republiki Czeskiej – 28 lipca 2022 (Artur Żurakowski)[207]

## Turystyka
Kościół Świętej Trójcy, Muzeum Śląska Opolskiego, Muzeum Wsi Opolskiej i amfiteatr w Opolu zostały wymienione w Kanonie Krajoznawczym Polski. Oddział PTTK „Sudetów Wschodnich” w Prudniku przyznaje Kolarską Odznakę Turystyczną w „Królestwie Pradziada” za odwiedzenie m.in. Opola.
Przez Opole prowadzą szlaki turystyczne:
- Szlak sakralny: Jemielnica – Góra Świętej Anny – Kamień Śląski – Opole
- Szlakiem drewnianej architektury: Opole – Laskowice – Olesno – Byczyna – Maciejów
- Poznaj świat sprzed lat: Opole – Krasiejów – Ozimek – Turawa – Góra Świętej Anny – Nysa – Paczków – Brzeg – Opole
- Opolskie Zamki i Pałace: Rogów Opolski – Kędzierzyn-Koźle – Kamień Śląski – Moszna – Nysa – Otmuchów – Brzeg – Opole
- Opolskie pielgrzymowanie: Opole – Kamień Śląski – Góra Świętej Anny – Głogówek – Biała – Prudnik – Nysa – Opole
- Blisko natury: Pokój – Maciejów – Olesno – Opole

## Ludzie związani z Opolem

### Honorowi Obywatele Miasta
- Pierre Aarts
- Dieter Bach
- Andrzej Balcerek
- Władysław Bartoszewski
- Mieczysław Białkiewicz
- Jakub Błaszczykowski
- Krystyna Borowitza
- Arnold Borowitza
- Jerzy Buzek
- Elżbieta Dzikowska
- Karl Galling
- Norbert Greger
- Manfred Gerwinat
- Jerzy Grotowski
- Władysław Gomoła
- Karl-Heinz Harbeck
- Irena Hundt
- Hubertus Janas
- Piotr Kapica
- Ryszard Kaczorowski
- Miroslav Klose[211]
- Dietmar Lenz
- Wiesław Lesiuk
- Jean-Pierre Leleux
- Wanda Łangowska
- Franciszek Mikuła
- Daniel Olbrychski
- Marcin Nowak
- Maciej Nowicki
- Teresa Patoła
- Józef Pawliczek
- Hans-Gert Pöttering
- Julian Planetorz
- Franck-D. Raineri
- Maryla Rodowicz
- Alojzy Sitek[212]
- Bruno Schultz
- Martin Stohrer
- Józef Szajna
- Tomasz Tomaszewski
- Jerzy Widzyk
- Andrzej Wajda
- Lech Wałęsa
- Joachim Zindler

## Sąsiednie gminy
Dąbrowa, Dobrzeń Wielki, Łubniany, Turawa, Chrząstowice, Tarnów Opolski, Prószków, Komprachcice